# Vereinigte Staaten
Die Vereinigten Staaten von Amerika (englisch United States of America, abgekürzt USA), kurz auch Vereinigte Staaten (englisch United States, abgekürzt US) oder Amerika (englisch America) genannt, sind ihrer Verfassung zufolge eine demokratische, föderal aufgebaute Republik in Nordamerika mit einigen Inseln in Ozeanien. Sie besteht aus 50 Bundesstaaten, der Hauptstadt Washington, D.C., die einen eigenen Bundesdistrikt darstellt, sowie aus fünf größeren Territorien und neun Inselterritorien.
Die 48 zusammenhängenden Contiguous United States, die so genannten Lower 48, bilden zusammen mit Alaska, von dem sie durch kanadisches Gebiet getrennt sind, die Continental United States. Der Bundesstaat Hawaii und einige kleinere Außengebiete liegen im Pazifik und in der Karibik. Das Land weist geographisch und klimatisch eine sehr hohe Diversität mit einer großen Vielfalt an Tier- und Pflanzenarten auf.
Die Vereinigten Staaten von Amerika sind flächenmäßig der viertgrößte und nach Einwohnerzahl der drittgrößte Staat der Erde. Ihre Ausdehnung von 9,52 Millionen Quadratkilometern wird nur von Russland, Kanada und China, ihre Bevölkerung von mehr als 340 Millionen Einwohnern nur von Indien und China übertroffen. Die einwohnerstärkste Stadt der Vereinigten Staaten ist New York City, eine Weltmetropole sowie eines der wichtigsten Kultur-, Medien-, Wirtschafts-, Handels- und Finanzzentren der Welt. Bedeutende Metropolregionen sind Los Angeles, Chicago, Dallas, Houston, Philadelphia, Washington, Miami, Atlanta, Boston und San Francisco mit jeweils über 5 Millionen Einwohnern. Der Grad der Urbanisierung liegt bei 83 Prozent. Ein bekannter Nationalmythos besagt, die Vereinigten Staaten seien eines der multikulturellsten Länder der Welt; empirische Studien zeigen jedoch, dass die Vereinigten Staaten im weltweiten Vergleich der ethnischen und kulturellen Vielfalt nur durchschnittlich abschneiden.
Paläoindianer wanderten vor mehr als 13.000 Jahren aus Asien in das nordamerikanische Festland der heutigen Vereinigten Staaten ein (Buttermilk Creek Complex), nachdem sie mehrere Jahrtausende zuvor Alaska besiedelt hatten. Die europäische Kolonisierung begann etwa um 1600 vorwiegend aus England und in langwieriger Auseinandersetzung mit Frankreich. Die Vereinigten Staaten gingen aus 13 Kolonien an der Atlantikküste hervor. Streit zwischen Großbritannien und den amerikanischen Kolonien führte zur Amerikanischen Revolution.
Am 4. Juli 1776 verabschiedeten Delegierte der 13 Kolonien die Unabhängigkeitserklärung der Vereinigten Staaten und somit die Gründung der USA. Der Amerikanische Unabhängigkeitskrieg, der mit der Anerkennung der Unabhängigkeit im Frieden von Paris (1783) endete, war der erste erfolgreiche Unabhängigkeitskrieg gegen eine europäische Kolonialmacht. Die heutige Verfassung wurde am 17. September 1787 verabschiedet. Es wurden 27 Zusatzartikel ergänzt. Die ersten zehn Zusatzartikel, die gemeinsam als Bill of Rights bezeichnet werden, wurden 1791 ratifiziert und garantieren eine Vielzahl von unveräußerlichen Rechten.
Angetrieben von der Doktrin des Manifest Destiny dehnten die Vereinigten Staaten ihr Gebiet im Laufe des 19. Jahrhunderts vom Atlantik bis zum Pazifik aus. Dies schloss die gewaltsame Vertreibung indigener indianischer Stämme, den Erwerb neuer Territorien u. a. im Mexikanisch-Amerikanischen Krieg und die Gründung neuer Bundesstaaten ein. Der Amerikanische Bürgerkrieg führte 1865 zum Ende der Sklaverei in den Vereinigten Staaten und dazu, dass sie endgültig den Weg zum Industriestaat einschlugen. Am Ende des 19. Jahrhunderts waren die USA die bedeutendste Macht auf dem amerikanischen Kontinent, und ihre Wirtschaft war zur größten der damaligen Zeit geworden.
Im Spanisch-Amerikanischen Krieg und vollends im Ersten Weltkrieg stiegen sie zur Weltmacht auf, deren militärische Stärke ihren globalen Einfluss sicherte. Aus dem Zweiten Weltkrieg gingen die USA zusammen mit der Sowjetunion als eine von zwei Supermächten hervor. Sie verfügten als erstes Land über Atomwaffen und wurden eines von fünf ständigen Mitgliedern im Sicherheitsrat der Vereinten Nationen. Nach Ende des Kalten Krieges und dem Zerfall der Sowjetunion galten die USA bis zum jüngsten Aufstieg der Volksrepublik China als einzige unbestrittene Supermacht. Sie sind Gründungsmitglied der Vereinten Nationen, der Organisation Amerikanischer Staaten (OAS) und vieler weiterer internationaler Organisationen. Ihr außenpolitischer und kultureller Einfluss kommt weltweit zur Geltung.
Die Vereinigten Staaten zählen gemäß dem Index der menschlichen Entwicklung zu den Ländern mit sehr hoher menschlicher Entwicklung und ihre Wirtschaft ist die größte Volkswirtschaft der Welt mit einem Bruttoinlandsprodukt in Höhe von über 27,7 Billionen US-Dollar im Jahr 2023, was etwa 26 % der nominellen bzw. 15 % der kaufkraftbereinigten globalen Wirtschaftsleistung entsprach. Das Land hatte 2021 das vierthöchste Pro-Kopf-Einkommen und das dritthöchste Pro-Kopf-Vermögen. Gemessen am nationalen Gesamtvermögen sind die USA das mit Abstand reichste Land der Welt.
Die Wirtschaftsleistung des Landes wird begünstigt durch den Reichtum an natürlichen Ressourcen, eine gut entwickelte Infrastruktur und eine hohe durchschnittliche Produktivität. Die USA sind weltweit führend in zahlreichen wissenschaftlichen und technologischen Bereichen und haben die höchsten Forschungs- und Entwicklungsausgaben der Welt. Obwohl Gesellschaft und Wirtschaftsstruktur gemeinhin als postindustriell angesehen werden, ist das Land nach wie vor einer der weltgrößten Güterproduzenten. Die USA sind der größte Importeur und nach China der zweitgrößte Exporteur der Welt sowie der größte Verbrauchermarkt.
Die USA waren 2023 für 37 % der weltweiten Militärausgaben verantwortlich und lagen damit auf Platz eins, gefolgt von China mit 12 % und Russland mit 4,5 %.

## Begriffsgeschichte

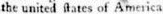
„united states of America“ am 4. April 1776

1507 fertigte der deutsche Kartograf Martin Waldseemüller eine Weltkarte, auf der er die Landmasse der westlichen Hemisphäre als „Amerika“, nach dem italienischen Entdecker und Kartografen Amerigo Vespucci benannte. Dieser Begriff umfasste ursprünglich den Doppelkontinent Amerika, der den Europäern als Neue Welt bekannt wurde. Seit der Gründung der Vereinigten Staaten von Amerika hat sich die Verwendung des Begriffs Amerika aus verschiedenen historischen Gründen und je nach Sprachraum in unterschiedlichem Maße auf die Vereinigten Staaten konzentriert.
Der erste dokumentierte Hinweis auf die Bezeichnung United States of America ist in einem anonym verfassten Essay zu finden, das am 6. April 1776 in der Zeitung The Virginia Gazette in Williamsburg veröffentlicht wurde. Im Juni 1776 fügte Thomas Jefferson die Bezeichnung „UNITED STATES OF AMERICA“ in Versalien in den Titel seines ursprünglichen Entwurfs der Unabhängigkeitserklärung ein. In der fertigen Version wurde der Titel in The unanimous Declaration of the thirteen united States of America („Die einstimmige Deklaration der dreizehn vereinigten Staaten von Amerika“) geändert.
In den 1777 veröffentlichten Konföderationsartikeln wird verkündet: The Stile of this Confederacy shall be ‘The United States of America’ („Die Bezeichnung dieser Konföderation soll ‚The United States of America‘ sein“).
Die Kurzform United States ist allgemein gebräuchlich. Andere häufig benutzte Formen sind „U.S.“ bzw. „US“, „U.S.A.“ bzw. „USA“ und „America“. Andere umgangssprachliche Namen sind „U.S. of A.“ und „die Staaten“ (the States). „Columbia“, ein populärer Name in der Dichtung und Liedern des späten 17. Jahrhunderts, leitet sich vom Namen Christoph Kolumbus ab. Es ist Teil der Bezeichnung District of Columbia.
Die amtliche deutsche Bezeichnung für Bürger der Vereinigten Staaten ist „Bürger der Vereinigten Staaten (von Amerika)“ oder „Amerikaner“. „Amerikanisch“ und „US-amerikanisch“ werden im deutschen Sprachgebrauch für die adjektivische Bezeichnung verwendet („amerikanische Werte“), verbreitet ist auch das Präfix „US-“ („US-Streitkräfte“). „Amerikanisch“ ist die empfohlene Form in den Leitfäden zum amtlichen Sprachgebrauch in Deutschland, Österreich und der Schweiz. Im deutschen Leitfaden geht dem noch die alternative Bezeichnung „der Vereinigten Staaten (von Amerika)“ voran. Einzig für die USA gibt es im deutschen Leitfaden keine eindeutige Bezeichnung. Das Korrektorat der Neuen Zürcher Zeitung rät von der Verwendung der erstmals 1951 im Duden verzeichneten Neubildung „US-amerikanisch“ ab, da sie ebenso unnötig wie künstlich sei, und empfiehlt, sie durch „amerikanisch“ zu ersetzen.
Im englischen Sprachraum wird das Pendant „American“ selten benutzt, um sich auf Themen zu beziehen, die keinen unmittelbaren Zusammenhang mit den Vereinigten Staaten haben. Die Bezeichnung ‚United States‘ wurde auch im englischen Sprachraum ursprünglich als Plural behandelt, eine Beschreibung für eine Ansammlung unabhängiger Staaten, zum Beispiel the United States are im 13. Zusatzartikel zur Verfassung der Vereinigten Staaten, ratifiziert im Jahr 1865. Es wurde nach dem Ende ihres Bürgerkriegs in den Vereinigten Staaten normal, die Bezeichnung als Singular zu behandeln, zum Beispiel the United States is. Die Singularform ist heute üblich. Die Pluralform wird jedoch in Reden und Literatur immer noch verwendet, zum Beispiel these United States („diese Vereinigten Staaten“). Dem Unterschied wird mehr Bedeutung beigemessen als nur in der Freiheit der Wortwahl, da er den Unterschied zwischen einer Ansammlung von Staaten und einer Einheit widerspiegelt.
Außerhalb der englischen Sprache wird der Name häufig als wörtliche Übersetzung von entweder ‚United States‘ oder ‚United States of America‘ übersetzt. Im Französischen, Deutschen, Italienischen, Japanischen, Hebräischen, Arabischen, Portugiesischen und Russischen haben sich Eigenbezeichnungen herausgebildet, die zwar die Vereinigten Staaten als Teil des Kontinents von Amerika unterscheiden, zum Beispiel wie im oben erwähnten Begriff US-Amerikaner oder im französischen étatsunien. Allerdings sind diese Formen nicht so häufig im Gebrauch wie das Polysem Amerika bzw. amerikanisch. Die US-Botschaft in Spanien bezeichnet sich als Botschaft der „Estados Unidos“ und benutzt auch die Initialen „EE.UU.“ Doppelbuchstaben deuten im Spanischen die Pluralbenutzung an. An anderen Stellen der offiziellen Internetseite wird „Estados Unidos de América“ benutzt.

## Geographie

### Grenzen und Ausdehnung

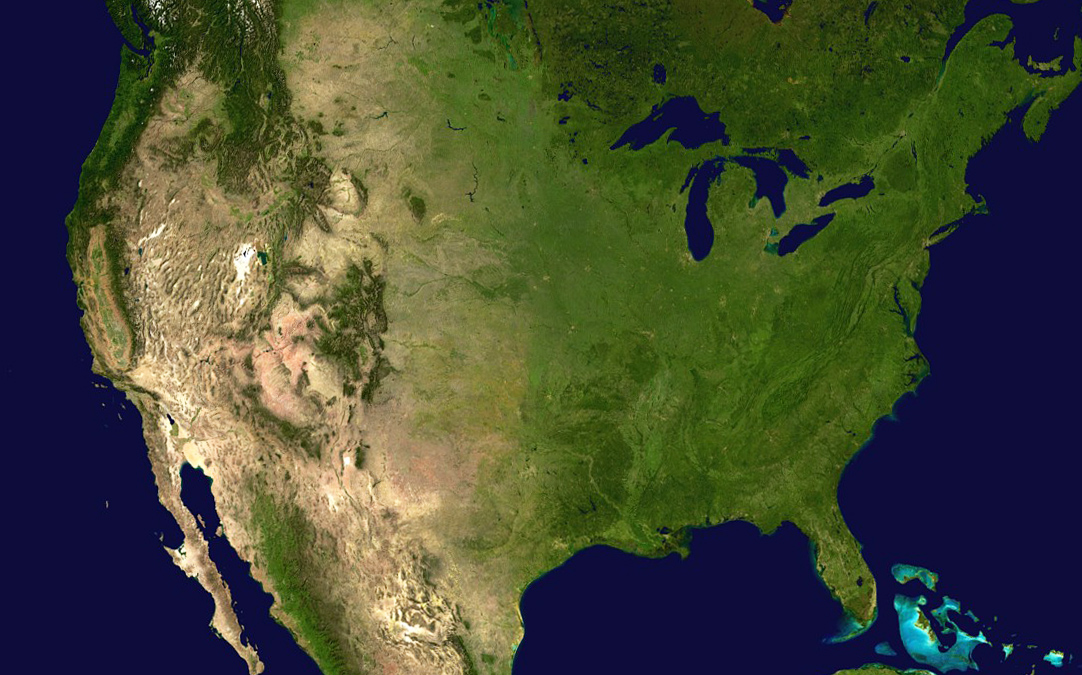
Satellitenbild der 48 Zentralstaaten der Vereinigten Staaten (ohne Alaska und Hawaii) und angrenzender Gebiete

Die Vereinigten Staaten haben eine gemeinsame Grenze mit Kanada, die insgesamt 8.895 Kilometer lang ist (wobei sich ca. 2.477 Kilometer zwischen Alaska und Kanada erstrecken), und eine mit Mexiko, die 3.326 Kilometer lang ist. Die Gesamtlänge der US-Landesgrenzen beträgt 12.221 Kilometer. Die Küstenlinie an Atlantik, Pazifik und Golf von Mexiko umfasst insgesamt 19.924 Kilometer.
Der Staat umfasst eine Landfläche von 9.161.924 km², hinzu kommen 664.706 km² Wasserflächen, so dass sich ein Staatsgebiet von 9.826.630 km² inklusive Hoheits- und Küstengewässer ergibt.
Die Nord-Süd-Ausdehnung zwischen der kanadischen und der mexikanischen Grenze beträgt etwa 2.500 Kilometer, die Ausdehnung zwischen Atlantik und Pazifik rund 4.500 Kilometer. Der Hauptteil des Landes liegt etwa zwischen dem 24. und 49. nördlichen Breitengrad und zwischen dem 68. und 125. westlichen Längengrad und ist in vier Zeitzonen eingeteilt (siehe Zeitzonen in den Vereinigten Staaten).
Die nördlichste Stadt der USA ist Utqiaġvik in Alaska, der südlichste Ort ist Hawaiian Ocean View in Hawaii.

### Geologie und Landschaftsgliederung
Das Gebiet weist eine deutliche Gliederung auf. So erstrecken sich Gebirgszüge wie die vulkanische Kaskadenkette, die Faltengebirge der Rocky Mountains und der Appalachen von Nord nach Süd. Während auf ihrer Wetterseite ausgedehnte Wälder bestehen, erstrecken sich in ihrem Windschatten riesige Trockengebiete mit Wüsten- oder Graslandschaften (Prärien). Die Flusssysteme der Vereinigten Staaten, wie die des Mississippi und Missouri ermöglichten schon früh eine dichte Besiedlung, während die umgebenden trockenen Regionen bis heute dünn besiedelt sind.
Der höchste Berg der Vereinigten Staaten ist der Denali in Alaska mit 6190 m, der niedrigste Punkt ist die Senke Badwater im Death Valley mit 85,5 m unter dem Meeresspiegel. Denali und Badwater sind zugleich der höchste bzw. niedrigste Punkt des nordamerikanischen Kontinents.

### Klima

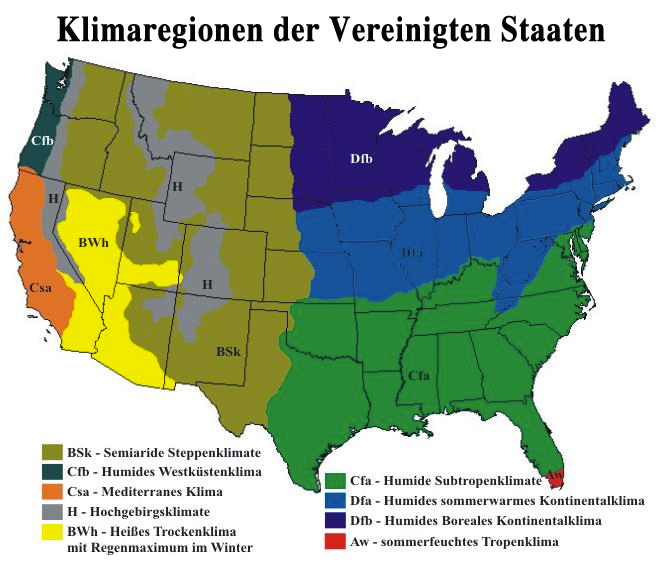
Klimate der Vereinigten Staaten

Wichtigster Einflussfaktor für das Klima ist der polare Jetstream (Polarfrontjetstream), der umfangreiche Tiefdruckgebiete vom Nordpazifik bringt. Verbinden sich die Tiefs mit denjenigen von der atlantischen Küste, bringen sie im Winter als Nor’easters schwere Schneefälle. Da kein Gebirgszug westostwärts verläuft, bringen Winterstürme oftmals große Schneemengen weit in den Süden, während im Sommer die Hitze weit nordwärts bis nach Kanada reicht.
Die Gebiete zwischen den Gebirgszügen weisen dementsprechend hohe Temperaturextreme auf, dazu eine mehr oder minder große Trockenheit, die nach Süden und Westen zunimmt. Die Pazifikküste hingegen ist im Norden ein sehr regenreiches, häufig nebliges Gebiet. Das Gebiet um den Golf von Mexiko ist bereits subtropisch mit hohen Temperaturen im Sommer und häufig hoher Luftfeuchtigkeit. Zudem wird das Gebiet häufig von tropischen Wirbelstürmen erreicht.
In Alaska herrscht arktisches Klima. Die dortigen Gebirge sind die höchsten der Vereinigten Staaten (Denali, 6190 Meter). Hawaii, dessen Mauna Kea 4205 Meter hoch ist, weist hingegen tropisches Klima auf.

### Flora und Fauna
Die Gebiete an der Ostküste bis zu den Großen Seen waren bis ins 19. Jahrhundert sehr stark bewaldet, die Westküste im Bereich des gemäßigten Regenwalds von mitunter extrem hohen Bäumen mit Wuchshöhen von über 100 Meter. Von diesen Flächen sind nur wenige, wie die Redwoods oder der Hoh-Regenwald geblieben. Große Flächen wurden zu Ackerland umgewandelt oder bebaut, den überwiegenden Teil nehmen heute Nutzwälder ein. Die Artenvielfalt der trockeneren Graslandschaften wurde im Zuge der landwirtschaftlichen Nutzung ebenfalls stark reduziert. Schutzgebiete und -maßnahmen führten jedoch dazu, dass viele der über 17.000 Gefäßpflanzenarten gerettet werden konnten. Allein Hawaii weist 1.800 Blütenpflanzen (Bedecktsamer) auf, von denen zahlreiche endemisch sind.
Rund 400 Säugetier-, 750 Vogel- und 500 Reptilien- und Amphibienarten sowie weit über 90.000 Insektenarten bilden einen Teil der Fauna, wobei seit 1973 ein eigenes Gesetz bedrohte Arten schützt. 58 Nationalparks in den noch großen verbliebenen Wildnisregionen und mehrere hundert weitere Schutzgebiete weisen überwiegend eine große Artenvielfalt auf, die in deutlichem Kontrast zu den weitverbreiteten Monokulturen steht. Vor allem aufgrund der großen Zahl von endemischen Arten, Gattungen und Familien, der großen Artenvielfalt bzw. Biodiversität und den vielfältigen Ökosystemen gehört die USA zu den Megadiversitätsländern dieser Erde. Lediglich die mediterrane Hartlaubvegetation der Florenprovinz Kalifornien wird aufgrund der großen Gefährdungslage für die Natur international als Hotspot der Biodiversität geführt.

### Natur und Umweltschutz
Historisch entstammen einige wichtige Entwicklungen des Naturschutzes aus der Geschichte der Vereinigten Staaten: Die Nationalparkidee und mit ihr der Yellowstone-Nationalpark, das weltweit erste Großschutzgebiet dieser Art, entstanden in den Vereinigten Staaten. Als nationale Behörde richtete der Senat die National Fish and Wildlife Foundation (NFWF) zur Betreuung aller nationaler Schutzgebiete ein. Auf der einen Seite engagieren sich US-amerikanische NGOs wie Conservation International weltweit führend für Natur- und Ressourcenschutz. Auf der anderen Seite haben die Vereinigten Staaten das wichtigste internationale Abkommen, die Biodiversitätskonvention, als eines von wenigen Ländern bis heute nicht unterzeichnet.

### Ballungsräume

Bevölkerungsdichte der Vereinigten Staaten

Im Jahr 2023 lebten 83 Prozent der Einwohner der Vereinigten Staaten in Städten. 2020 hatten 323 Orte mehr als 100.000 Einwohner und es gab 56 Metropolregionen mit mehr als einer Million Einwohner (bei nur zehn Städten). Die größten Metropolregionen waren 2021 New York City (19,8 Millionen), Los Angeles (13,0 Millionen), Chicago (9,5 Millionen), Dallas (7,8 Millionen), Houston (7,2 Millionen), Washington, D.C. (6,4 Millionen) und Philadelphia (6,2 Millionen). Die Hauptballungsräume liegen zwischen New York und den Großen Seen, in Kalifornien und Arizona sowie in Texas und in geringerem Maße in Florida. Mit 33 Einwohner pro Quadratkilometer sind die USA ein eher dünn besiedeltes Land. Der Osten des Landes ist dabei deutlich dichter besiedelt als der Westen.
| Rang | Stadt         | Einwohner  |  | Rang | Metropolregion                        | Einwohner  |
| ---- | ------------- | ---------- |  | ---- | ------------------------------------- | ---------- |
| 01   | New York City | 08.258.035 |  | 01   | New York–Newark–Jersey City           | 19.498.249 |
| 02   | Los Angeles   | 03.820.914 |  | 02   | Los Angeles–Long Beach–Anaheim        | 12.799.100 |
| 03   | Chicago       | 02.664.452 |  | 03   | Chicago–Naperville–Elgin              | 09.262.825 |
| 04   | Houston       | 02.314.157 |  | 04   | Dallas–Fort Worth–Arlington           | 08.100.037 |
| 05   | Phoenix       | 01.650.070 |  | 05   | Houston–Pasadena–The Woodlands        | 07.510.253 |
| 06   | Philadelphia  | 01.550.542 |  | 06   | Atlanta-Sandy Springs-Roswell         | 06.307.261 |
| 07   | San Antonio   | 01.495,295 |  | 07   | Washington–Arlington–Alexandria       | 06.304.975 |
| 08   | San Diego     | 01.388.320 |  | 08   | Philadelphia–Camden–Wilmington        | 06.246.160 |
| 09   | Dallas        | 01.302.868 |  | 09   | Miami–Fort Lauderdale–West Palm Beach | 06.183.199 |
| 10   | Jacksonville  | 0985.843   |  | 10   | Phoenix–Mesa–Chandler                 | 05.070.110 |

## Bevölkerung

### Demografie

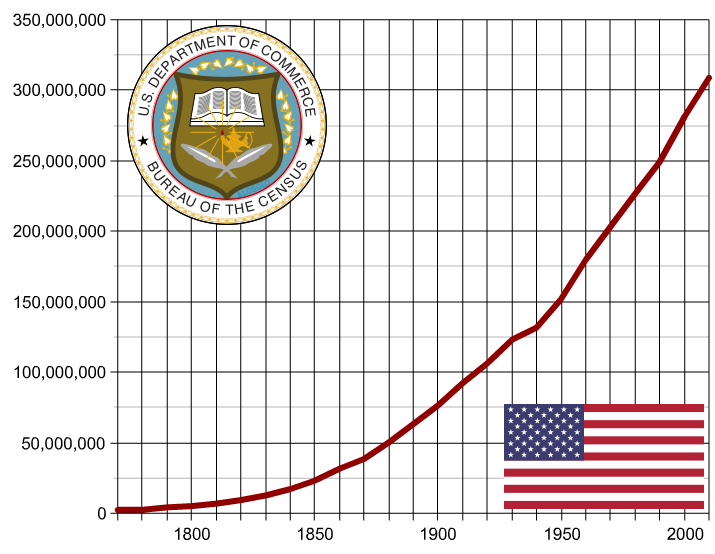
Bevölkerungsentwicklung in den Vereinigten Staaten

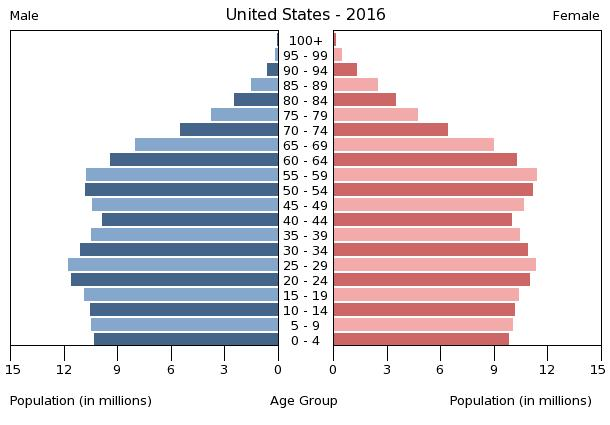
Bevölkerungspyramide der USA (2016)

Die Bevölkerungszahlen sind seit 1610 kontinuierlich gewachsen. Prognosen gehen von einem weiteren Anstieg bis 2050 aus: Bis zum Jahr 2025 wird die Bevölkerung nach einer Prognose der Vereinten Nationen auf 358 Millionen Einwohner anwachsen, und im Jahr 2050 werden demnach über 408 Millionen Menschen im Land leben.
Seit 1790 sieht die Verfassung eine alle zehn Jahre stattfindende Volkszählung vor, den sogenannten United States Census. Einen erheblichen Anteil am Bevölkerungszuwachs hatten die Einwanderer. So stieg seit dem Immigration and Naturalization Services Act of 1965 die Zahl der im Ausland geborenen Menschen auf das Fünffache, und zwar von 9,6 Millionen im Jahr 1970 auf rund 49,8 Millionen 2017. In den 1990er Jahren stieg die Zahl der Einwanderer auf eine Million pro Jahr. Im Jahr 2000 lag der Anteil der im Ausland geborenen Menschen bei 11,1 Prozent der Gesamtbevölkerung. Bis zum Jahr 2017 stieg er auf 15,3 % an. Gleichzeitig lebten knapp 3 Millionen Amerikaner im Ausland. Die meisten davon in Mexiko (900.000), Kanada (310.000), im Vereinigten Königreich (190.000), in Deutschland (140.000) und Australien (120.000).
2020 wuchs die Einwohnerzahl um 0,4 %, oder ca. 1,3 Millionen an. Die Anzahl der Geburten pro Frau lag 2020 statistisch bei 1,6. Die Geburtenrate der Hispanics und Latinos ist dabei höher als die der restlichen Bevölkerung. Bei den Stand 2019 unter 15-Jährigen liegt der Anteil der Weißen bei unter 50 %. Mehr als die Hälfte der Neugeborenen sind spätestens seit dem Jahr 2020 Nichtweiße.
Auf 1000 Einwohner kamen im Jahr 2016 insgesamt 12,5 Geburten und 8,2 Todesfälle. Das Medianalter lag im Jahr 2020 bei 38,3 Jahren. Von den Ländern der industrialisierten Welt haben die USA eine der jüngsten und am schnellsten wachsenden Bevölkerungen.
| Jahr | Bevölkerung |
| ---- | ----------- |
| 1770 | 2.148.100   |
| 1780 | 2.780.400   |
| 1790 | 3.929.214   |
| 1800 | 5.308.483   |
| 1810 | 7.239.881   |
| 1820 | 9.638.453   |
| 1830 | 12.866.020  |
| 1840 | 17.069.453  |
| 1850 | 23.191.876  |

| Jahr | Bevölkerung |
| ---- | ----------- |
| 1860 | 31.443.321  |
| 1870 | 38.558.371  |
| 1880 | 50.189.209  |
| 1890 | 62.979.766  |
| 1900 | 76.212.168  |
| 1910 | 92.228.496  |
| 1920 | 106.021.537 |
| 1930 | 123.202.624 |
| 1940 | 132.164.569 |

| Jahr | Bevölkerung |
| ---- | ----------- |
| 1950 | 151.325.798 |
| 1960 | 179.323.175 |
| 1970 | 203.211.926 |
| 1980 | 226.545.805 |
| 1990 | 248.709.873 |
| 2000 | 281.421.906 |
| 2010 | 308.745.538 |
| 2020 | 331.449.281 |

### Bevölkerungsstruktur
| Weiße                                              | 57,8 % |
| Hispanics und Latinos                              | 18,7 % |
| Afroamerikaner                                     | 12,1 % |
| asiatische Amerikaner                              | 5,9 %  |
| multiethnische Amerikaner                          | 4,1 %  |
| Indianer Nordamerikas und Ureinwohner Alaskas      | 0,7 %  |
| eingeborene Hawaiianer und Amerikaner aus Ozeanien | 0,2 %  |

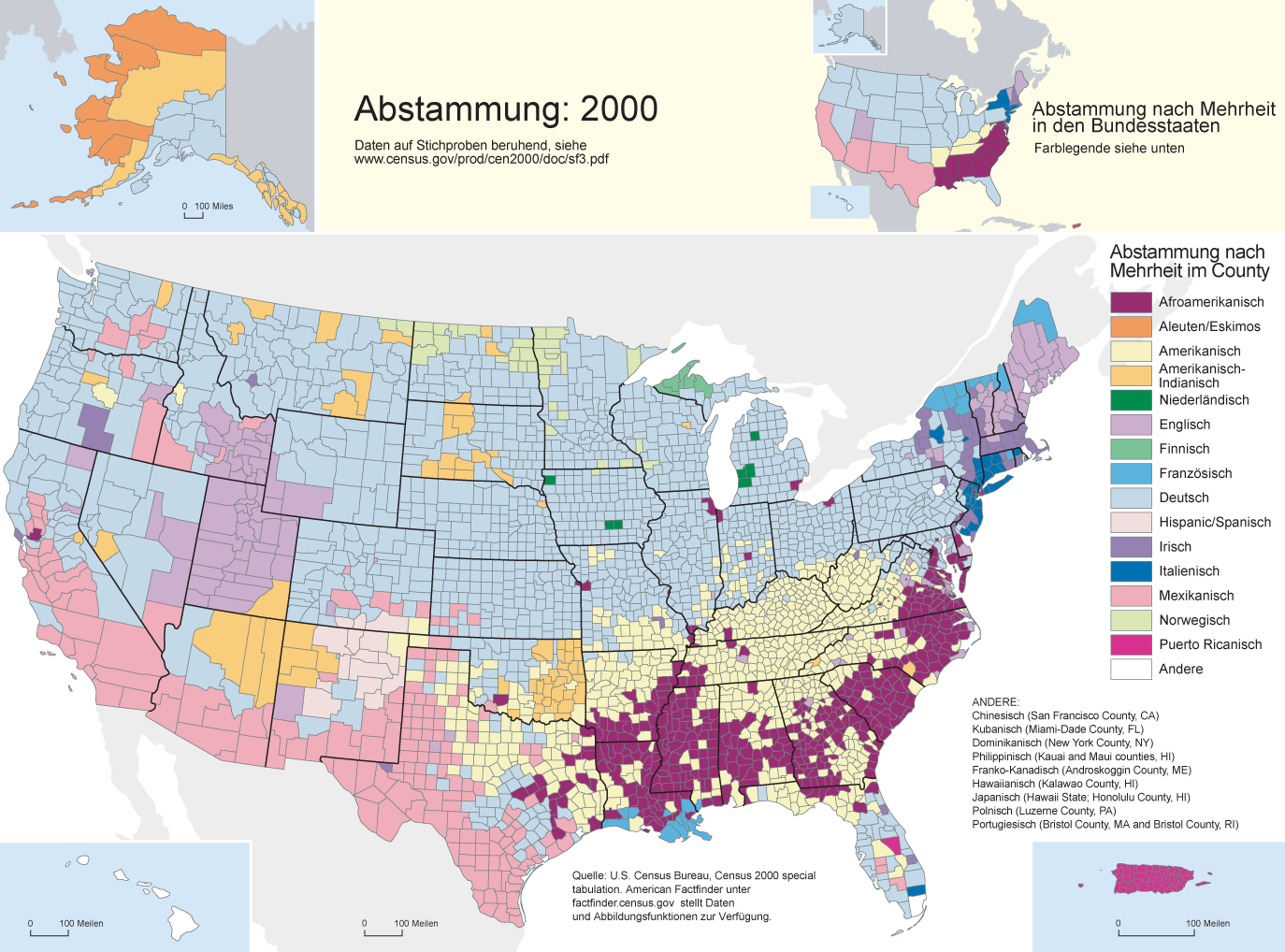
Abstammungsgruppen mit höchstem Bevölkerungsanteil in den Counties im Jahr 2000 (Quelle: United States Census Bureau)

Die ursprünglichen Bewohner des Landes, die Indianer („Native Americans“ oder „American Indians“), stellen heute nur noch rund ein Prozent der Bevölkerung. Einzig in Alaska erreichen sie einen zweistelligen Prozentanteil an der Bevölkerung. Weitere Schwerpunkte bilden Oklahoma, Kalifornien, Arizona, New Mexico und South Dakota. Sie bilden keine Einheit; Kultur, Sprache und Religion unterscheiden sich von Volk zu Volk. Insgesamt gibt es 562 anerkannte Stämme (tribes), hinzu kommen 245 Gruppen, die derzeit nicht als Stamm anerkannt sind.
Die ersten kolonialen Einwanderer auf dem von Indianern besiedelten Kontinent waren Europäer, zunächst vorrangig spanischer, französischer und englischer Herkunft. Mit ihnen kamen ab dem 17. Jahrhundert Sklaven, meist aus Westafrika. Ab Mitte des 18. und verstärkt zur Mitte des 19. Jahrhunderts folgten Europäer deutschsprachiger und irischer Herkunft. Später kamen Einwanderer aus anderen Regionen Europas dazu, vor allem Italiener, Skandinavier und Osteuropäer, einschließlich osteuropäischer Juden. In der zweiten Hälfte des 19. Jahrhunderts kam es zur Einwanderung aus Ostasien und Vorderasien. Neben wirtschaftlichen Motiven spielte für viele auch religiöse oder politische Verfolgung eine Rolle.
Laut Erhebung des United States Census Bureau machten Weiße im Jahr 2019 einen Anteil von 57,8 % der Bevölkerung aus. Hispanics und Latinos bilden mit einem Anteil von 18,7 % an der Bevölkerung die zweitgrößte Gruppe. Afroamerikaner stellten etwas mehr als 13 Prozent. Sie leben vor allem im Süden und in den großen Industriestädten des Nordens. Asiatische Amerikaner, zu großen Teilen mit Migrationshintergrund und/oder Abstammung aus China, Japan, Korea, Indien und den Philippinen, stellen rund sechs Prozent. Während der Volkszählung im Jahr 2019 gaben über 43 Millionen Personen eine deutsche Herkunft an. Damit sind die Amerikaner mit deutscher Abstammung die größte Bevölkerungsgruppe der Vereinigten Staaten.
Im Jahr 2018 lebten in den Vereinigten Staaten fast 90 Millionen Einwanderer und in den USA geborene Kinder von Einwanderern; sie stellten damit einen Anteil von 28 % an der US-Bevölkerung.
Vor allem im Südwesten der Vereinigten Staaten und in Florida gibt es einen hohen Bevölkerungsanteil mit lateinamerikanischer Herkunft, die dort pauschal als „Hispanics“ oder „Latinos“ bezeichnet werden. Viele von ihnen halten stark an ihrer Kultur und Sprache fest. Ihr Anteil in den USA wuchs in den letzten Jahrzehnten stetig (bis 2013 auf 17 Prozent), da viele Lateinamerikaner vor wirtschaftlicher Not in den Norden fliehen. Sie kommen oft als illegale Einwanderer.
Es bestehen große Unterschiede in der Sozialstruktur zwischen weißer und schwarzer Bevölkerung. Schwarze haben im Durchschnitt ein geringeres Einkommen, eine kürzere Lebenserwartung und eine schlechtere Ausbildung. Sie sind sowohl häufiger Opfer als auch Täter in einem Tötungsdelikt und werden häufiger zum Tode verurteilt. Die Ursachen dafür und mögliche Wege der Problembehebung sind umstritten. Nicht nur in den Südstaaten sind Wohngegenden und nicht-öffentliche Einrichtungen – wie Kirchen oder private Organisationen – oft faktisch nach Ethnien getrennt, wenn auch die formale Trennung inzwischen ungesetzlich und verpönt ist.

### Sprachen
| Englisch (nur)              | 245,5 Mio. |
| Spanisch                    | 41,3 Mio.  |
| Chinesisch                  | 3,4 Mio.   |
| Tagalog (Philippinen)       | 1,7 Mio.   |
| Vietnamesisch               | 1,5 Mio.   |
| Arabisch                    | 1,4 Mio.   |
| Französisch, einschl. Cajun | 1,2 Mio.   |
| Koreanisch                  | 1,1 Mio.   |
| Russisch                    | 1,0 Mio.   |

Situation im Jahr 2016: Englisch war in 32 Bundesstaaten offizielle Amtssprache, Hawaii akzeptierte zusätzlich Hawaiisch, Alaska und South Dakota akzeptierten die indigenen Sprachen des Bundesstaates. Louisiana übersetzt auch ins Französische, New Mexico auch ins Spanische. In mehreren Staaten müssen noch Gerichte darüber entscheiden.

Die meistgesprochene Sprache der Vereinigten Staaten ist amerikanisches Englisch. Trotz gewisser Vorzüge einer gemeinsamen Sprache haben die Vereinigten Staaten keine einheitliche Amtssprache festgelegt. 2006 wurden dem US-Kongress wiederholt Gesetzesentwürfe vorgelegt, Englisch zur Nationalsprache zu erklären. Dieses Vorhaben („Inhofe Amendment“) wurde im Kongress von Senator Jim Inhofe eingeführt, aber abgelehnt. Alle amtlichen Schriftstücke werden jedoch auf Englisch verfasst. Am 1. März 2025 verfügte Präsident Trump per Executive Order Englisch als Amtssprache der Exekutive der Bundesregierung.
2016 war Englisch in 32 Bundesstaaten Amtssprache; einzelne Staaten und Territorien definieren sich als zwei-, drei- oder vielsprachig, wie beispielsweise Hawaii, Alaska, Guam oder Puerto Rico. 245,5 Millionen Einwohner sprechen ausschließlich Englisch, alle anderen Sprachen zusammen machen mehr als 60 Millionen Sprecher aus. Knapp 22 % der Amerikaner sprachen 2023 zuhause kein Englisch, aber nur 8,4 % davon können „kein sehr gutes Englisch“ sprechen.
Besonders hoch ist der Spanisch sprechende Anteil (10 % als Muttersprache), wobei viele Einwanderer nur ihre spanische Muttersprache sprechen und teilweise eigene Viertel in Städten bewohnen (zum Beispiel East Los Angeles oder Union City). In Kalifornien beträgt ihr Anteil rund 30 %, jedoch sind viele zweisprachig, insbesondere die jüngeren. Etwa 30 bis 40 Millionen leben in den Vereinigten Staaten, nicht wenige ausländerrechtlich illegal. Zunehmend werden Dokumente und Beschilderungen ins Spanische übersetzt, jedoch bleibt dieses Phänomen meist regional beschränkt. Spanisch ist vor allem im Südwesten sowie in Miami weit verbreitet. 
Neben Englisch und Spanisch haben auch Chinesisch, Tagalog, Vietnamesisch, Arabisch, Französisch, Koreanisch und Russisch je mindestens eine Million Sprecher. Zudem sprechen 858.000 Amerikaner zuhause Deutsch, vor allem in Fällen, in denen die Vermischung mit der übrigen Bevölkerung gering ist. Die mitgebrachte Sprache wird in den folgenden Generationen oft beibehalten (zum Beispiel von den Amischen in Pennsylvania, Ohio, Indiana und Illinois).
Daneben werden noch viele weitere Sprachen von anderen Einwanderern sowie die Sprachen der Indianer bzw. Hawaiianer gesprochen. Insgesamt stellte 2011 der Zensus 382 Sprachen fest, von denen 169 indianische sind. Letztere weisen allerdings nur etwa 400.000 Sprecher auf, davon etwa 150.000 Navajo. Auf Platz 2 und 3 folgen mit jeweils unter 20.000 Sprechern die Sprache der Yupik in Alaska und die der Dakota (aus der Sioux-Sprachfamilie). Laut Zensus 2015 waren noch mehr als 350 Sprachen in der US-Bevölkerung in Gebrauch, davon 150 indigene Sprachen.

### Religion
| Protestanten    | 43 % |
| Konfessionslose | 26 % |
| Katholiken      | 20 % |
| Mormonen        | 2 %  |
| Juden           | 2 %  |
| Muslime         | 1 %  |
| Hindu           | 1 %  |
| Buddhisten      | 1 %  |
| andere          | 3 %  |
| keine Angabe    | 2 %  |

Die Regierung führt kein Register über den Religionsstatus der Einwohner. Das United States Census Bureau darf selbst keine Fragen zur Religionszugehörigkeit stellen, veröffentlicht aber die Ergebnisse anderer Umfragen. In einer Umfrage des Pew Research Centers bezeichneten sich im Jahr 2014 rund 25,4 % der Bevölkerung als evangelikale Protestanten, 20,8 % als römisch-katholisch, 14,7 % als Mainline-Protestanten, 6,5 % gehören traditionellen schwarzen protestantischen Kirchen an. Unter den kleineren christlichen Kirchen sind 1,6 % Mormonen und 0,8 % Zeugen Jehovas, 0,5 % waren Mitglied einer orthodoxen Kirche. Zu den nicht-christlichen Religionsgemeinschaften zählen 1,9 % Juden, 0,9 % Muslime sowie 0,7 % Buddhisten. 22,8 % der Befragten gaben keine religiöse Überzeugung an, davon waren explizit 3,1 % Atheisten und 4,0 % Agnostiker.
Zusammengefasst lebten damit im Jahr 2014 rund 70,6 % Christen sowie 5,9 % Anhänger nicht-christlicher Religionen in den USA. In einer Umfrage aus dem Jahr 2008 bezeichneten 82 % der US-Amerikaner Religion als für ihr Leben wichtig oder sehr wichtig (55 % sehr wichtig). Dabei bezeichneten 65 % der Frauen Religion als für ihr Leben sehr wichtig gegenüber 44 % der Männer. Nach dieser Umfrage beten 54 % der US-Bevölkerung mindestens einmal am Tag, ein Wert, der in Frankreich bei 10 %, in Deutschland bei 19 %, in Polen bei 32 %, in der Türkei bei 42 % und in Brasilien bei 69 % liegt.
Laut einer Studie des Gallup-Instituts waren im Jahr 2016 ca. 73 % der Bevölkerung Christen (48,9 % Protestanten der verschiedenen Strömungen, 23 % Katholiken und 1,8 % Mormonen). Das Judentum ist mit einem Anteil von 2,1 % an der Bevölkerung weiterhin die größte nicht-christliche Religion in den Vereinigten Staaten. 0,8 % der Bevölkerung sind Muslime, 2,5 % gehören anderen Religionen an. 18,2 % der Befragten waren der Gruppe der Konfessionslosen/Atheisten/Agnostiker zuzurechnen.
Die regionale Verteilung der Konfessionen ist unterschiedlich; während in Neuengland mehrheitlich Katholiken leben, sind die Südstaaten evangelikal geprägt. Das Zentrum der Mormonen befindet sich in Utah und den umgebenden Bundesstaaten (Nevada, Idaho); insbesondere im Süden der USA an der Grenze zu Mexiko und durch die kubanische Auswanderung im Großraum Miami leben überwiegend katholische Latinos. Die Zentren der jüdischen Bevölkerung sind Metropolen wie New York und Umgebung, Boston, Los Angeles, San Francisco und der Südosten Floridas.

### Gesellschaftsstruktur

Die Verteilung der ärmsten Haushalte in den Vereinigten Staaten (Stand: 2000)

Laut Soziologen wie Dennis Gilbert vom Hamilton College bestand die Gesellschaft 1998 aus sechs sozialen Klassen mit einem bestimmbaren Anteil an der Gesamtbevölkerung: einer Oberklasse (etwa 1 %), die aus den prominentesten, wohlhabendsten und mächtigsten Bürgern besteht; einer oberen Mittelklasse (etwa 15 %), die aus hochqualifizierten Berufstätigen wie Ärzten, Professoren, Anwälten besteht; einer unteren Mittelklasse (etwa 32 %), die aus gut ausgebildeten Berufstätigen wie Schullehrern und Handwerkern besteht; einer Arbeiterklasse (etwa 32 %), die aus Industriearbeitern und Lohnarbeitern (Blue-Collars) sowie einfachen Angestellten besteht, und schließlich einer Unterklasse (etwa 20 %), die in zwei Gruppen zerfällt. Ihre obere Gruppe besteht aus den „Working Poor“, den arbeitenden Armen, die in schlecht bezahlten Jobs ohne Versicherung oder nur Teilzeit arbeiten. Die untere Gruppe arbeitet nicht und ist auf die – in den Vereinigten Staaten sehr geringfügige – öffentliche Wohlfahrt angewiesen (unemployed poor).
Auffällig ist dabei, dass Angehörige dieser Unterschichten meist in bestimmten Stadtvierteln der Großstädte leben, während die Mittelklasse in den 1960er bis 1980er Jahren in die suburbs, die jenseits der Grenzen der Großstädte, aber noch innerhalb der Metropolregionen liegen, ausgewichen ist. Der Armenanteil unter den Schwarzen und Hispanics ist überproportional hoch (etwa 30 %).
Zwischen 1977 und 1999 stiegen die Einkommen im reichsten Hundertstel der Bevölkerung nach Steuerabzug um 115 %. Die Reallöhne für 60 % der Arbeitnehmer sind in dieser Zeit um 20 % gefallen. Die Zahl der Amerikaner, die in Armut leben, ist 2002 um 1,7 Millionen Menschen auf insgesamt 34,6 Millionen gestiegen. Die Zahl der in extremer Armut lebenden (weniger als die Hälfte der offiziellen Armutsgrenze), stieg von 13,4 Millionen 2001 auf 14,1 Millionen im Jahr 2002 an. Die Armuts- und auch die Kinderarmutsrate variieren stark zwischen ethnischen Gruppen. Im Jahr 2009 waren 7,1 Millionen (18,7 Prozent) der Menschen über 65 Jahre von der NAS-Armutsdefinition betroffen. 2013 bezogen in den USA 47 Millionen Menschen in 23 Millionen Haushalten und damit 20 % der US-Haushalte staatliche Lebensmittelmarken. 90 % der US-Amerikaner beziehen ein Einkommen von 30.000 Dollar?, das entspricht dem Niveau von 1965. Eine Auswertung der Census-Daten von 2010 ergab zudem, dass rund 1,5 Millionen Haushalte praktisch ohne jedes Geld leben müssen. Sie haben Einkünfte von unter 2 Dollar pro Person und Tag, beziehen aber teilweise Lebensmittelgutscheine oder Sachzuweisungen und leben zum Teil in öffentlich bezahlten Wohnungen. Ein signifikanter Anteil ist aber völlig von der Geldwirtschaft abgeschnitten.
Selbst Haushalte mit Einkommen weit über der Armutsgrenze des Bundes können aufgrund von hohen Lebenshaltungskosten ihrer Region häufig als working poor angesprochen werden, wenn und soweit sie nicht in der Lage sind, Rücklagen oder ein Sparvermögen zu bilden. Rund 25 % der Haushalte mit Mittelklasse-Einkommen zwischen 40 und 55 Jahren hatten Ende 2014 ein Netto-Vermögen unter 17.500 Dollar (bei Nicht-Berücksichtigung eventuellen selbstgenutzten Wohneigentums und Ansprüchen auf Altersversorgung).
Insgesamt lässt sich konstatieren, dass sich die Kluft zwischen den Ärmsten und der Spitze der Gesellschaft in den letzten Jahren dramatisch vergrößert hat: Die Oberklasse, also das obere 1 % der Bevölkerung, besaß 2009 nach Schätzung des Levy Economics Institute des Bard College (USA) 37,1 % des Gesamtvermögens der Vereinigten Staaten, das ist ein Zuwachs von 3,7 % gegenüber 2001. Den unteren 80 % der Bevölkerung gehören dagegen nur 12,3 % des Gesamtvermögens, was einer Abnahme von 3,3 % für denselben Zeitraum entspricht.
2017 gab es laut Forbes in den Vereinigten Staaten 585 Milliardäre (27 % aller Milliardäre der Welt), womit die Vereinigten Staaten das Land mit den meisten Milliardären der Welt sind. 7 der 10 reichsten Personen weltweit waren 2018 Amerikaner. Der reichste Mann Amerikas und der Welt war Jeff Bezos, dessen Vermögen von 112 Milliarden Dollar höher war als die Wirtschaftsleistung Kenias (Stand Februar 2018). Das reichste Prozent der Amerikanischen Bevölkerung erzielte 2005 mit 524 Milliarden Dollar ein Einkommen, das um 37 % höher lag als das der ärmsten 20 % der Bevölkerung (383 Milliarden Dollar). So lag das Durchschnittsvermögen aller US-Familien bei 692.000 Dollar; der aussagekräftigere Medianwert der Vermögen betrug 97.300 Dollar.

### Einwanderungspolitik
| Rang | Land                    | Anzahl an Migranten |
| ---- | ----------------------- | ------------------- |
| 1    | Mexiko                  | 12.050.031          |
| 2    | Volksrepublik China     | 2.103.551           |
| 3    | Indien                  | 1.969.286           |
| 4    | Philippinen             | 1.896.031           |
| 5    | Puerto Rico             | 1.744.402           |
| 6    | Vietnam                 | 1.302.870           |
| 7    | El Salvador             | 1.276.489           |
| 8    | Kuba                    | 1.131.284           |
| 9    | Südkorea                | 1.119.578           |
| 10   | Dominikanische Republik | 940.874             |

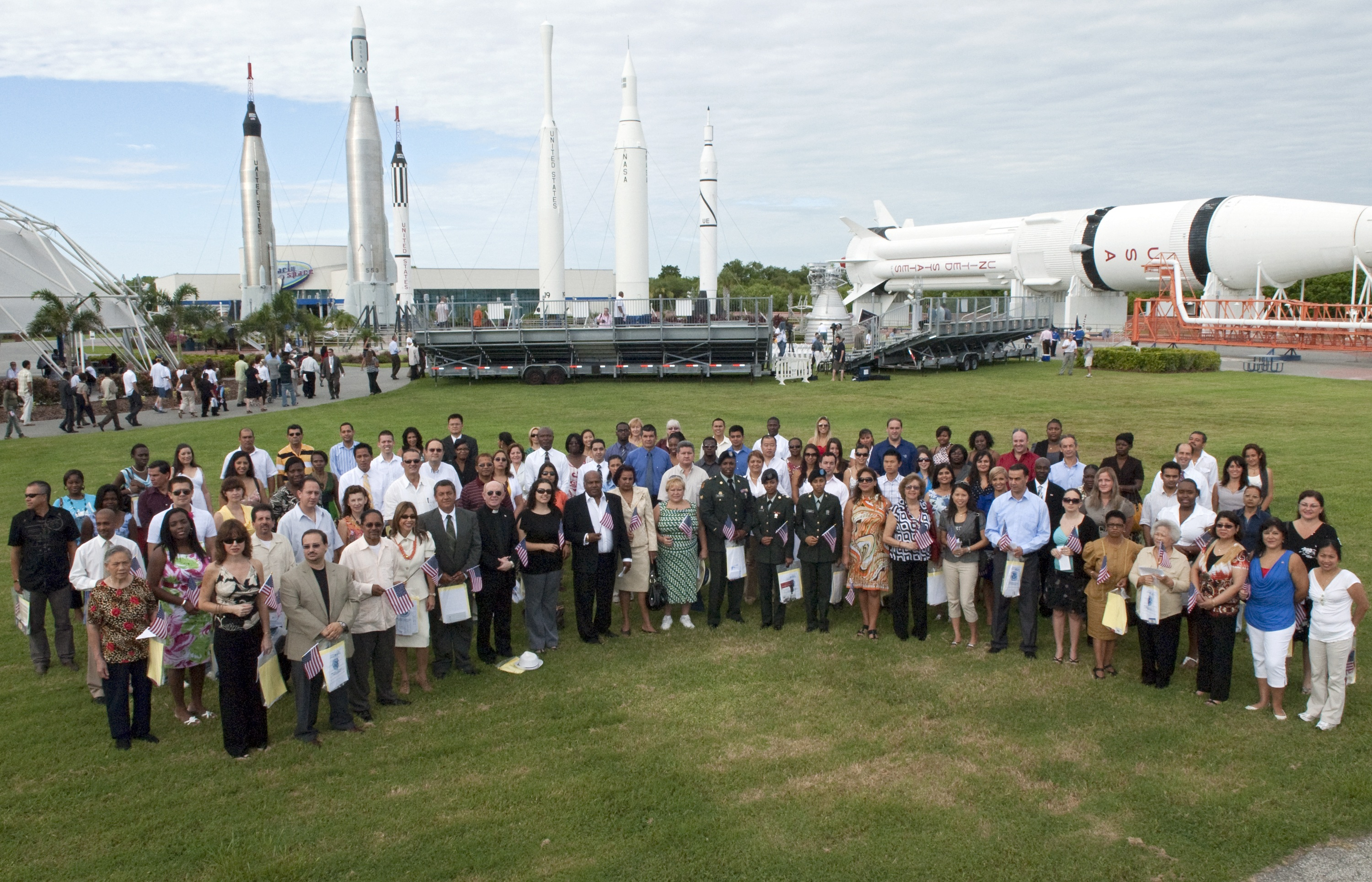
Einbürgerungszeremonie am Kennedy Space Center

Von 1951 bis 1960 wanderten jährlich 2,5 Millionen Menschen ein, zwischen 1971 und 1980 insgesamt 4,5 Millionen und in den 1990er Jahren insgesamt über 10 Millionen. 2003 erhielten 463.204 Menschen die US-Staatsbürgerschaft, 1997 bis 2003 lag der Durchschnitt bei etwa 634.000. Im Jahr 2015 gab es 46.627.102 Einwohner, die im Ausland geboren wurden und 14,5 % der Bevölkerung ausmachten, womit die USA die weltweit größte Anzahl an Migranten hatte. Ein großer Teil der im Ausland geborenen Einwohner war lateinamerikanischer Herkunft, vor allem aus Mexiko und Zentralamerika. In den letzten Jahren stieg die Migration aus asiatischen Ländern wie China, Indien, Vietnam, Südkorea und den Philippinen.
Schon 1790 regelten die Vereinigten Staaten die Einwanderung mit dem Naturalization Act, einem Gesetz, das die Zuwanderung aus Europa fördern sollte, Schwarze und „Unfreie“ jedoch ausschloss und einen „guten moralischen Charakter“ verlangte. 1882 schloss man Chinesen mit dem Chinese Exclusion Act explizit aus, eine Regelung, die 1943 leicht abgewandelt wiederholt wurde. 1891 entstand eine Einwanderungskommission, die jährlich Länderquoten festlegte.
1921 regelte der Emergency Quota Act erstmals die Einwanderung so, dass Nord- und Westeuropäer bevorzugt wurden, indem man ihren Bevölkerungsanteil entsprechend der Volkszählung einfror – eine Tendenz, die mit dem Immigration Act of 1924 verfestigt wurde. Die Einwanderungspolitik war Anfang des 20. Jahrhunderts gegenüber Asiaten besonders restriktiv.
Erst ab 1965 wurden der Zeitpunkt der Antragstellung und die Weltregion berücksichtigt; dazu kamen Fälle der Familienzusammenführung. Seit 1978 gilt für die Einwanderung in die Vereinigten Staaten eine einheitliche Quote. 1970 waren noch 62 % der im Ausland geborenen Amerikaner Europäer, doch sank dieser Anteil bis 2000 auf 15 %.
Die Hispanics sind die größte Minderheit in den Vereinigten Staaten. Im Jahr 2000 lebten 35,2 Millionen Hispanics in den USA, 2013 waren es 54 Millionen, woraus sich eine prozentuale Zunahme von 54 Prozent ergibt. Von den 54 Millionen waren 34,5 Millionen mexikanischer Herkunft. Die Schätzungen über die illegalen Einwanderer schwanken zwischen 7 und 20 Millionen, die meisten schätzen ihre Zahl auf rund 12 Millionen. Pro Jahr überqueren Hunderttausende illegal die Südgrenze, darunter Zehntausende teils unbegleitete Minderjährige. Die staatliche Kommission für Menschenrechte in Mexiko gab an, dass allein 2007 500 Illegale beim Versuch, die Grenze zu überqueren, ums Leben kamen – häufig durch Verdursten. Zwischen 1995 und 2007 seien es 4.700 Mexikaner gewesen.
Um die illegale Einwanderung aus Mexiko zu bekämpfen, unterzeichnete Präsident Bush im Oktober 2006 den Secure Fence Act, der die Errichtung einer 1.100 Kilometer langen Grenzbefestigung vorsah. Zudem wurde die Unterstützung illegaler Einwanderer strafbar.
Schon 1954 hatte die Regierung versucht, mit der Operation Wetback 1,2 Millionen Hispanics abzuschieben – wobei sich das Schimpfwort „Wetback“ (Engl.; „Nassrücken“) von den Mexikanern ableitete, die durch den Rio Grande geschwommen waren. 1965 wurde die mexikanische Einwanderung eingeschränkt, mit dem Immigration Reform and Control Act (IRCA) von 1986 wurden erstmals illegale Einwanderer legalisiert.
2015 lebten ca. 627.000 in Deutschland geborene Personen in den Vereinigten Staaten.

### Kriminalität und Justiz

Mordrate seit 1950

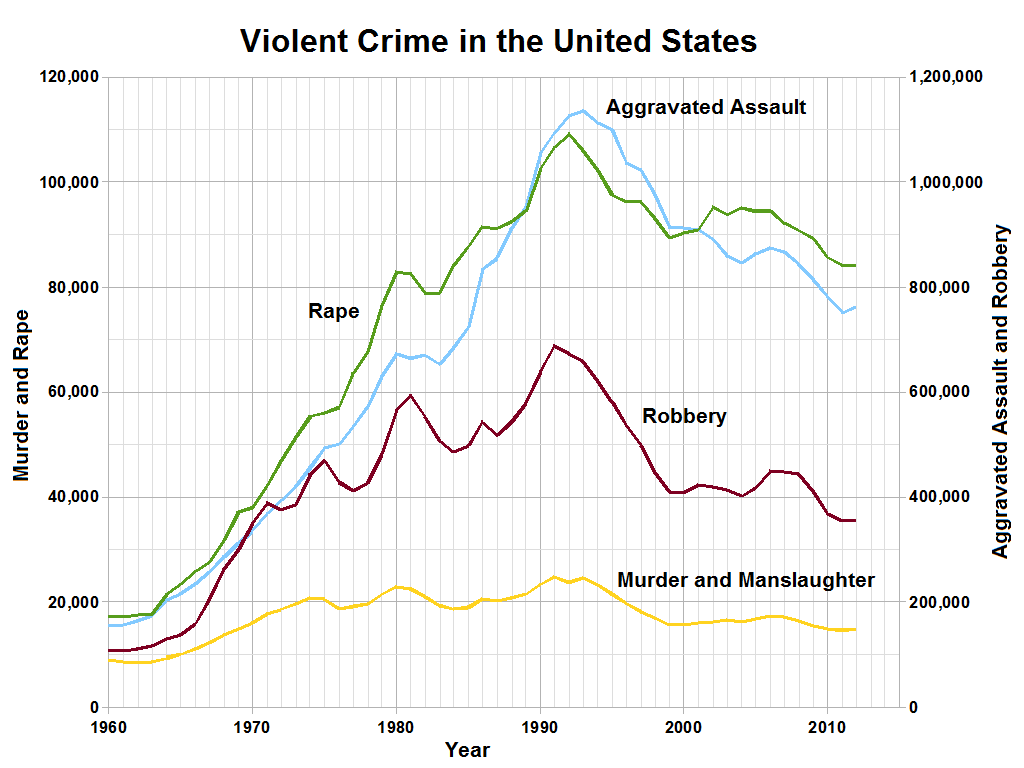
Fälle von Gewaltkriminalität seit 1960. Übersetzungen: Aggravated Assault=Schwere Körperverletzung; Rape=Vergewaltigung; Robbery=Raub; Murder and Manslaughter=Mord und Totschlag

Für Vergleiche der Gewaltneigung über lange Zeiträume und große räumliche Distanzen hinweg wird die Rate der Tötungsdelikte als Index verwendet. Die Vereinigten Staaten kamen hierbei im Jahr 2017 auf 5,3 Fälle pro 100.000 Einwohner. Ein Höhepunkt war 1991 mit 9,7 Fällen. Die Rate von 5,3 liegt weit höher als die von Deutschland, die bei eins liegt. Der Durchschnitt in Europa sind 3 Fälle pro 100.000 Einwohner, der globale Durchschnitt bei 6,1. Ostasiatische Staaten liegen durchschnittlich bei 0,6 Fällen pro 100.000 Einwohner.
Laut FBI Uniform Crime Reporting geht die Kriminalitätsrate in den Vereinigten Staaten seit den frühen 1990er Jahren zurück. Die Gewaltkriminalität erreichte ihren Höhepunkt 1991 mit 758 Fällen pro 100.000 Einwohner. Im Jahr 2000 waren es 507, 2010 noch 405, und 2018 wurden 381 Fälle verzeichnet.
Die Vereinigten Staaten haben weltweit sowohl absolut als auch relativ zur Bevölkerung die größte Gefängnispopulation. 2008 befanden sich über 2,4 % der Bevölkerung der Vereinigten Staaten entweder im Gefängnis (2,3 Millionen) oder sie waren zur Bewährung (4,3 Millionen) oder zur Haftaussetzung (0,828 Millionen) auf freiem Fuß. Bis zum Jahr 2011 stieg die Zahl der Gefangenen auf über 2,4 Millionen. Damit stehen die Vereinigten Staaten im Verhältnis von Gefängnisinsassen zur Einwohnerzahl mit Abstand weltweit an der Spitze. Die Kriminalitätsrate blieb hingegen zunächst konstant und nahm später sogar ab.
Während der 1960er Jahre war der Anteil der Strafgefangenen um etwa ein Prozent jährlich gesunken und erreichte 1975 mit 380.000 seinen Tiefststand. Seit etwa 1980 stieg die Zahl deutlich an, so dass es 1985 bereits 740.000 gab und Ende 1998 gar zwei Millionen. Zwei Drittel der Strafgefangenen stammen dabei aus Haushalten, die weniger als die Hälfte der als Armutsschwelle definierten Einkommen zur Verfügung hatten.
2000 waren in den Vereinigten Staaten 133.610 Personen unter 18 Jahren in Haftanstalten und Jugendhaftanstalten untergebracht. Die Strafmündigkeit setzt in den Vereinigten Staaten weitaus früher ein als in Deutschland. In vielen Bundesstaaten können bereits 7-Jährige beim Verstoß gegen ein Strafgesetz zur Verantwortung gezogen werden, in den meisten anderen ist das ab dem 11. Lebensjahr der Fall. 2005 wurden 1.403.555 unter 18-Jährige verhaftet. 2003 war es in 33 Bundesstaaten möglich, geisteskranke Kinder und Jugendliche auch dann in Haft unterzubringen, wenn diese nicht gegen das Strafrecht verstoßen hatten.
Afroamerikaner haben einen Anteil von ungefähr 13 Prozent an der Gesamtbevölkerung, stellen aber 38 Prozent der Gefängnisinsassen. Die Hälfte aller Morde in den USA und ungefähr ein Drittel aller Vergewaltigungen werden von Afroamerikanern begangen. Ein überproportionaler Anteil von Schwarzen und Latinos lässt sich bei der Anzahl von bewaffneten Angreifern feststellen. So waren zwischen Januar und Juni 2008 insgesamt 98 Prozent aller mit Schusswaffen bewaffneten Angreifer in New York City entweder schwarz oder hispanisch. Im März 2015 waren 16 Prozent der Häftlinge in amerikanischen Gefängnissen mexikanische Staatsbürger, weitere 7,5 Prozent der Häftlinge hatten eine andere als eine amerikanische oder mexikanische Staatsbürgerschaft.
Im Gegensatz zu fast allen anderen Staaten der westlichen Welt wird in zahlreichen Bundesstaaten der Vereinigten Staaten die Todesstrafe vollstreckt, was seit Jahren umstritten ist, auch in den Vereinigten Staaten selbst. Insgesamt 23 Bundesstaaten haben die Todesstrafe abgeschafft, zuletzt Virginia im März 2021. In den übrigen Bundesstaaten kommt es weiterhin zur Vollstreckung von Todesurteilen, selbst an Menschen mit geistigen Behinderungen und solchen, die zum angeklagten Tatzeitpunkt minderjährig waren. In den Todeszellen befinden sich mehr als 3.200 Männer und Frauen, fast 42 % sind Afroamerikaner.
Seit 1994 muss jeder US-Bundesstaat eine Datenbank über Sexualstraftäter führen. Diese sind seit 1996 öffentlich einsehbar. Derartige Registrierungen werden z. T. kritisiert, da die Tatbestände, nach denen Personen – darunter auch Kinder – in den Vereinigten Staaten strafrechtlich verurteilt werden, niederschwellig sind. Betroffene sind infolge der Eintragungen oftmals gesellschaftlichen Nachteilen ausgesetzt.

## Geschichte

### Frühgeschichte

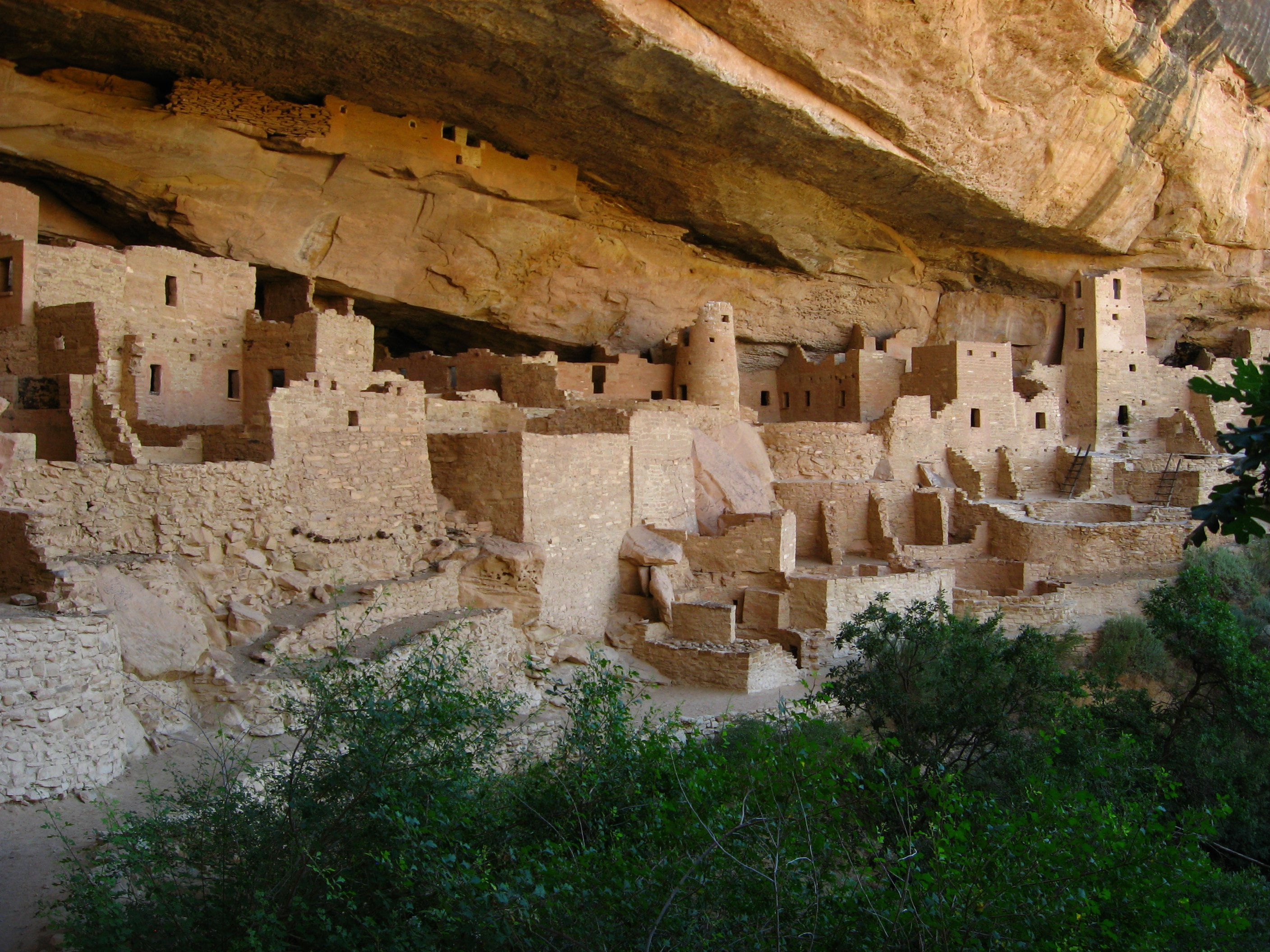
Der Cliff Palace, eine Ansammlung von Felsbehausungen im Mesa Verde National Park in Colorado, wurde von den Angehörigen der Anasazi-Stämme 1190 n. Chr. erbaut

In Alaska reichen die ältesten gesicherten menschlichen Spuren 12.000 bis 14.000 Jahre zurück. Als älteste Kultur galt lange die Clovis-Kultur, doch die Funde in den Paisley-Höhlen, die rund ein Jahrtausend vor den Clovis-Funden liegen, zeigten, dass Nordamerika schon früher bewohnt war. Als älteste menschliche Überreste gelten die Relikte der über 10.500 Jahre alten Buhl-Frau aus Idaho. An diese frühe Phase schloss sich die Archaische Periode an.
Zwischen 4000 und 1000 v. Chr. entwickelten sich der Gebrauch von Keramik, Ackerbau und verschiedene Formen abgestufter Sesshaftigkeit. Die Jagdtechniken wurden durch Atlatl und später durch Pfeil und Bogen wesentlich verbessert. Bevölkerungsverdichtungen traten in Nordamerika um die Großen Seen, an der pazifischen Küste um Vancouver Island (Kanada), am Mississippi und an vielen Stellen der Atlantikküste sowie im Südwesten auf.
Im Einzugsgebiet der Adena- und der Mississippi-Kultur entstanden komplexe Gemeinwesen, die jedoch kurz vor Ankunft der ersten Europäer untergegangen sind. Sie strahlten bis weit in den Norden und Westen aus. Im Südwesten entstanden Lehmbausiedlungen mit bis zu 500 Räumen. Diese Pueblo-Kultur ging auf die Basketmaker zurück, die bereits Mais anbauten. Um die Großen Seen entwickelten sich befestigte Großdörfer und dauerhafte Konföderationen. Diese Gruppen betrieben, ähnlich wie im Westen, Mais- und Kürbisanbau sowie einen ausgedehnten Fernhandel – etwa mit Kupfer und bestimmten Gesteinsarten, die für Jagdwaffen und Schmuck von Bedeutung waren –, der sich in British Columbia (Kanada) ab 8000 v. Chr. nachweisen lässt.

### Auswirkungen der Kolonisierung auf die Ureinwohner

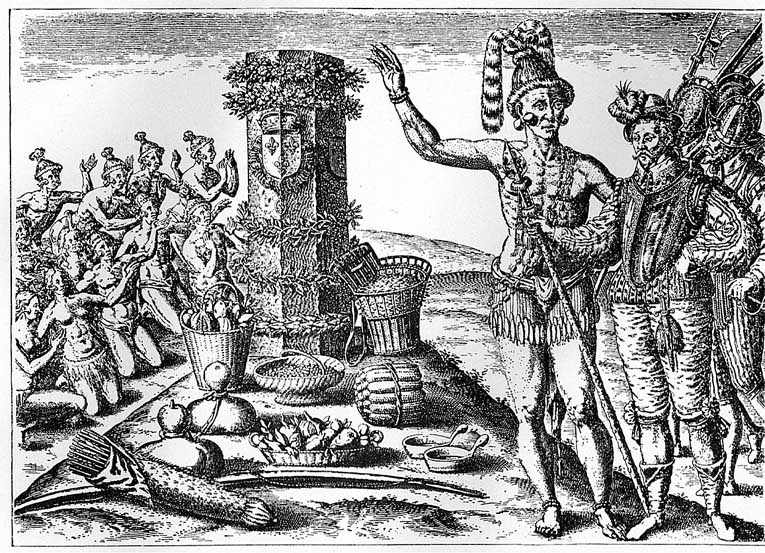
Indianer leisten Abgaben an Franzosen in Florida (Kupferstich, um 1600)

Eingeschleppte Krankheiten dezimierten die Bevölkerung in einem schwer zu bemessenden Ausmaß. Viele Gruppen verschwanden durch eingeschleppte Seuchen, ohne dass ein Europäer sie überhaupt zu Gesicht bekommen hatte. Schon Hernando de Soto schleppte 1539 verheerende Krankheiten in das Gebiet zwischen Mississippi und Florida ein, 1775 verheerte eine Pockenepidemie die Pazifikküste. Nach dem Anthropologen Alfred Kroeber schätzte man die Bevölkerung nördlich des Rio Grande auf nur eine Million Menschen. Diese Schätzungen wurden bereitwillig aufgegriffen, da sie den Mythos aufrechterhielt, die Weißen hätten einen weitgehend menschenleeren Kontinent erobert. Das als eher vorsichtig bekannte Smithsonian Institute hat seine Schätzung für Nordamerika auf drei Millionen Menschen verdreifacht. Wie stark die Diskussion in Bewegung geraten ist, zeigt die These, die riesigen Büffelherden seien Weidetiere der Indianer gewesen, die Größe der Herden stellte demzufolge kein natürliches Gleichgewicht dar, sondern beruhte auf Übervermehrung nach dem starken Rückgang der menschlichen Population.
Ein weiterer wichtiger Faktor waren die Kriege. Die verlustreichsten Kriege im Osten dürften der Tarrantiner-Krieg (1607–1615), die beiden Powhatankriege (1608–1614 und 1644–1646), der Pequot- (1637), der König-Philips-Krieg (1675–1676), die Franzosen- und Indianerkriege (1689–1697, 1702–1713, 1744–1748, 1754–1763) sowie die drei Seminolenkriege (1817–1818, 1835–1842 und 1855–1858) gewesen sein. Dazu kamen die stammesübergreifenden Aufstände, die von den Häuptlingen Pontiac (1763–1766) und des Tecumseh (ca. 1810–1813) geführt wurden. Die Franzosen standen von etwa 1640 bis 1701 in den Biberkriegen, dann in vier Kriegen mit den Natchez (1716–1729), die Niederländer im Wappinger-Krieg und in den Esopuskriegen (1659–1660 und 1663–1664), die Spanier 1680 gegen die Pueblos im Südwesten und in zahlreichen weiteren Kämpfen. Im Westen der Vereinigten Staaten waren es vor allem die Kämpfe unter Cochise (1861–1874), der Sioux- (1862) und der Lakotakrieg (1866–1867), oder der Krieg der Apachen unter Geronimo (bis 1886), die bekannt wurden. Ebenso bekannt wurden einzelne Schlachten, wie die am Little Bighorn oder das Massaker von Wounded Knee (1890).
Ganz andere Fernveränderungen löste der Pelzhandel aus. Dieser Handel wirkte einerseits auf die Stämme, die als Jäger und Anbieter auftraten, aber auch auf deren nahe und ferneren Nachbarn, sei es durch den Erwerb von Waffen und damit zusammenhängende Machtverschiebungen, sei es durch die Entwicklung von Handelsmonopolen der in der Nähe der Handelsstützpunkte (Forts) lagernden Stämme, sei es durch Auslösung von umfassenden Völkerwanderungen, wie durch die Irokesen. Auch wurde die Stellung der Führungsgruppen vom Pelzhandel abhängig.

### Von der ersten Kolonisierungsphase bis zur Unabhängigkeit

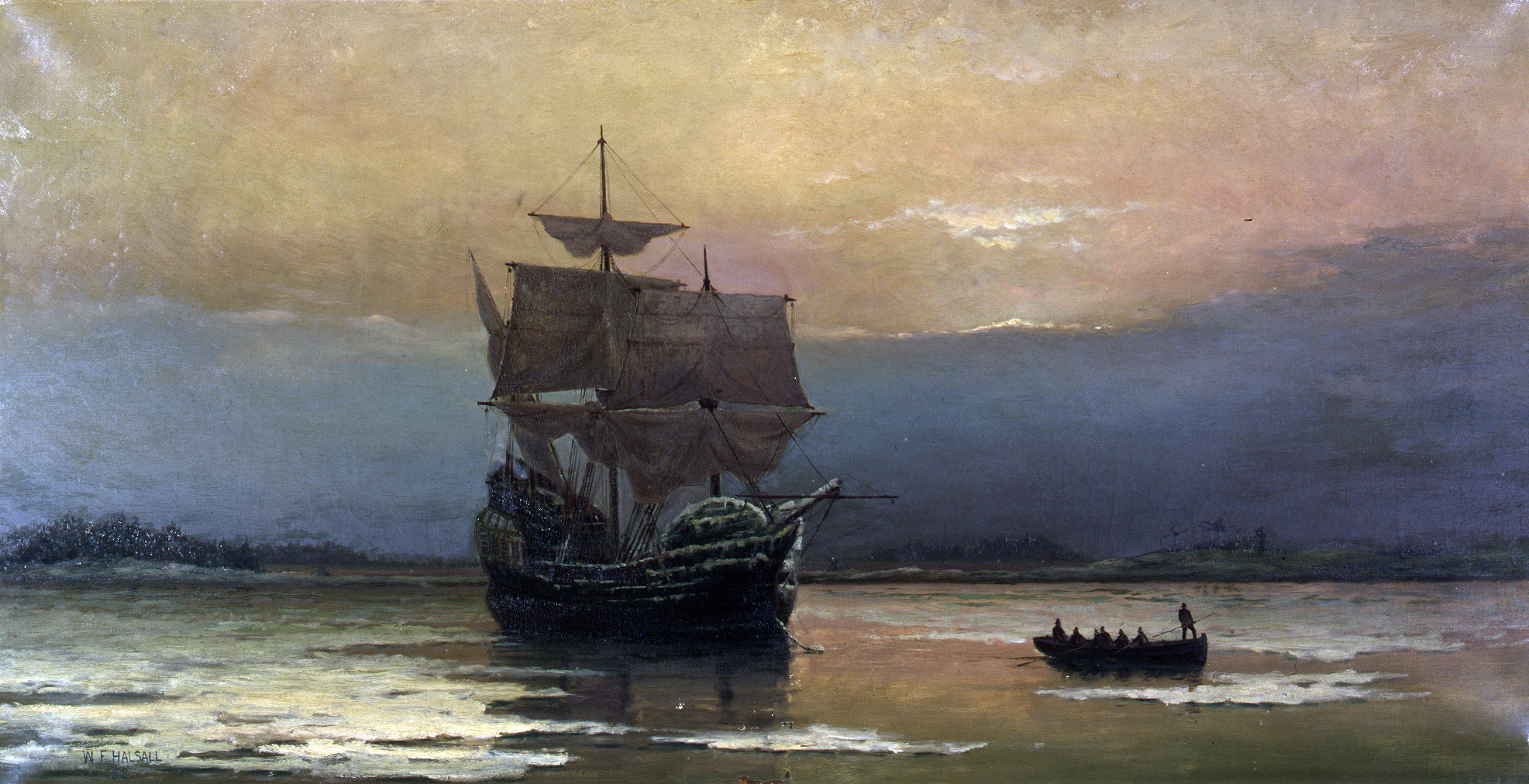
Die Mayflower brachte 1620 englische Pilgerväter nach Neuengland

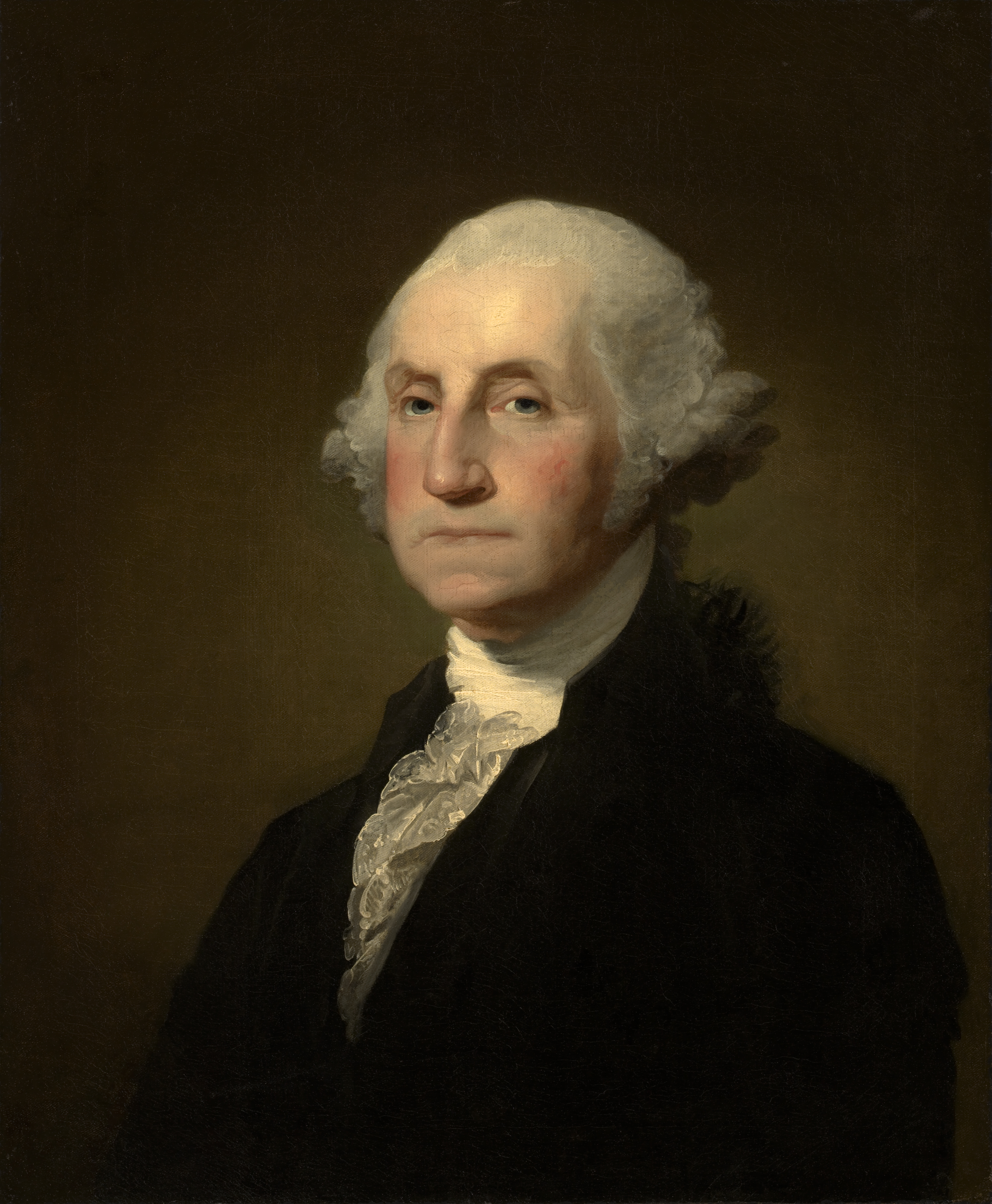
George Washington war der erste Präsident der Vereinigten Staaten

Die erste europäische Siedlung auf dem heutigen US-Gebiet wurde im Jahr 1565 von den Spaniern in St. Augustine in Florida gegründet. Die erste dauerhafte englische Kolonie war Jamestown in Virginia, das 1607 entstand, kurz nachdem Franzosen eine erste Kolonie im späteren Kanada gegründet hatten. Die Ankunft des Auswandererschiffs „Mayflower“ in Plymouth Colony (später mit Massachusetts Bay Colony zu Massachusetts zusammengefügt) im Jahr 1620 gilt als wichtiges symbolisches Datum. Schwedische Kolonien am Delaware und niederländische Siedlungen um New York (Nieuw Amsterdam) wurden von England übernommen.
Außer den Briten konnten nur Franzosen und Spanier dauerhafte politische Bedeutung erringen. Für Spanien hatte seine Kolonie Florida nur eine sekundäre Funktion im Vergleich zu seinen großen Besitzungen in Mittel- und Südamerika. Frankreich wiederum beschränkte sich bei der Besiedlung auf sein koloniales Kerngebiet am Sankt-Lorenz-Strom (Neufrankreich), wobei es dennoch ein starkes wirtschaftliches Interesse an seinen übrigen Territorien zwischen dem Mississippi und den dreizehn Kolonien der Briten behielt. Um die Pelzhandelswege zu decken, wurden diese ansonsten nicht von Europäern besiedelten Gebiete durch ein System von Forts und Bündnissen geschützt. Die britischen Kolonien hingegen standen unter einem hohen Einwanderungsdruck, was zu einer beständigen Verschiebung der Siedlungsgrenze nach Westen führte. Das geschah teils nach staatlichem Plan (durch eine einzelne Kolonie) und teils in wilder Kolonisation gegen britischen und indianischen Widerstand.
Im Franzosen- und Indianerkrieg von 1754 bis 1763 prallten die gegensätzlichen Interessen aufeinander. Der Krieg war ein Nebenschauplatz in der globalen Auseinandersetzung zwischen Großbritannien und Frankreich, dem Siebenjährigen Krieg. Die meisten Indianervölker kämpften auf Seiten der Franzosen.
Der britischen Seite fielen im Friedensschluss von 1763 die gesamten französischen Territorien östlich des Mississippi (außer New Orleans) sowie die von Franzosen besiedelten Gebiete um Québec und Montreal zu. Die spanische Bourbonen-Dynastie hatte sich im Verlauf des Krieges auf die Seite ihrer französischen Verwandten geschlagen. Nach dem Krieg musste es Florida an die Briten abtreten und erhielt als Ausgleich das bisher französische Gebiet westlich des Mississippi.

Eine der Flaggen der Unabhängigkeitsbewegung von 1775

Die Regierung in London forderte, die Kolonisten sollten einen höheren Anteil an den Kosten der Nachkriegsordnung tragen. Zugleich versuchte sie, die wilde Siedlung nach Westen zu verhindern, um Konflikte zu vermeiden. Die Kolonien wehrten sich gegen die Besteuerung und argumentierten, dass diese gegen englisches Recht verstoße, wonach es „keine Besteuerung ohne politische Repräsentation“ („no taxation without representation“) geben dürfe. Damit erklärten die Siedler faktisch das britische Parlament für nicht weisungsberechtigt (nicht aber die Krone). Zudem verlangte das Mutterland zwar eine höhere Besteuerung, blockierte aber das Herausgeben einer eigenen Währung, was zu einer finanziellen Stärkung der Kolonien notwendig gewesen wäre. Das Parlament handelte so, weil es einer amerikanischen Staatsbildung nicht Vorschub leisten wollte, schuf damit jedoch einen Widerspruch. Mehrere als ungerecht empfundene Steuern wie der Stamp Act (auf Briefmarken), der Sugar Act (auf Zucker) und eine Teesteuer ärgerten die Kolonisten. Es kam zu Boykotten und Widerstandsaktionen, wie der Boston Tea Party, die einen ersten Höhepunkt im Massaker von Boston fanden. London stationierte schließlich mehr Soldaten, was die Sezessionstendenzen in den dreizehn Kolonien weiter anfachte.

Die Unabhängigkeitserklärung wird dem Kontinentalkongress vorgelegt. Gemälde von John Trumbull (1819).

1775 lösten britische Soldaten den Unabhängigkeitskrieg aus, als sie ein koloniales Waffenlager aushoben. Ein Kontinentalkongress trat zusammen, der das militärische Oberkommando George Washington übertrug. Am 4. Juli 1776 verkündeten die dreizehn Kolonien die Unabhängigkeitserklärung. Frankreich unterstützte die Aufständischen heimlich mit Waffen.
Dies trug zu militärischen Erfolgen der USA bei. 1783 erkannte das britische Empire im Frieden von Paris die staatliche Souveränität der USA an.
Das Gebiet der nun unabhängigen Kolonien umfasste das Gebiet folgender 16 der heute 50 Bundesstaaten der Vereinigten Staaten: New Hampshire, Massachusetts, Maine, Rhode Island, Connecticut, New York, Vermont, New Jersey, Pennsylvania, Delaware, Maryland, Virginia, West Virginia, North Carolina, South Carolina und Georgia.

### Von der Unabhängigkeit bis zum Bürgerkrieg

Abraham Lincoln, 16. Präsident der Vereinigten Staaten

Die 1777 verabschiedeten und 1781 ratifizierten Konföderationsartikel hatten sich als unzureichend erwiesen, um das Überleben des jungen Staatenbundes zu gewährleisten. Daher wurde 1787 in Philadelphia die zweite Verfassung der Vereinigten Staaten unterzeichnet. Sie ist die zweitälteste noch gültige republikanische Staatsverfassung – nur die Verfassung der Republik San Marino aus dem Jahr 1600 ist älter. Erster Präsident der Vereinigten Staaten wurde 1789 der in großem Konsens einstimmig gewählte George Washington, der General des Unabhängigkeitskrieges.

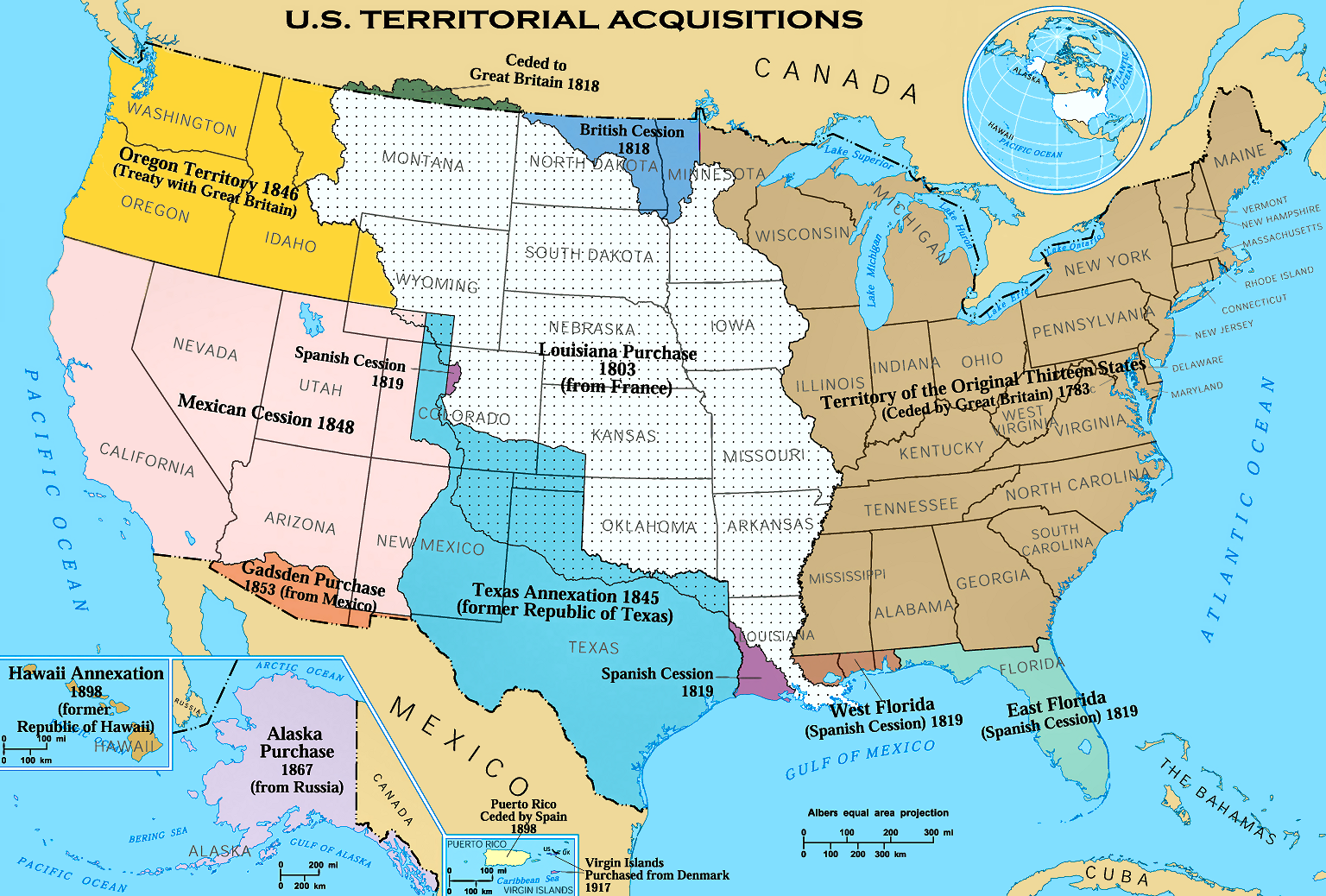
Die seit 1783 unabhängigen dreizehn Kolonien und die weitere territoriale Ausbreitung der Vereinigten Staaten in Richtung Westen

Die Entwicklung des neuen Staats wurde in den ersten Jahrzehnten wesentlich von zwei Faktoren bestimmt: einerseits von einem raschen territorialen Wachstum und der weiteren Landnahme zu Lasten der Indianer, andererseits von der Auseinandersetzung um die Sklaverei, die später den Kampf um die Bürgerrechte der Nachkommen der ehemaligen Sklaven bestimmte. Zur Zeit des Unabhängigkeitskrieges lebten etwa zwei Millionen Weiße und 500.000 versklavte Schwarze in den dreizehn Kolonien.
Während der europäischen Koalitionskriege war das Louisiana-Territorium (nicht zu verwechseln mit dem heutigen Staat Louisiana) von Spanien zurück an Frankreich gefallen. Napoléon sah aber aus finanziellen Gründen davon ab, das französische Überseeimperium wiederzuerrichten. Stattdessen verkaufte er 1803 das gesamte Gebiet zwischen Mississippi und Rocky Mountains für 15 Millionen Dollar an die USA, die damit ihr Staatsgebiet auf einen Schlag verdoppelten. Im selben Jahr traten die ersten Staaten aus dem zwischen dem Ohio River und den Großen Seen gelegenen Northwest Territory den Vereinigten Staaten bei, ab 1813 folgten Teile des Louisiana-Gebiets.
Die Vereinigten Staaten verfolgten gegenüber Frankreich und Großbritannien zunächst einen Neutralitätskurs. Im Jahr 1812 kam es jedoch zum Britisch-Amerikanischen Krieg um das weiterhin britische Kanada. Der Konflikt endete mit einem Kompromiss, so dass die Grenzziehung zwischen den Vereinigten Staaten und Kanada von da an im Osten abgeschlossen war. Die frühe amerikanische Außenpolitik wurde ansonsten von der 1823 verkündeten Monroe-Doktrin des Präsidenten James Monroe geprägt. Diese sagte aus, dass sich die europäischen Mächte vom amerikanischen Kontinent fernhalten sollten, bei gleichzeitiger Nicht-Einmischung der Vereinigten Staaten in die Angelegenheiten anderer Staaten.
Die Indianerpolitik wurde ab 1820 aggressiver: Mit dem Indian Removal Act und dem darauf folgenden Pfad der Tränen begann eine Jahrzehnte dauernde gewaltsame Landnahme und Besiedlung, was zu erneuten Kämpfen führte. Die Indianer wurden in Reservate (reservations) abgeschoben. Einer der wenigen Siege für die Indianer war die Schlacht am Little Bighorn 1876, die jedoch politisch bedeutungslos blieb. Die Indianerkriege endeten 1890 mit dem Massaker von Wounded Knee. Im Jahr 1900 lebten weniger als eine Viertelmillion Indianer, wozu nicht nur Krieg, sondern auch Epidemien beigetragen hatten. Erst 1924 erhielten die Indianer volle Bürgerrechte.

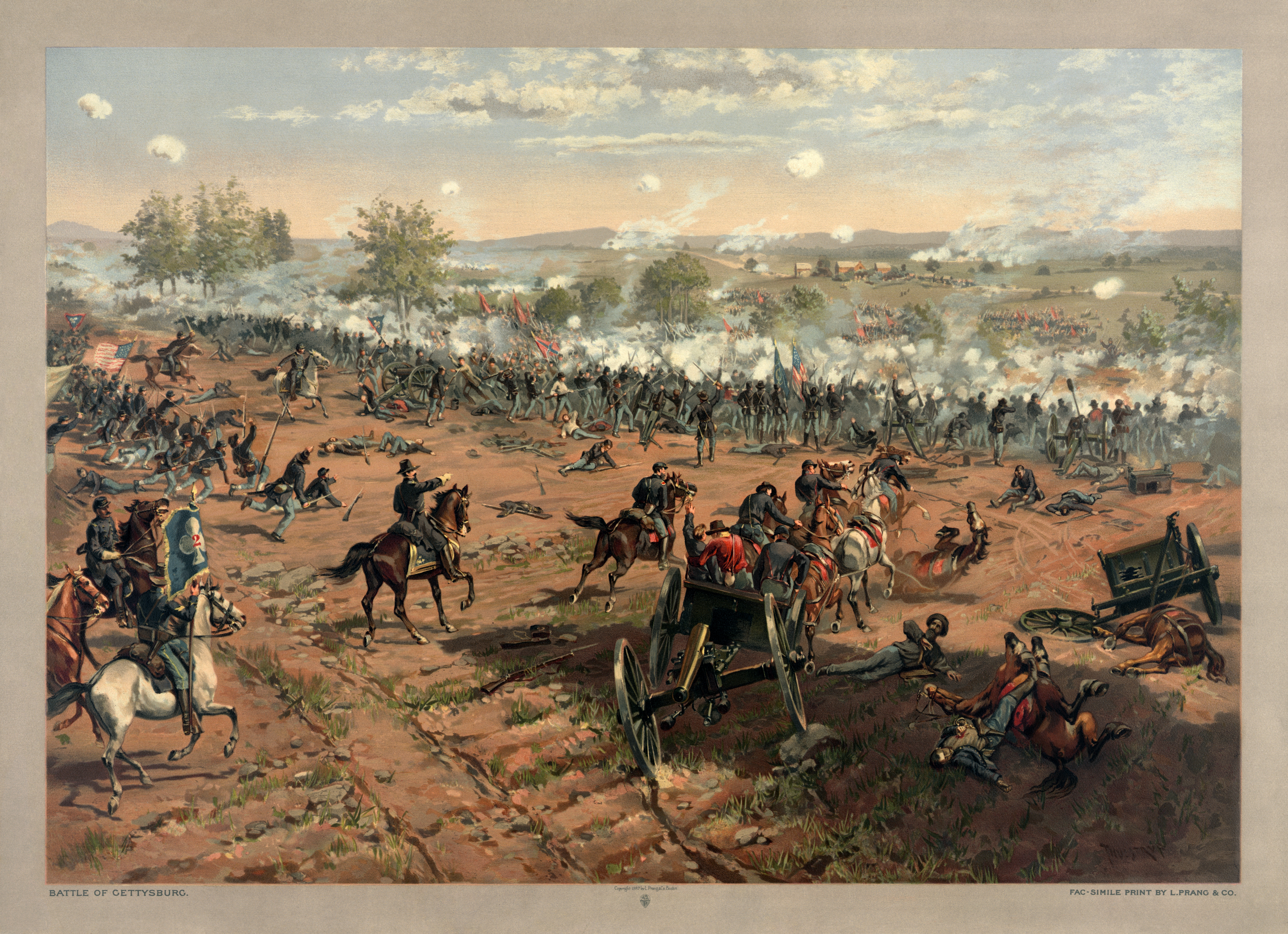
Die Schlacht von Gettysburg (1863) während des Sezessionskrieges

Das zweite zentrale Thema der amerikanischen Politik bis 1865 war die Sklavenfrage. Die Einfuhr von weiteren Sklaven aus Übersee wurde 1808 gesetzlich verboten. Durch das weitläufige Umgehen dieses Verbotes durch die Sklavenhändler und natürliches Bevölkerungswachstum hatte sich die Zahl der Sklaven bis 1860 jedoch trotzdem auf etwa vier Millionen erhöht. Die Sklavenfrage entzweite zunehmend die Süd- von den Nordstaaten, da in den Nordstaaten die Industrialisierung einsetzte und die Anzahl der Sklaven langsam abnahm, während die Besitzer der riesigen Reis- und Baumwollplantagen in den Südstaaten weiterhin Sklaverei in wachsendem Ausmaß betrieben. Neue Staaten aus den erworbenen Territorien wurden nur paarweise aufgenommen, um das labile Gleichgewicht nicht zu gefährden. Die Sklaverei stand im Widerspruch zur Unabhängigkeitserklärung, nach der „alle Menschen gleich geschaffen“ sind. Daher gewannen im Norden Bewegungen wie der Abolitionismus, der die Abschaffung der Sklaverei forderte, starken Zulauf. Der Krieg gegen Mexiko (1846–1848) brachte den Vereinigten Staaten einen weiteren Flächengewinn, der den heutigen Südwesten ausmacht. Er verstärkte aber auch die innenpolitischen Spannungen, da die Nordstaaten ihn teilweise als Landnahme zugunsten der Ausbreitung der Sklavenstaaten sahen.
Nachdem 1860 Abraham Lincoln für die neu gegründete Partei der Republikaner zum US-Präsidenten gewählt worden war, traten elf Südstaaten aus den Vereinigten Staaten aus. Das bedeutete den Beginn des Sezessionskrieges (1861–1865). Dabei stand zunächst die Verfassungsfrage im Vordergrund, ob die Bundesregierung überhaupt das Recht habe, über elementare Sachfragen in den Bundesstaaten zu entscheiden. Die Nordstaaten gingen als Sieger aus dem Bürgerkrieg hervor und die Sklaverei wurde gesetzlich abgeschafft. Die Schwarzen erhielten mit dem Civil Rights Act of 1866 und dem 14th Amendment von 1868 formal die vollen Bürgerrechte. Die Niederlage des überwiegend agrarisch strukturierten Südens, der bis dahin die meisten Präsidenten gestellt hatte, bedeutete auch, dass sich die USA nach dem Krieg zunehmend zum modernen Industriestaat wandelten.

### Vom Bürgerkrieg bis zur Weltwirtschaftskrise
1890 wurde die Frontier für geschlossen erklärt. Damit endete die Ära des „Wilden Westens“. Die Einwanderung ließ nicht nach, so dass zwischen 1880 und 1910 insgesamt 18 Millionen Menschen aufgenommen wurden. Die Industrialisierung seit dem Sezessionskrieg führte zur Bildung großer Trusts, die durch ihre wirtschaftliche Macht die Politik beeinflussen konnten. Daher wurde 1890 der Antitrust Act verabschiedet, in dessen Folge ab 1911 mehrere Großkonzerne wie Standard Oil und die American Tobacco Company entflochten wurden.
Infolge des Spanisch-Amerikanischen Krieges von 1898 dehnten die Vereinigten Staaten ihren Einflussbereich auf die Philippinen, Puerto Rico, Hawaii und Kuba aus. Eine interventionistische Politik betrieb Präsident Theodore Roosevelt (1901–1909), der eine hegemoniale Machtstellung über die lateinamerikanischen Staaten beanspruchte (Big Stick). So lösten die Vereinigten Staaten 1903 Panama aus Kolumbien heraus, um sich von dem neu gebildeten Staat die Souveränität über den Panamakanal abtreten zu lassen.
Während des Ersten Weltkriegs blieben die Vereinigten Staaten bis 1917 formal neutral, unterstützten aber die Entente vor allem durch Nachschublieferungen. Am 1. Februar 1917 erklärte Deutschland als Gegenmaßnahme den uneingeschränkten U-Boot-Krieg, woraufhin die Vereinigten Staaten am 6. April Deutschland den Krieg erklärten und am 5. Juni die Wehrpflicht einführten. Das Deutsche Reich sandte nach seinem Sieg über Russland die freigewordenen Truppen an die Westfront und organisierte im Frühjahr 1918 eine letzte vergebliche Offensive. Die in Frankreich eintreffenden amerikanischen Truppen verschoben die Kräfteverhältnisse endgültig zugunsten der Alliierten. Nach dem militärischen Sieg versuchte Präsident Woodrow Wilson (1913–1921) in Europa eine stabile Nachkriegsordnung zu etablieren, indem er auf der Grundlage seines 14-Punkte-Programms das Selbstbestimmungsrecht der Völker und die Bildung eines Völkerbundes zur Maxime machte. Dieser Plan schlug fehl: Zum einen verweigerten Engländer und Franzosen die Umsetzung von Wilsons Plan zugunsten eines Siegfriedens gegenüber dem Deutschen Reich, zum anderen lehnte der US-Senat den Beitritt zum Völkerbund ab, so dass die mittlerweile größte politische Macht der Welt in diesem Gremium fehlte und zum Isolationismus zurückkehrte.
Durch den kostspieligen Krieg und den anschließenden Wiederaufbau waren die Europäer zu Schuldnern der Vereinigten Staaten geworden. Die herausragende wirtschaftliche Rolle der Vereinigten Staaten zeigte sich besonders, als auf den Börsenkrach im Oktober 1929 (Schwarzer Donnerstag mit Kursverlusten am Dow Jones von bis zu 12,8 % an einem Tag) die Weltwirtschaftskrise folgte. Das führte in den Vereinigten Staaten zu einer jahrelangen inneren Krise (Great Depression) mit etwa 15 Millionen Arbeitslosen bei ca. 125 Millionen Einwohnern im Jahr 1932. Unter Präsident Franklin D. Roosevelt wurden mit dem New Deal tiefgreifende Wirtschafts- und Sozialreformen umgesetzt. Unter anderem wurden die Finanzmärkte reguliert (Glass-Steagall Act) und mit dem Social Security Act von 1935 Grundlagen eines amerikanischen Sozialstaats geschaffen. Zudem wurden zahlreiche öffentliche Bauprojekte wie Straßen, Brücken, Flughäfen und Staudämme realisiert.

### Vom Zweiten Weltkrieg bis zum Ende des „Kalten Kriegs“

Berliner beobachten die Landung eines Rosinenbombers auf dem Flughafen Tempelhof (1948, Fotografie von Henry Ries)

Bei Ausbruch des Zweiten Weltkriegs blieben die Vereinigten Staaten zunächst neutral, unterstützten jedoch im Rahmen des Leih- und Pachtgesetzes zunächst Großbritannien und seit 1941, nach dem Bruch des Hitler-Stalin-Pakts, auch die Sowjetunion massiv mit Kapital- und Waffenlieferungen. Im Anschluss an den Angriff auf Pearl Harbor durch japanische Streitkräfte am 7. Dezember 1941 erklärten sie Japan den Krieg und erhielten kurze Zeit später Kriegserklärungen von Deutschland und Italien. Wie schon im Ersten Weltkrieg war das industrielle Potenzial der Vereinigten Staaten entscheidend für den Sieg der Alliierten. Die Kapitulation des Deutschen Reichs im Mai und die Kapitulation Japans im August 1945 beendeten den Zweiten Weltkrieg.
Die USA hatten im Zweiten Weltkrieg mit geringen Opfern hohe Gewinne erzielt. Ihre Gesamtverluste lagen bei 300.000 Gefallenen und 670.000 Verwundeten, weniger als 0,5 % der Bevölkerung. Das Land ging als einziges wirtschaftlich gestärkt aus dem Krieg hervor und verfügte am Ende des Krieges allein über eine nukleare Massenvernichtungswaffe. Die USA waren zu einer Supermacht mit weltweiter Präsenz aufgestiegen.
Das bereits 1944 gegründete Bretton-Woods-System etablierte den Dollar als internationale Leit- und Reservewährung mit Goldstandard. Es entsprach den amerikanischen Ideen von freiem Welthandel und offenen Märkten.
Die Vereinigten Staaten waren maßgeblich an der Gründung der Vereinten Nationen am 26. Juni 1945 in San Francisco beteiligt, die im Einvernehmen mit der Sowjetunion stattfand. Bald jedoch zeichnete sich eine Konfrontation mit dem einstigen Kriegsverbündeten Stalin ab, die in den Kalten Krieg mündete. Präsident Harry S. Truman verfolgte eine antikommunistische Containment-Politik, die in der Truman-Doktrin ihren Ausdruck fand. Diese gewährte, in Abkehr von der isolationistischen Monroe-Doktrin, allen Ländern zur Wahrung ihrer Unabhängigkeit Militär- und Wirtschaftshilfe. Die Vereinigten Staaten unterstützten Griechenland und die Türkei und legten den Marshall-Plan auf, der Westeuropa wirtschaftlich stabilisieren sollte. Der Kalte Krieg erreichte einen ersten Höhepunkt mit der Berlin-Blockade 1948/49, auf welche die Vereinigten Staaten mit der Berliner Luftbrücke reagierten. 1949 wurde die NATO als Militärbündnis zwischen den Vereinigten Staaten, Kanada und Westeuropa gegründet.

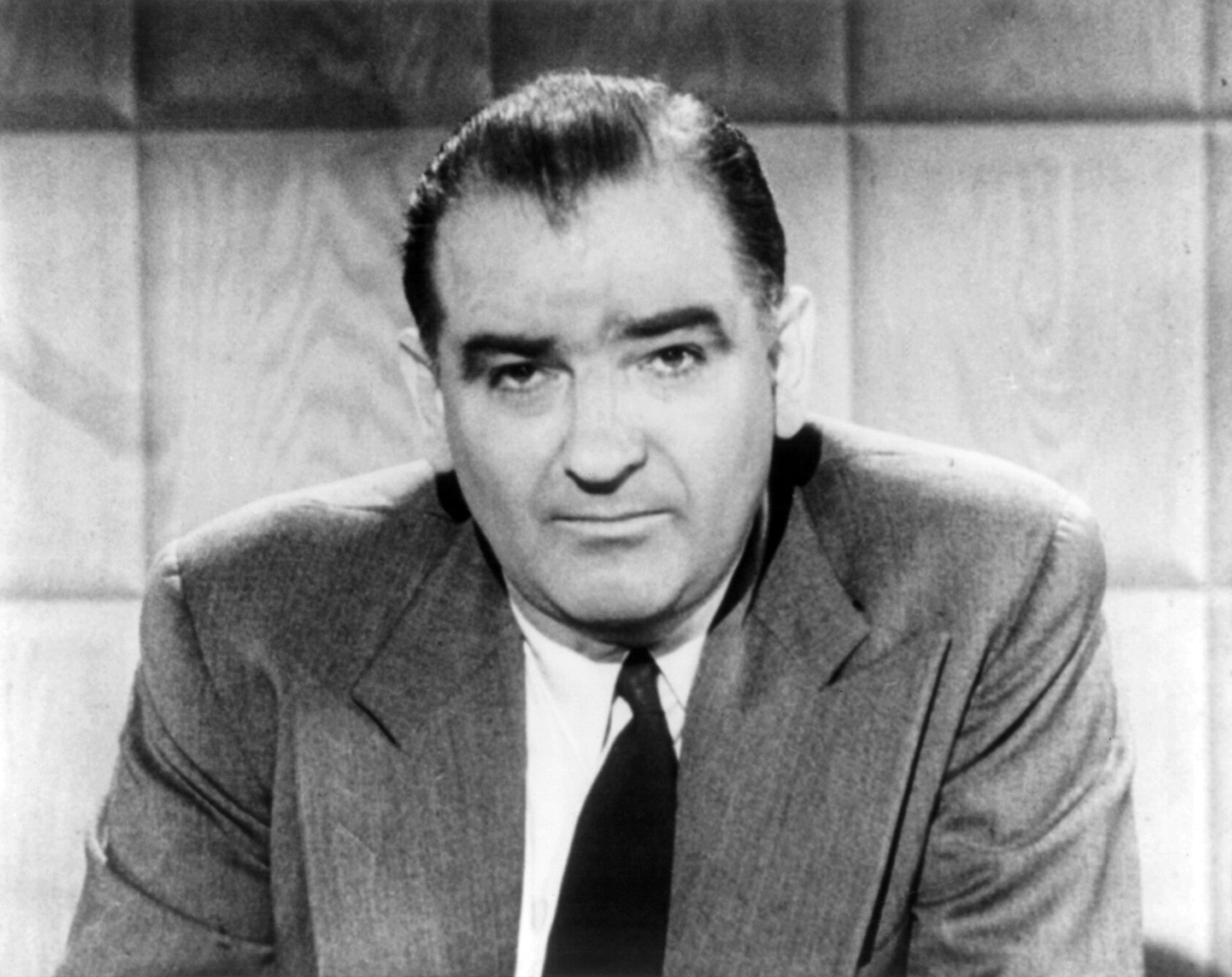
Senator Joseph McCarthy

Das nun einsetzende atomare Wettrüsten zwischen der NATO und dem Warschauer Pakt, das beiden Seiten ab den 1960er Jahren eine mehrfache „Overkill-Kapazität“ verschaffte, und das man zugleich als Wettlauf der gesellschaftlichen Systeme betrachtete, führte zu Konfrontationen und Stellvertreterkriegen, wie dem Koreakrieg (1950–1953), der Kubakrise (1962), bei der die Welt nur knapp einem Dritten Weltkrieg entging, oder dem Vietnamkrieg. Durch den Atomwaffensperrvertrag und die SALT-Verhandlungen (1968 und 1969) wurde versucht, die gefährliche Situation zu entschärfen.
Der Kalte Krieg, der nur in den Industriestaaten nicht offen ausgefochten wurde, führte dazu, dass viele Amerikaner den Kommunismus als Feindbild betrachteten. Innenpolitisch führte das zu einem Klima der Verdächtigungen und der Kontrolle, die als „McCarthy-Ära“ bezeichnet wird. Der republikanische Senator Joseph McCarthy profilierte sich im Senatsausschuss für unamerikanische Umtriebe (HUAC) dadurch, dass er besonders Filmschaffende, Politiker und Militärs als Kommunisten verdächtigte und Denunziationen erwartete. Wer die Aussage verweigerte, musste mit Berufsverbot rechnen. Die Anhörungen wurden oft im Fernsehen übertragen. Als McCarthy schließlich Präsident Eisenhower verdächtigte, wurde er 1954 vom Senat entmachtet.

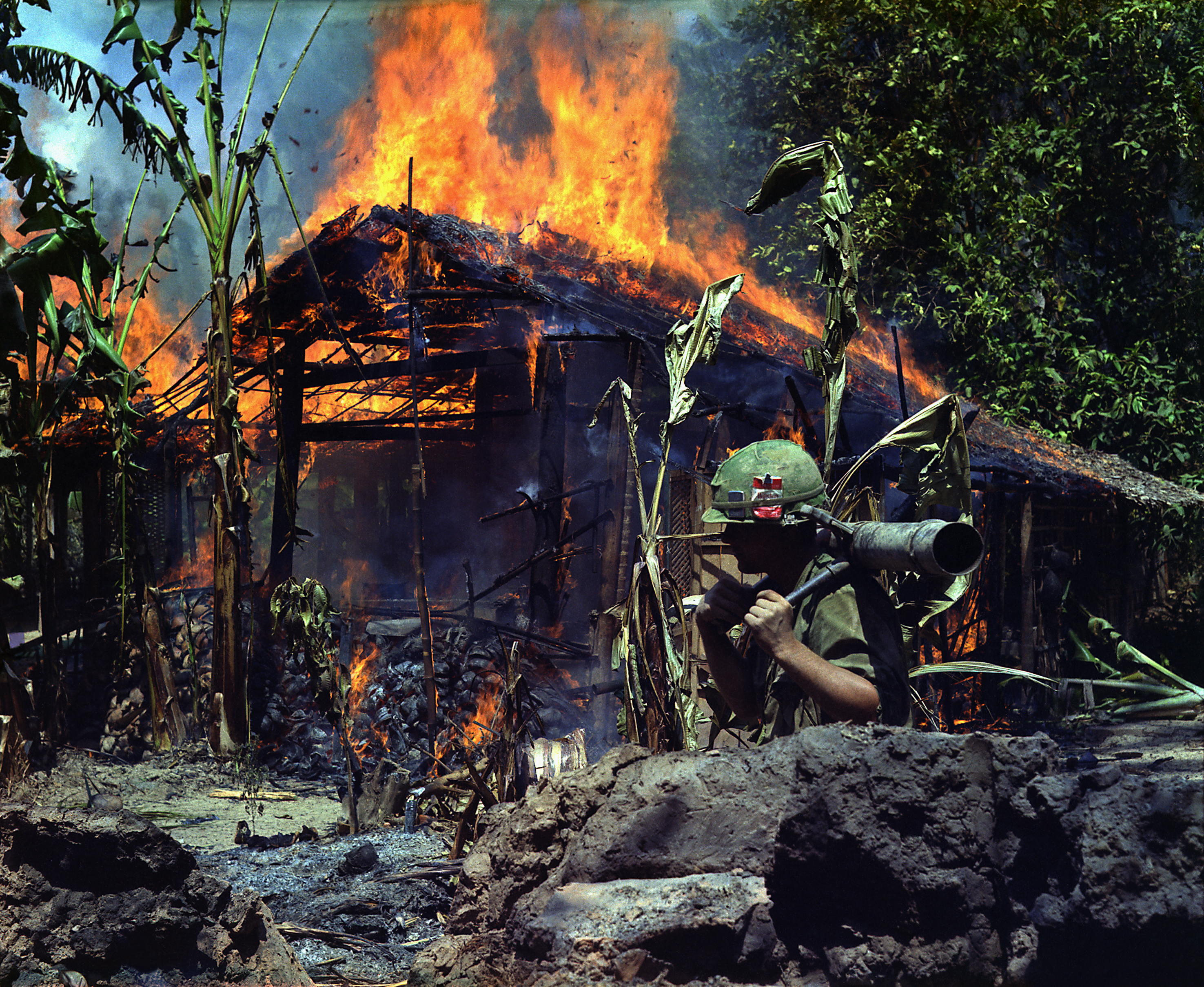
Brennendes Vietcong-Camp in My Tho, Vietnam

Der Vietnamkrieg, in den die Vereinigten Staaten 1964 nach dem Tonkin-Zwischenfall eingriffen, nachdem sie zuvor schon Militärberater entsandt hatten, entwickelte sich zu einem militärischen und moralischen Fiasko, das mit dem Abzug der US-Truppen 1973 endete. Die Glaubwürdigkeit als Verbreiter demokratischer Werte litt hier und auch bei anderen Konfliktherden mit der Unterstützung zahlreicher Militärdiktatoren oder der Unterstützung von Militärputschen, wie jene Mobutus im seinerzeit „Zaire“ genannten Kongo oder den Militärputschen gegen die demokratisch gewählten Regierungen Guatemalas (1954), Brasiliens (1964) und Chiles (1973).
Neben sozialen und politischen Bewegungen erschütterten in den 1960er Jahren vor allem drei Mordanschläge die Nation und mit ihr die Welt: die Ermordung des Präsidenten John F. Kennedy (1963), die Ermordung des Predigers und Bürgerrechtlers Martin Luther King, der die Galionsfigur des gewaltlosen Kampfes für die Rechte der Schwarzen war (1968) – sowie im gleichen Jahr die Ermordung des demokratischen Präsidentschaftsbewerbers Robert F. Kennedy, einem jüngeren Bruder des ermordeten Präsidenten.
Die Schwarzen waren zwar formell 1865 von der Sklaverei befreit worden, doch schon im Laufe des Wiederaufbaus (Reconstruction) des im Krieg zerstörten Südens hatten die Südstaaten Gesetze erlassen, die ihre Bürgerrechte wieder einschränkten (Jim-Crow-Gesetze). Sie betonten zwar die gleichen Rechte, sahen jedoch zugleich die Rassentrennung vor. Erst die Bürgerrechtsbewegung (Civil Rights Movement) konnte die letzten formalen Ungleichbehandlungen beseitigen. Ein sehr wesentlicher Schritt war die Aufhebung der Rassentrennung in öffentlichen Einrichtungen durch den Obersten Gerichtshof im Jahr 1954. Der Schulbesuch von Schwarzen musste jedoch teilweise mithilfe der Nationalgarde durchgesetzt werden, da die Gouverneure der Südstaaten (vor allem George Wallace aus Alabama) bis Ende der 1960er Jahre auf ihren state rights beharrten, zu denen sie auch die Rassentrennung (segregation) zählten.

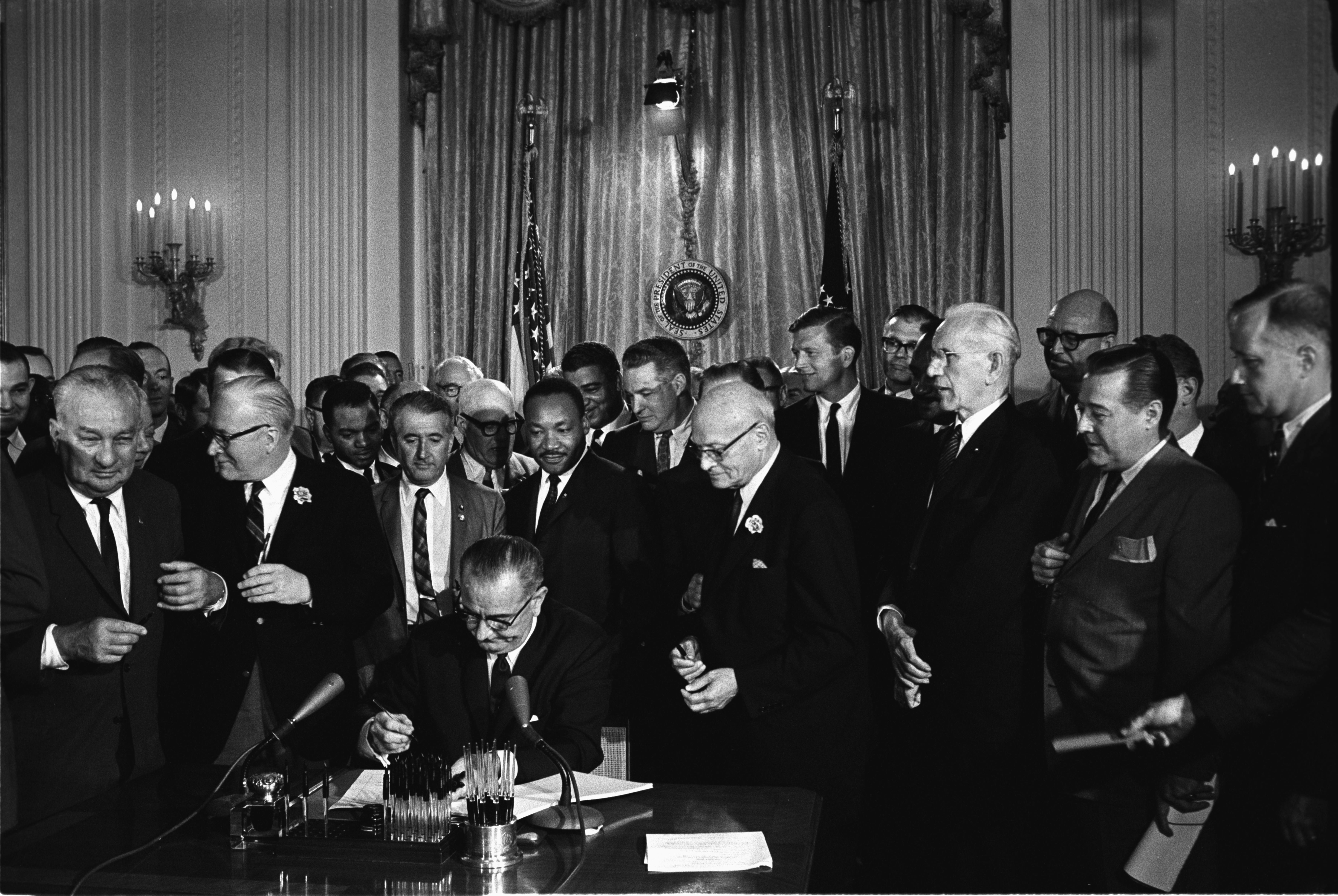
Präsident Johnson bei der Unterzeichnung des Civil Rights Act of 1964

Im Jahr 1964 wurde unter Präsident Lyndon B. Johnson, der Kennedy nach seiner Ermordung 1963 im Amt nachfolgte, selbst 1964 gewählt wurde und bis 1969 im Amt blieb, der Civil Rights Act of 1964 verabschiedet, der die Rassentrennung in den Vereinigten Staaten für illegal erklärte. 1965 erließ Johnson ein weiteres Gesetz, den Voting Rights Act, der jegliche Benachteiligung von Afroamerikanern bei Wahlen verboten hatte. Schließlich wurde vom Kongress der Civil Rights Act of 1968 verabschiedet, der Diskriminierung jeglicher Art gesetzlich verbot. Auch wenn Präsident Johnson durch den Krieg in Vietnam einen Rückgang seiner Zustimmung erfahren hatte, konnte er im Rahmen seines Programms der Great Society weitere wichtige Reformen veranlassen, die insbesondere die Bekämpfung der Armut, die Intensivierung des Bildungssystems und den Verbraucherschutz betrafen. In der Tat sank die Zahl der in Armut lebenden US-Bürger um rund die Hälfte. Überdies wurde 1965 ein neues Einwanderungsgesetz verabschiedet, das die 1924 eingeführten Beschränkungen erheblich lockerte und zu einer verstärkten Immigration aus Lateinamerika und Asien führte, die langfristig einen signifikanten demographischen Wandel einleitete.
Von großem Einfluss waren neben der Bewegung gegen den Vietnamkrieg solche, die sich gegen die Benachteiligung innerhalb der Gesellschaft richteten. Das war zunächst die Frauenrechtsbewegung, dann die Schwulenbewegung, die sich allerdings mit den Gesetzgebungen der jeweiligen Bundesstaaten konfrontiert sahen. Sogenannte „Sodomiegesetze“, die bis 1962 die Praxis der männlichen Homosexualität sowie „abweichende sexuelle Praktiken“ heterosexueller Paare in vielen Bundesstaaten verboten hatten, wurden teilweise aufgehoben. Als der Supreme Court 1987 diese Gesetze bestätigte, existierten sie noch in der Mehrheit der Bundesstaaten und wurden erst mit der Entscheidung Lawrence vs. Texas vom 26. Juni 2003 vom Obersten Gerichtshof aufgehoben.
Die Watergate-Affäre um einen Einbruch und einen Lauschangriff in Büros der Demokratischen Partei im Watergate-Gebäudekomplex, von dem Präsident Richard Nixon wahrscheinlich wusste und bei dem dieser die FBI-Ermittlungen zu behindern versuchte, entwickelte sich zum größten Skandal der amerikanischen Nachkriegsgeschichte. Um der drohenden Amtsenthebung zu entgehen, trat Nixon 1974 zurück.
Die Ölkrise 1974 und die iranische Geiselkrise 1979 sowie die Folgen des Vietnamkriegs verursachten eine außenpolitische Orientierungslosigkeit. Eine Wirtschaftskrise traf vor allem das Schwerindustrierevier in den Staaten Pennsylvania, Ohio, West Virginia, Indiana und Michigan, den sogenannten Rust Belt. Das führte zu ethnisch motivierten Unruhen in den Südstaaten, was den Wahlerfolg des Republikaners Ronald Reagan begünstigte.

Ronald Reagan hält 1987 eine Rede in Berlin mit einem an Michail Gorbatschow gerichteten Appell: „Tear down this wall!“; vier Jahre vor Ende des Kalten Krieges.

So bezeichnete der Amtsantritt der Regierung Reagan einen Paradigmenwechsel der amerikanischen Politik, sowohl im Innern als auch in der Außenpolitik. Die Gesellschaft wurde ökonomisch stark polarisiert. Seine acht Regierungsjahre bis 1989 waren durch eine liberale Wirtschaftspolitik (Reaganomics), die Verminderung staatlicher Subventionen und Sozialleistungen, Einsparungen in der öffentlichen Verwaltung und Steuersenkungen in den oberen Einkommensgruppen gekennzeichnet. Christlicher Glaube und strikter Antikommunismus machten ihn für die konservativen Kreise zum Vorbild. Seine Gegner sahen in ihm einen Lobbyisten der Konzerne und Rüstungsunternehmen.
Die widersprüchliche Innen- und Außenpolitik gegenüber Staaten, welche die Menschenrechte nicht achteten, das mangelnde Verständnis für andere Kulturkreise und daraus folgende Fehleinschätzungen zeigten sich in der Außenpolitik bis zum Irakkrieg. Hatte man schon nach dem Ausbruch des Ersten Golfkriegs zwischen Iran und Irak (1980–1988) aus Furcht vor den fundamentalistischen Kreisen in Teheran den Diktator Saddam Hussein unterstützt, so häuften sich Fehler wie in der Iran-Contra-Affäre, in der die Vereinigten Staaten 1986 auf Vermittlung durch Sicherheitsberater Robert McFarlane und Oberst Oliver North Waffen an den Iran geliefert hatten, um aus diesen Erlösen die Gegner der Sandinisten in Nicaragua zu unterstützen. Die Geld- und Waffenlieferungen an die Mudschaheddin in Afghanistan erwiesen sich ebenfalls als zweischneidig: Die Sowjetunion musste zwar nach zehn Jahren ihre Truppen abziehen, doch wurden gleichzeitig radikal-islamische Gruppen gestärkt.
Reagan bezeichnete die Sowjetunion wiederholt in Anlehnung an religiöse Terminologie als „Reich des Bösen“ (evil empire). Die Rüstungsausgaben wurden erhöht und ein sogenanntes „Star-Wars-Programm“ (SDI-Projekt, „Krieg der Sterne“) aufgelegt. Bei der Genfer Gipfelkonferenz (1985) und 1986 traf er sich mit seinem sowjetischen Amtskollegen Michail Gorbatschow zu Abrüstungsverhandlungen unter der Bezeichnung START (Strategic Arms Reduction Talks). 1991 endete der „Kalte Krieg“ mit dem Zusammenbruch der Sowjetunion.

### Nach dem Ende des Kalten Kriegs

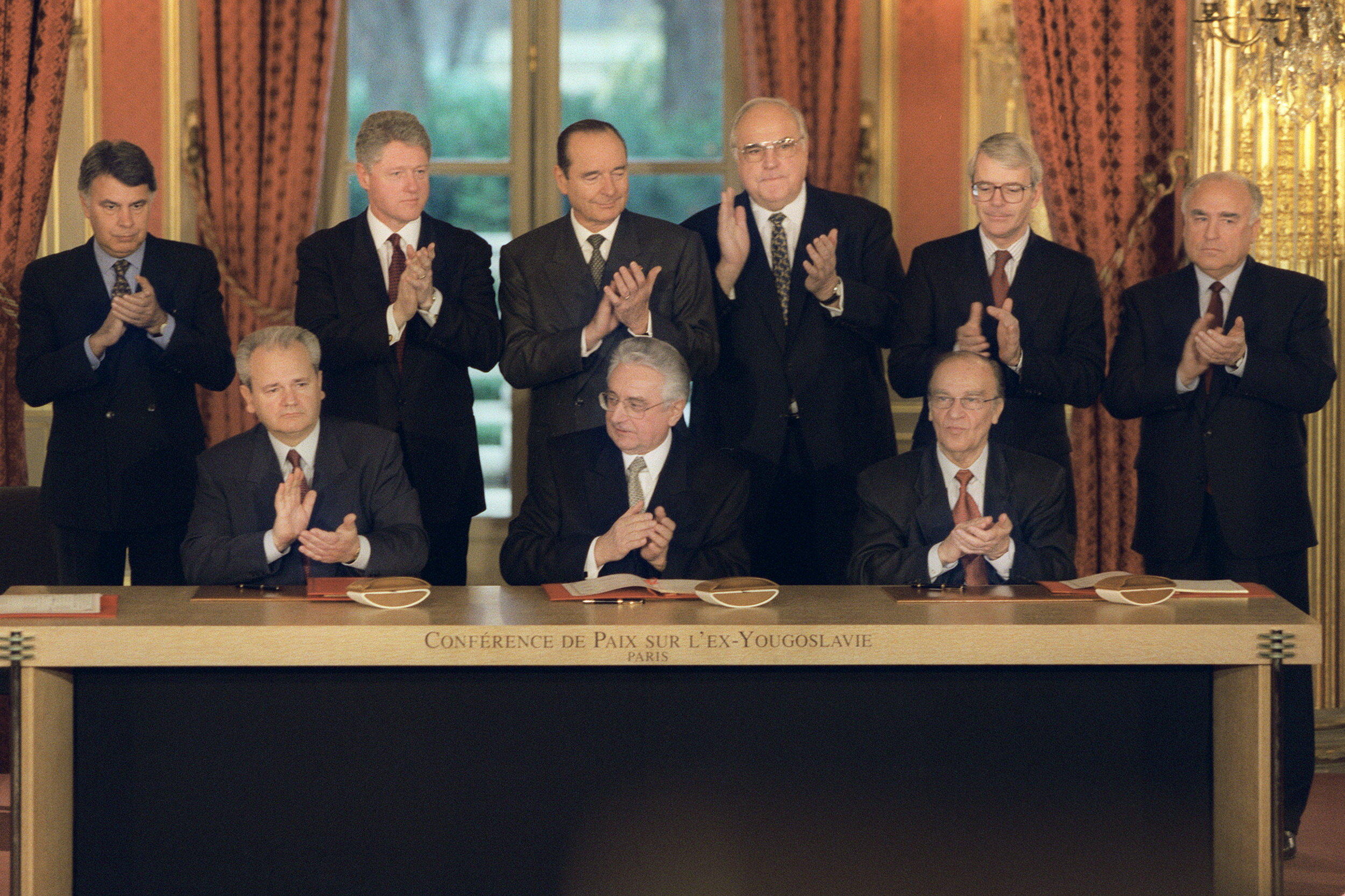
Bill Clinton (dritter von links) zusammen mit internationalen Staatschefs bei der Unterzeichnung des Dayton-Vertrags

Unter dem demokratischen Präsidenten Bill Clinton (1993–2001) kam es zu einem länger anhaltenden wirtschaftlichen Aufschwung. Das Ende des Kalten Krieges und die „New Economy“, welche in den USA ihren Ausgangspunkt hatte, begünstigten eine ökonomische Konsolidierung. Die Verwahrlosung der Städte wurde aufgehalten – kriminalitätsbelastete Stadtteile in den Metropolen wie New York, Miami und Los Angeles erholten sich.
1996 wurde dennoch der Bezug von Sozialhilfe auf zwei Jahre in Folge und insgesamt fünf Jahre verkürzt, was die Zahl der Empfänger reduzierte.
Präsident Clintons Außenpolitik führten die Außenminister Warren Christopher während seiner ersten Amtszeit und Madeleine Albright während seiner zweiten. Sie war die erste Frau in diesem Amt.
Das erfolglose Engagement in Somalia, unter George Bush sen. begonnen, hatte die Entmachtung der „War Lords“, besonders Mohammed Aidids zum Ziel. Nach der verheerenden Schlacht von Mogadischu zogen die Sondereinsatztruppen aus dem Land ab.
Auch die Invasion Haitis von 1994 brachte zwar den demokratisch gewählten Jean-Bertrand Aristide an die Macht zurück und der Militärdiktator Raoul Cédras wurde abgesetzt, löste jedoch die sozialen Probleme des Staates nicht.
Nachdem es den europäischen Staaten nicht gelungen war nach dem Zerfall Jugoslawiens die Region zu befrieden, griffen US-Truppen 1995 (Operation Deliberate Force) und 1999 (Operation Allied Force) im Rahmen der NATO im Bosnienkrieg und Kosovokrieg gegen serbische Einheiten des Autokraten Slobodan Milošević ein. Versuche, in Vorderasien einen Frieden zwischen Israel und Palästina zu erreichen, erlitten mit dem Attentat auf Jitzchak Rabin einen schweren Rückschlag.
Clinton reagierte auf Provokationen des irakischen Diktators Saddam Hussein mit sporadischen Luftangriffen, ebenso wie im Sudan und Afghanistan nach Terroranschlägen auf die US-Botschaft in Nairobi und ein US-Kriegsschiff im Jemen. Diese Anschläge wurden bereits dem Al-Qaida-Netzwerk des Osama bin Laden zur Last gelegt.

### Seit der Jahrtausendwende

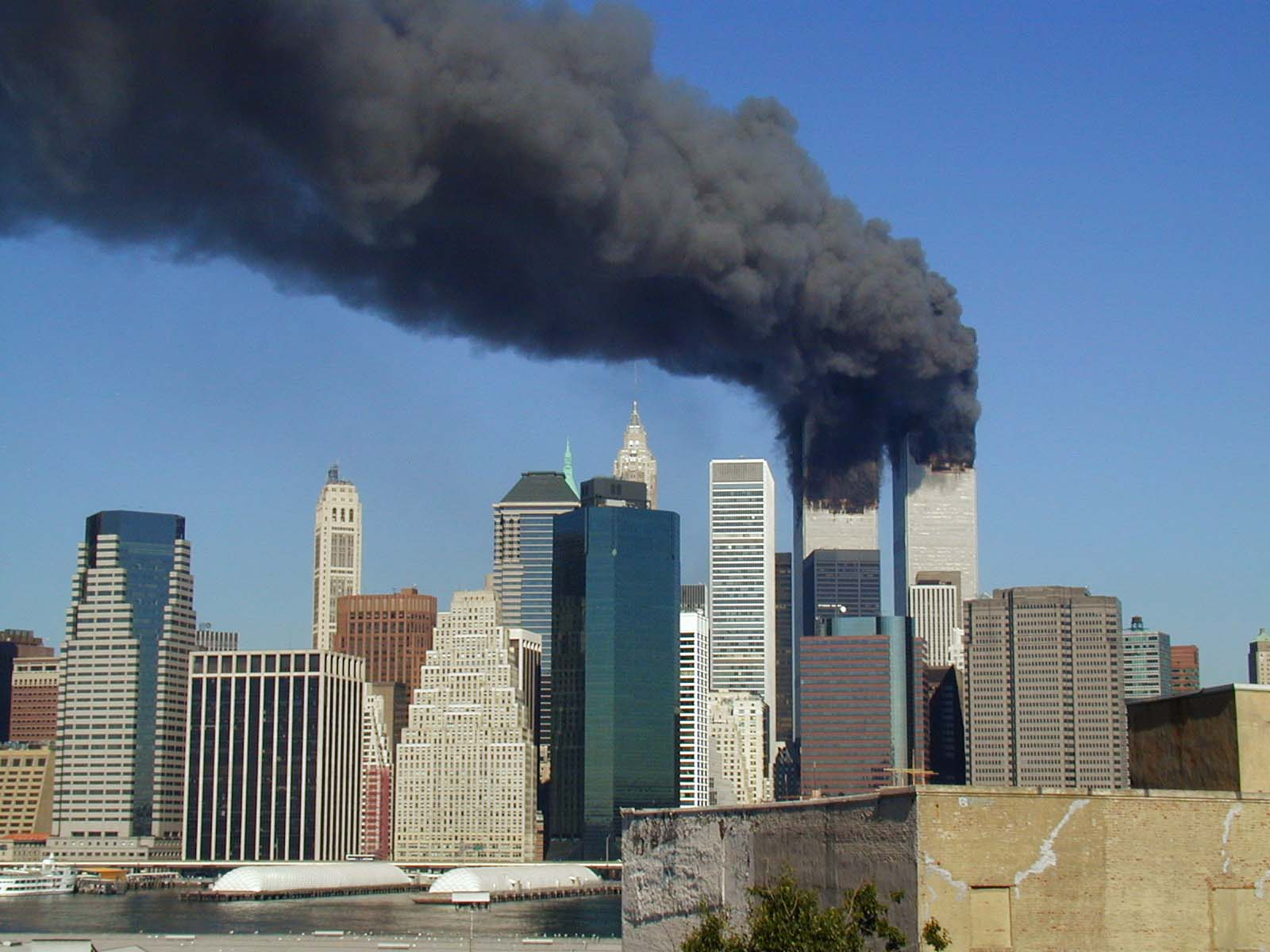
Das am 11. September 2001 brennende World Trade Center

Nach den Terroranschlägen des 11. September 2001 auf das World Trade Center in New York sowie das Pentagon in Washington verkündete Präsident George W. Bush einen weltweiten Krieg gegen den Terrorismus, was zunächst in weiten Teilen der Bevölkerung Zustimmung fand. Bush identifizierte, ähnlich wie bereits Reagan, eine „Achse des Bösen“ (axis of evil), der er sogenannte Schurkenstaaten (rogue states) zurechnete. Zu diesen zählte er den Iran, den Irak, Kuba und Nordkorea.
Im Oktober 2001 wurde durch einen Feldzug in Afghanistan das radikal-islamische Taliban-Regime gestürzt, das Osama bin Laden beherbergt hatte. Ebenfalls im Namen des Krieges gegen den Terrorismus begann im März 2003 der Dritte Golfkrieg gegen den Irak mit dem Ziel, den Diktator Saddam Hussein zu stürzen. Unter dem Vorwand, er besitze Massenvernichtungswaffen und habe Kontakte zu Bin Laden, griffen die Vereinigten Staaten ohne UN-Mandat an.
Trotz eines schnellen Sieges konnte der Irak nicht befriedet werden. Einige Staaten der „Koalition der Willigen“ zogen bereits im Frühling 2004 ihre vergleichsweise kleinen Kontingente wieder ab. Im Juni 2004 wurde die Regierungsgewalt an eine irakische Übergangsregierung übergeben.
George W. Bushs Hinwendung zu einem strategischen Konzept der Präemption wurde als Abkehr von der zuvor verfolgten amerikanischen Außen- und Sicherheitspolitik gewertet, die auf Abschreckung, Eindämmung sowie der Einwirkung von „Soft power“ (dt. „Sanfte bzw. weiche Stärke“) basierte, was die Attraktivität ökonomischer und kultureller gegenüber militärischer Einflussnahme meint.
Ab 2007 zeichnete sich eine Finanzkrise ab, hauptsächlich beruhend auf einer Kredit- und Immobilienblase, welche die größten wirtschaftlichen Probleme hervorrief, die es seit der Großen Depression gegeben hatte. Barack Obama, ein demokratischer Senator aus Illinois und der erste afroamerikanische und multiethnische Präsident, wurde während der Krise im November 2008 gewählt und ordnete Maßnahmen und Reformen an, um die Wirtschaft zu stimulieren und die negativen Folgen der Krise abzuschwächen. Es wurde unter anderem der American Recovery and Reinvestment Act erlassen, welcher Steuersenkungen sowie Investitionen und Ausgaben u. a. für das Gesundheitswesen, die Infrastruktur oder die Arbeitslosenversicherung vorsah. Die Arbeitslosenzahl war nach dem Höhepunkt der Krise wieder rückläufig. Auch wurde der Dodd–Frank Act, die größte Finanzmarktreform der letzten Jahrzehnte, beschlossen. Ein größerer Fokus wurde während Obamas Amtszeit auch auf die Umweltpolitik gelegt. Obgleich Obama beabsichtigte, den Anstieg der Schulden unter dem Niveau der Vorgängerregierung zu halten, stiegen auch in den folgenden Jahren die Staatsschulden deutlich an.
2010 wurde der Affordable Care Act („Obamacare“) verabschiedet, um das Gesundheitssystem zu reformieren. Die Zahl der Bürger ohne Krankenversicherung sank in den darauffolgenden Jahren signifikant; die Reform blieb mit Hinblick auf Effektivität und Finanzierbarkeit kontrovers.
Ende 2011 wurde der US-amerikanische Truppenabzug im Irak abgeschlossen und die Besetzung des Iraks offiziell beendet. Am 31. Dezember 2014 wurde der Kampfeinsatz der ISAF-Mission in Afghanistan unter NATO-Führung beendet und die US-Truppen, bis auf eine kleine Einheit, die in der Folgemission Resolute Support verbleibt, abgezogen. Ende 2014 kündigte Obama überraschend die Wiederherstellung der diplomatischen Beziehungen zwischen den USA und Kuba an. 2015 beteiligte sich die Regierung unter Obama an einem Atomabkommen mit dem Iran.
Der rechtspopulistische Republikaner Donald Trump, der erste Präsident ohne vorherige militärische oder politische Erfahrung vor Amtsübernahme, wurde im November 2016 gewählt.

Verlauf der COVID-19-Infektionen in den USA

Von der COVID-19-Pandemie waren die USA weltweit am stärksten betroffen. Bis Ende Mai 2020 waren über 1.000.000 Amerikaner infiziert und mehr als 100.000 verstorben, bis Februar 2021 starben über 500.000 Menschen mit dem Virus. Durch die wirtschaftlichen Folgen der Maßnahmen zur Reduktion der Virusausbreitung verloren während der COVID-19-Pandemie in den USA über 30 Millionen Amerikaner ihren Job. Während der COVID-19-Pandemie fand die Opioidkrise in den USA, die zur Jahrtausendwende begonnen hatte, ihren vorläufigen Höhepunkt. Von 1999 bis Juni 2022 sind in den USA etwa 948.000 Menschen an einer Drogenüberdosis verstorben.
Der Tod des Afroamerikaners George Floyd während eines Polizeieinsatzes am 25. Mai 2020 löste Demonstrationen gegen Rassismus und Polizeigewalt durch die Black-Lives-Matter-Bewegung aus. Es kam zu Ausschreitungen in zahlreichen Städten der USA – in mehr als 40 Städten wurden nächtliche Ausgangssperren verhängt. In vielen Städten wurde zudem die Nationalgarde als Unterstützung der Polizei eingesetzt.
In der Präsidentschaftswahl 2020 besiegte der demokratische Herausforderer Joe Biden den Amtsinhaber Donald Trump. Als erster Präsident in der Geschichte der USA erkannte dieser seine Niederlage nicht an; er behauptete, das Opfer von Wahlbetrug geworden zu sein und verleitete gewalttätige Anhänger am 6. Januar 2021 zu einem Angriff auf das Kapitol, bei dem fünf Menschen starben.
Die Präsidentschaftswahl in den Vereinigten Staaten 2024 gewann erneut Donald Trump. Seitdem befinden sich die Vereinigten Staaten innen- und außenpolitisch im Umbruch, was in Europa mit großer Besorgnis aufgenommen worden ist. Politikwissenschaftler sehen die rapide Entwicklung hin zu einem autoritären Staat: Während die USA nach seiner Wiederwahl Anfang November 2024 auf einer Demokratieskala von 0 (völlige Diktatur) bis 100 (perfekte Demokratie) auf einem Rang von 67 eingestuft wurden, rangierten sie Anfang Februar 2025 auf einem Rang von 55 und 53 im April, während beispielsweise Israel Rang 49 einnahm. Manchen Bewertungen zufolge handele es sich bei den Vereinigten Staaten nicht länger um eine „unvollständige“ aber liberale Demokratie, sondern ein sogenanntes „Hybridregime“, welches demokratische und autoritäre Züge vereint.

## Politik

Politisches System der Vereinigten Staaten

Die Vereinigten Staaten sind ein präsidentieller Bundesstaat mit einem Zweikammersystem. Die Regierungsform gründet auf einer repräsentativen Demokratie.

### Gewalten auf Bundesebene
Die Vereinigten Staaten verfügen nach den Konföderationsartikeln seit ihrer Gründung über ihre zweite Verfassung. Sie sieht ein präsidiales, föderales und republikanisches politisches System vor, das horizontal Legislative, Exekutive und Judikative sowie vertikal die Bundesebene von den Bundesstaaten vergleichsweise strikt trennt.

#### Legislative

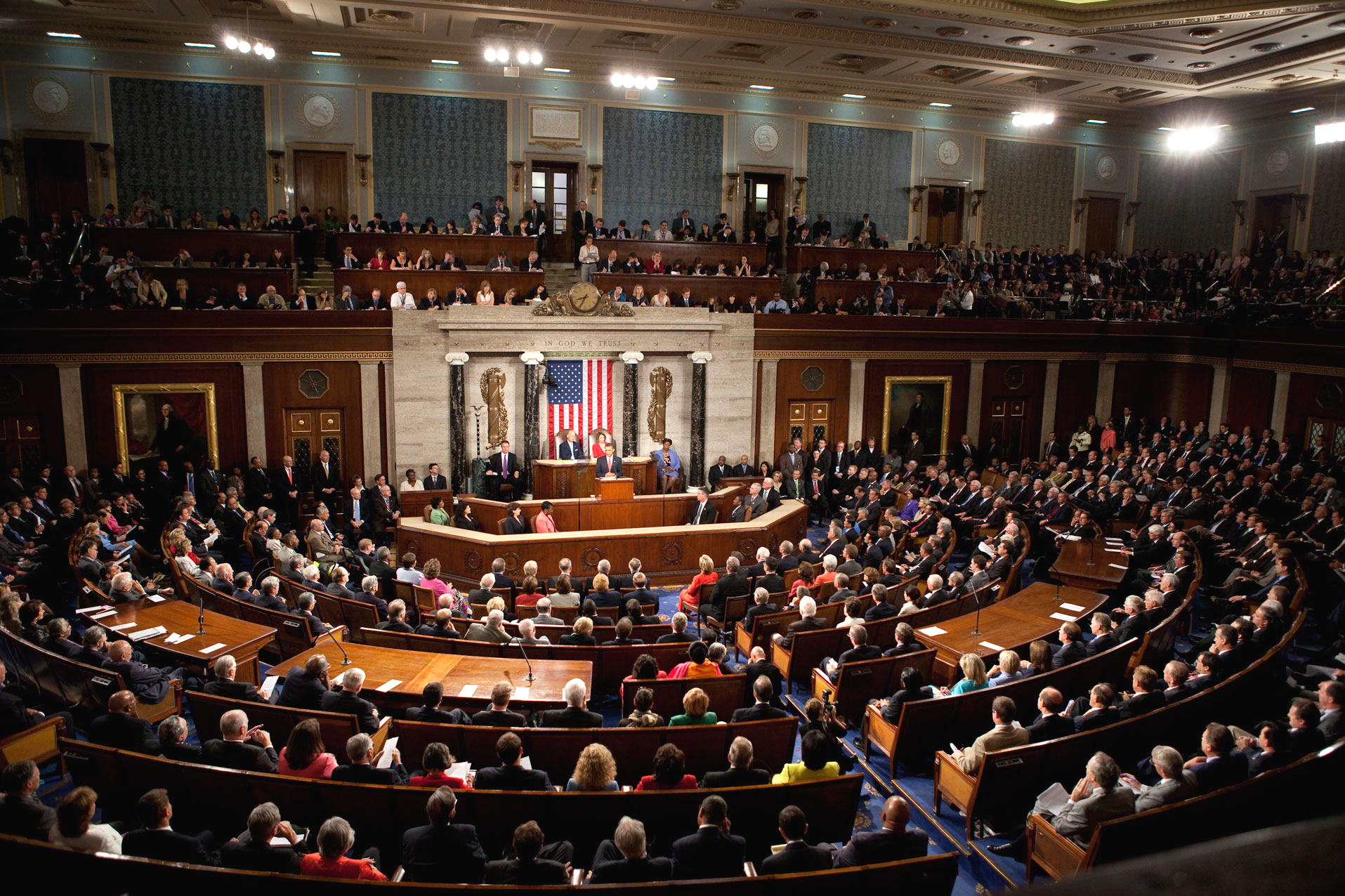
Der 44. Präsident der Vereinigten Staaten, Barack Obama, spricht im Kongress (9. September 2009)

Stärkstes Staatsorgan auf Bundesebene ist laut Verfassung der Kongress, der die Legislative ausübt. Er setzt sich aus gewählten Repräsentanten aus allen 50 Bundesstaaten zusammen. Der aus zwei Kammern bestehende Kongress hat die Budgethoheit sowie das Recht zur Gesetzesinitiative. Der Kongress hat unter anderem infolge des ihm zustehenden Budgetrechts wesentlichen Einfluss auf die amerikanische Politik. Allein dem Kongress kommt das Recht zu, Bundesgesetze zu erlassen und Kriegserklärungen auszusprechen. Verträge mit fremden Ländern werden vom Präsidenten unterzeichnet, bedürfen jedoch der Ratifizierung durch die zweite Kammer des Kongresses, den Senat. Bei wichtigen Ernennungen (zum Beispiel zu Kabinettsposten oder Richterämtern des Bundes, insbesondere am Obersten Gericht) hat der Senat nach Anhörungen der Kandidaten das Recht, den Vorschlag des Präsidenten zu bestätigen oder zurückzuweisen.
Die 435 Mitglieder des Repräsentantenhauses, der ersten Kammer des Kongresses, werden für zwei Jahre gewählt. Jeder Repräsentant vertritt einen Wahlbezirk seines Bundesstaates. Die Verteilung der Wahlbezirke auf die Bundesstaaten wird durch eine alle zehn Jahre vorgenommene Volkszählung festgelegt. Die 100 Senatoren, unabhängig von der Bevölkerungsgröße zwei aus jedem Bundesstaat, werden für sechs Jahre gewählt. Die Wahl findet gestaffelt statt, das heißt, alle zwei Jahre wird ein Drittel des Senats neu gewählt.
Die Verfassung sieht vor, dass der Vizepräsident dem Senat vorsteht. Er hat dabei kein Stimmrecht, außer bei Stimmengleichheit. Für den Fall der Verhinderung oder der Abwesenheit des Vizepräsidenten benennt der Senat einen „Pro-Tempore-Vorsitzenden“, einen Vorsitzenden auf Zeit. Die Mitglieder der ersten Kammer, des Repräsentantenhauses wählen ihren eigenen Vorsitzenden, den „Sprecher des Repräsentantenhauses (Speaker)“. Speaker und Pro-Tempore-Vorsitzender sind Mitglieder der jeweils stärksten Partei ihrer Kammer. Speaker ist seit 2023 der Republikaner Mike Johnson, das Amt der Pro-Tempore-Vorsitzenden hat seit 2025 der republikanische Senator Chuck Grassley inne.
Bevor eine Gesetzesvorlage zum Bundesgesetz wird, muss sie sowohl das Repräsentantenhaus als auch den Senat durchlaufen haben. Die Vorlage wird zunächst in einer der beiden Kammern vorgestellt, von einem oder mehreren Ausschüssen geprüft, abgeändert, im Ausschuss abgelehnt oder angenommen und danach in einer der beiden Kammern diskutiert. Sobald sie in dieser Kammer angenommen ist, wird sie an die andere Kammer weitergeleitet. Erst wenn beide Kammern die gleiche Version der Gesetzesvorlage angenommen haben, wird sie dem Präsidenten zur Zustimmung vorgelegt. Der Präsident hat danach die Möglichkeit, das Inkrafttreten des Gesetzes aufzuschieben. Der Kongress kann nach einem solchen Veto eine neue Gesetzesvorlage beschließen oder den Präsidenten mit zwei Dritteln Zustimmung endgültig überstimmen.

#### Exekutive

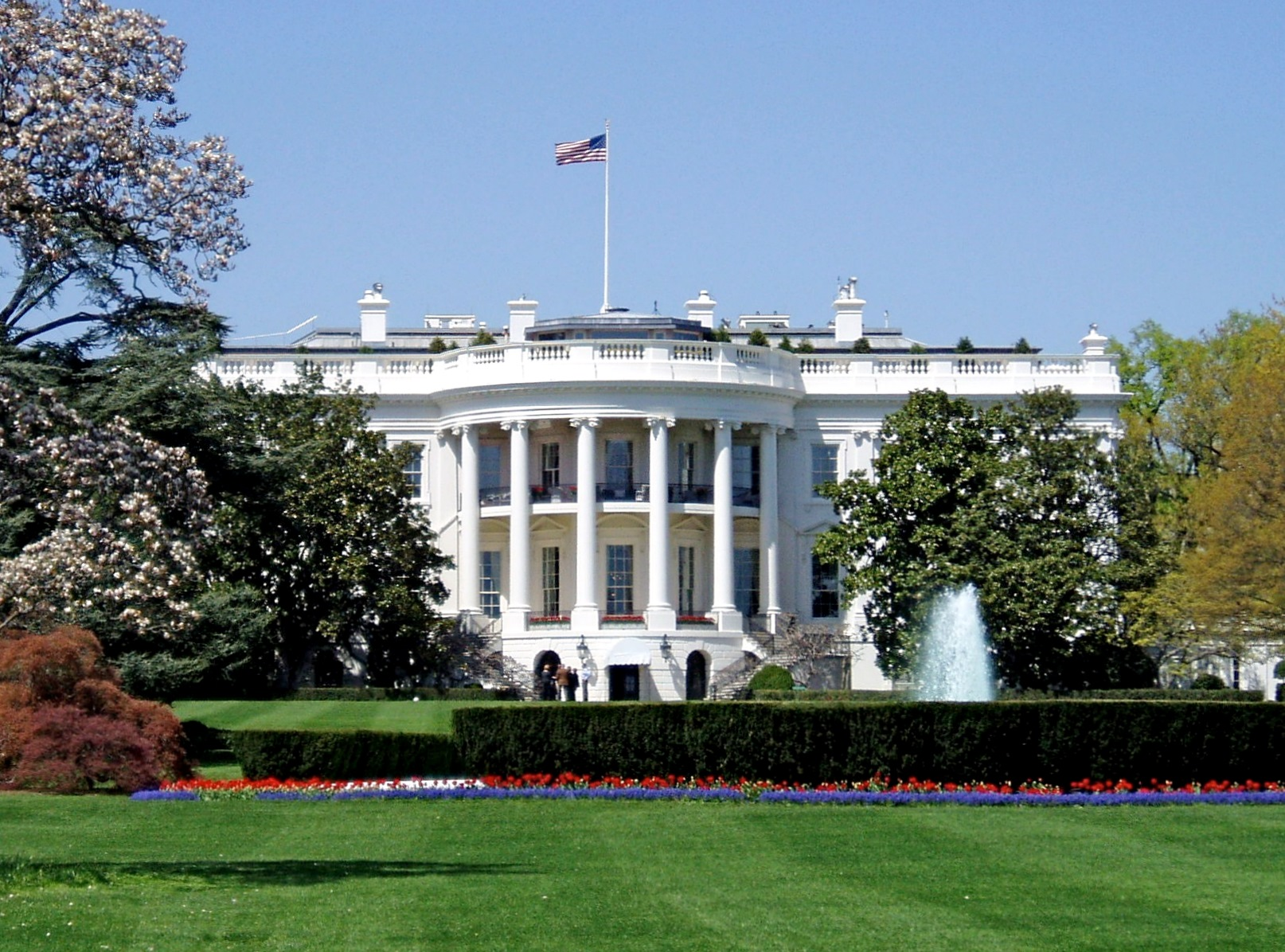
Das Weiße Haus, ein Gebäude in Washington, D.C., ist Amtssitz und offizielle Residenz des Präsidenten der Vereinigten Staaten

Staats- und Regierungschef in Personalunion ist der Präsident, der an der Spitze der Exekutive steht. Er ist ferner Oberbefehlshaber der Streitkräfte der Vereinigten Staaten und bildet gemeinsam mit dem Verteidigungsminister die National Command Authority (NCA), der es alleine obliegt, die Entscheidung über einen Angriff der Vereinigten Staaten mit Kernwaffen zu fällen. Dazu müssen beide Personen unabhängig voneinander dem Nuklearschlag zustimmen. 47. Amtsinhaber ist seit dem 20. Januar 2025 der am 5. November 2024 gewählte Republikaner Donald Trump. Vertreten wird der Präsident durch den mit ihm gewählten Vizepräsidenten. Dieser tritt bei einer vorzeitigen Amtserledigung des Präsidenten bis zum Ablauf der Regierungsperiode vollständig an dessen Stelle, ebenfalls sitzt er dem Senat vor. Derzeitiger Vizepräsident ist der Republikaner JD Vance.

#### Judikative

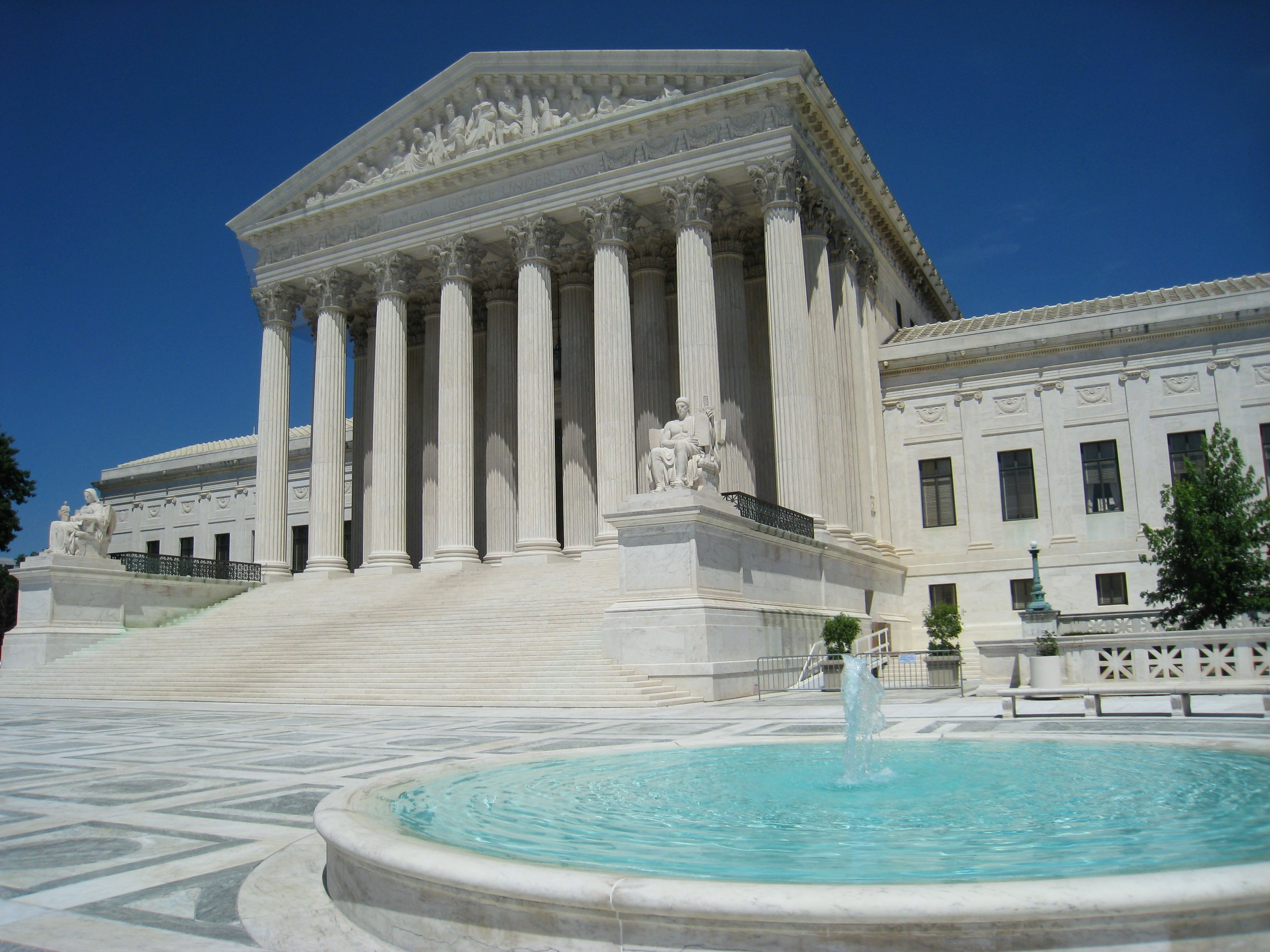
Oberster Gerichtshof in Washington, D.C.

An der Spitze der Judikative, die ebenfalls föderal organisiert ist, steht der Oberste Gerichtshof. Die 1787 in Kraft getretene Verfassung, deren Bestimmungen einklagbar sind, hat eine große Bedeutung im politischen System der Vereinigten Staaten. Es spricht für den Erfolg und die Stabilität dieser Verfassung, dass sie bislang nur 27 Änderungen („amendments“) erfahren hat.

### Parteien und Wahlen
In den Vereinigten Staaten hat sich, durch das relative Mehrheitswahlrecht begünstigt, ein Zweiparteiensystem gebildet. Diese Parteien sind seit der Mitte des 19. Jahrhunderts die Demokraten und die Republikaner. Die Demokraten sind zurzeit die größte Partei mit 72 Millionen registrierten Anhängern (42,6 %), gefolgt von den Republikanern mit 55 Millionen Anhängern (32,5 %) und 42 Millionen Wählern, die ohne Parteipräferenz registriert sind (24,9 %). Dabei lassen sich beide Parteien, denen keine verfassungsgemäße Rolle zugesprochen ist, höchstens rudimentär einer Schematisierung unterwerfen, da sie bereits innerparteiliche Koalitionen von unterschiedlichen Strömungen darstellen.
Themenspezifische politische Strömungen und Interessenvertretungen versuchen eher, Einfluss auf die Abgeordneten und andere Führungskräfte beider Großparteien zu nehmen, als selbstständige Parteien zu gründen. Beispiele dafür sind die American Civil Liberties Union, die fundamental-christliche Moral Majority und die Tea-Party-Bewegung.
Kleinere Parteien wie die Grünen, die Libertäre Partei oder die Kommunistische Partei der USA sind unbedeutend, wenn auch bei Präsidentschaftswahlen mitunter die für den Kandidaten der Grünen abgegebenen Stimmen als – womöglich entscheidender – Nachteil für den demokratischen Kandidaten wahrgenommen werden kann. Ein in den 1990er Jahren zeitweiliger Hauptexponent der Grünen Partei der Vereinigten Staaten war Ralph Nader, der 1996 als Kandidat der Partei in den Präsidentschaftswahlkampf zog und im In- und Ausland als „Verbraucheranwalt“ große Bekanntheit genießt.
Auf der Ebene der Bundesstaaten wurde das Frauenwahlrecht zu unterschiedlichen Zeiten erreicht. In New Jersey hatten vermögende Frauen schon seit 1776 das Wahlrecht und wählten ab 1787. Als das allgemeine Wahlrecht für Männer dort eingeführt wurde, verloren Frauen das Wahlrecht. Schlusslichter waren 1918 Oklahoma, Michigan, South Dakota und Texas (Frauenwahlrecht bei Vorwahlen). In manchen Bundesstaaten wurden auch nach 1920 noch Beschränkungen wie Lese- und Schreibtests und Wahlsteuern benutzt, um Schwarze vom Wählen auszuschließen. Auf Bundesebene sah die Verfassung vom 13. September 1788 beim passiven Wahlrecht zwar keine Beschränkungen in Bezug auf das Geschlecht für die beiden Kammern vor. Explizit wurden aber erst 1920 mit dem Inkrafttreten des 19. Zusatzartikels zur Verfassung der Vereinigten Staaten in den USA alle Einschränkungen des Wahlrechts aufgrund des Geschlechts untersagt, womit Frauen das vollständige Wahlrecht auf allen Ebenen erhielten. Die amerikanische Präsidentschaftswahl von 1920 war die erste, bei der das Frauenwahlrecht zum Tragen kam.

### Politische Indizes
| Name des Index                     | Indexwert    | Weltweiter Rang | Interpretationshilfe | Jahr |
| ---------------------------------- | ------------ | --------------- | --- | ---- |
| Fragile States Index               | 44,5 von 120 | 141 von 179     | Stabilität des Landes: stabiler 0 = sehr nachhaltig / 120 = sehr alarmierend Rang: 1 = fragilstes Land / 179 = stabilstes Land | 2024 |
| Demokratieindex                    | 7,85 von 10  | 28 von 167      | Unvollständige Demokratie 0 = autoritäres Regime / 10 = vollständige Demokratie                                                | 2024 |
| Freedom in the World Index         | 83 von 100   | —               | Freiheitsstatus: frei 0 = unfrei / 100 = frei                                                                                  | 2024 |
| Rangliste der Pressefreiheit       | 65,5 von 100 | 57 von 180      | Erkennbare Probleme für die Pressefreiheit 100 = gute Lage / 0 = sehr ernste Lage                                              | 2025 |
| Korruptionswahrnehmungsindex (CPI) | 65 von 100   | 28 von 181      | 0 = sehr korrupt / 100 = sehr sauber                                                                                           | 2024 |

### Föderale Gliederungen

#### Bundesstaaten
Die Vereinigten Staaten bestehen aus 50 Bundesstaaten.

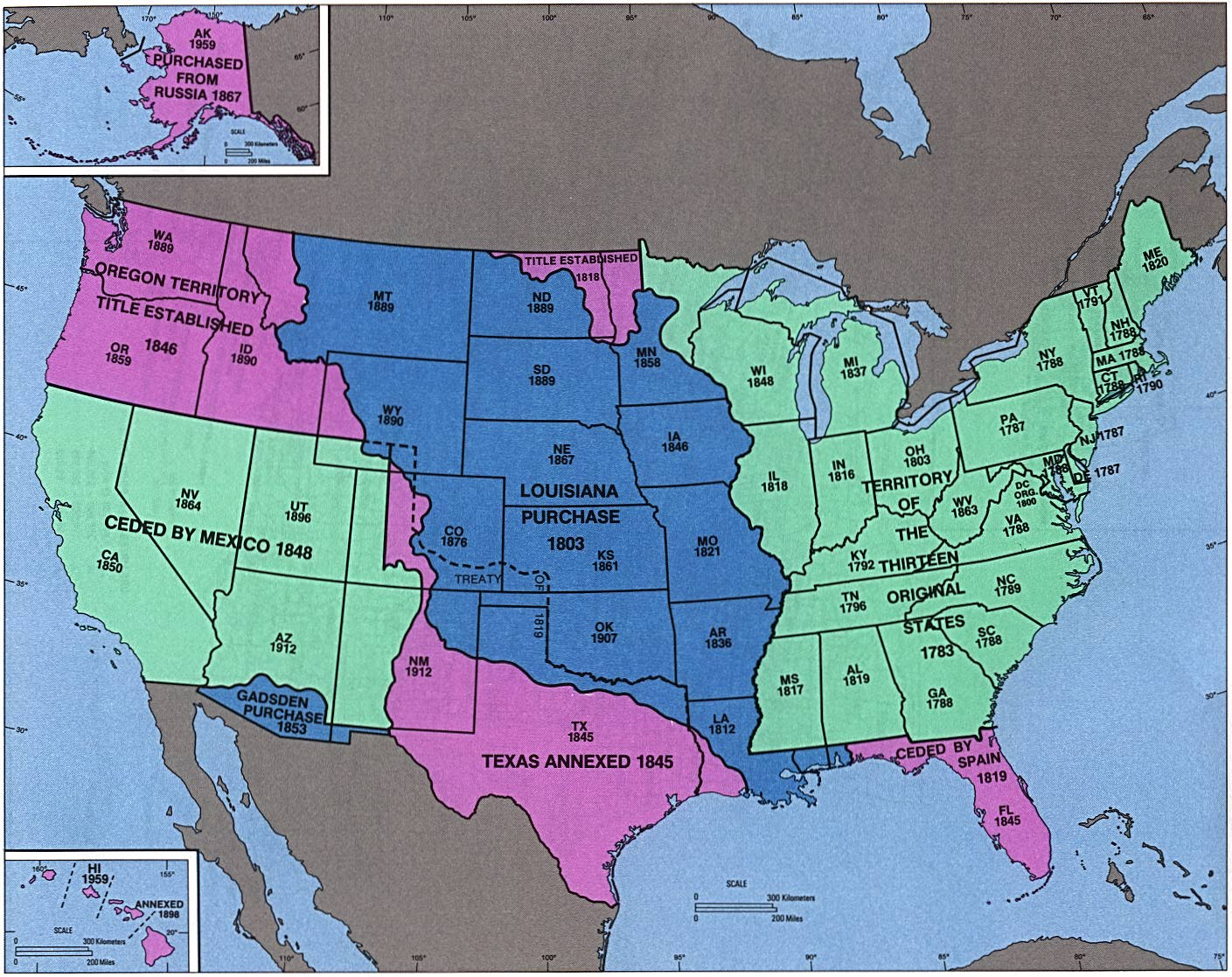
Bundesstaaten nach Jahr des Beitritts zur Bundesverfassung

Das Kernland umfasst 48 der 50 Bundesstaaten sowie den District of Columbia (Bundesdistrikt mit der Hauptstadt Washington D.C.), die innerhalb einer gemeinsamen Grenze liegen (sogenannte „Lower 48“), während Alaska und Hawaii außerhalb des Kernlandes (Continental United States) sind.
Bei der Gründung der Vereinigten Staaten bestanden dreizehn Bundesstaaten, denen sich im Zuge der Westexpansion bis zum Mississippi nach und nach weitere Territorien anschlossen. Nach Texas übersprang die Anschlusswelle die dünn besiedelten Gebirgszüge und setzte sich vor allem mit Kalifornien und Oregon nach der Mitte des 19. Jahrhunderts fort. Diese Entwicklung wurde erst während des Ersten Weltkriegs abgeschlossen. Im Jahr 1959 wurden die pazifische Inselgruppe Hawaii sowie das nordwestlich gelegene Alaska, das über die 100 km breite Beringstraße an Russland grenzt, als Bundesstaaten Teil der Vereinigten Staaten.

#### Verwaltungsgliederung
Im Jahr 2002 gab es in den Vereinigten Staaten laut Zensus- und Volkszählungsbüro 87.900 lokale Regierungseinheiten, einschließlich Ortschaften, Kreise, Siedlungen, Schul- und andere Bezirke. Mehr als drei Viertel der Bürger der Vereinigten Staaten leben in großen Städten oder deren Vorstädten (Liste der Städte in den Vereinigten Staaten).
Ein County ist eine Untereinheit der meisten Bundesstaaten und etwa mit einem Landkreis vergleichbar. In Louisiana heißen sie „Parish“; in Alaska gibt es diese Verwaltungseinheiten nicht, sondern lediglich statistische Unterteilungen. In Virginia und Missouri gibt es zudem Städte, die keinem County zugeordnet sind. Bei Großstädten (zum Beispiel Philadelphia) kommt es vor, dass die Grenzen von Stadt und County gleich sind; die Stadt New York nimmt sogar fünf Countys ein, die jeweils als „Borough“ bezeichnet werden. Nicht selten überschreiten Städte und sogar Dörfer eine County-Grenze. Die Regierungsformen der Countys und deren Befugnisse sind von Staat zu Staat sehr unterschiedlich, manchmal sogar innerhalb eines Staates, wenn das Parlament des entsprechenden Bundesstaates verschiedene Formen zur Auswahl vorgegeben hat. Fast alle nehmen Kredite auf und treiben Steuern ein. Sie haben Angestellte, sind sehr oft für die Beaufsichtigung von Wahlen zuständig und bauen und unterhalten Straßen und Brücken (manchmal im Auftrag des Bundes oder Landes). Sozialhilfeprogramme werden teilweise von ihnen betrieben, teilweise auch von den Townships, die, insbesondere im Mittleren Westen, nicht deckungsgleich mit den Kommunen sind, die mit einer Fläche von 36 Quadratmeilen bei der Landesvermessung aus dem 18. Jahrhundert bestimmt wurden.
Ein besonderer Aspekt bei manchen kleineren Städten, der selten und überwiegend in den Neuenglandstaaten vorkommt, ist das „town meeting“. Einmal im Jahr – bei Bedarf häufiger – kommen alle registrierten Wähler einer Stadt zu einer öffentlichen Versammlung und wählen Beamte, diskutieren die Lokalpolitik und erlassen Gesetze für das Funktionieren der Regierung. Als Gruppe beschließen sie Straßenbau und -ausbesserung, Errichtung von öffentlichen Gebäuden und Einrichtungen, Steuern und den Stadthaushalt. Das „town meeting“, das schon seit zwei Jahrhunderten existiert, ist oft die reinste Form der Demokratie, in der Regierungsgewalt nicht delegiert, sondern direkt und regelmäßig von allen Bürgern ausgeübt wird. Die überwiegende Mehrheit der Bürger kennt jedoch nur die repräsentative Demokratie.

#### Außengebiete
Neben den Bundesstaaten und dem District of Columbia (Gebiet der Hauptstadt Washington, D.C.) gibt es Außengebiete mit unterschiedlich geregelter Autonomie. Die größten Außengebiete sind Puerto Rico in der Karibik und Guam im Pazifik.

### Innenpolitik

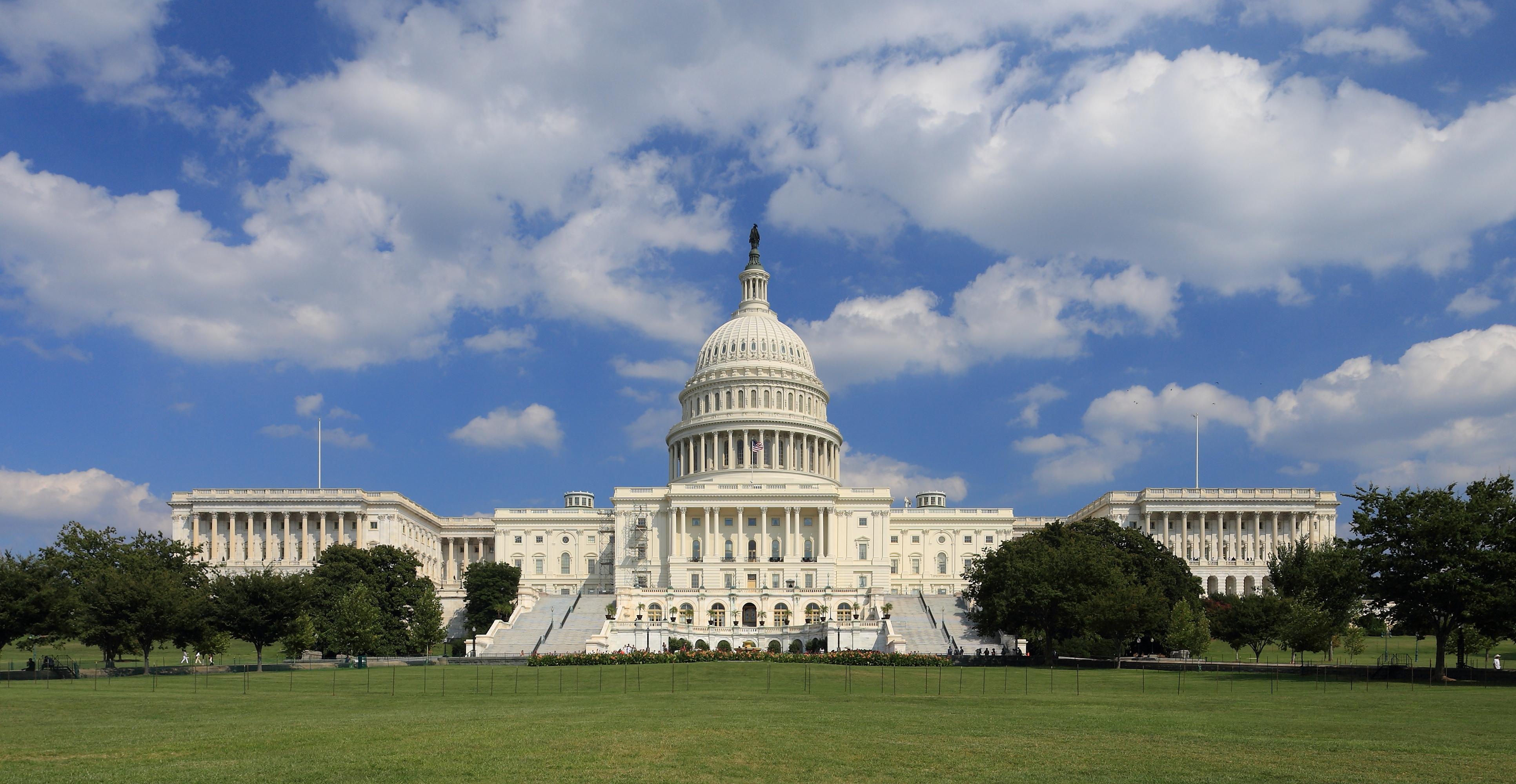
Das Kapitol ist der Sitz des Kongresses der Vereinigten Staaten

Eine wichtige Rolle in der amerikanischen Innenpolitik spielen überwiegend moralisch-ethische Fragen wie beispielsweise die Grenzen der Meinungsfreiheit, das Recht auf Abtreibung, die Berechtigung der Todesstrafe, die politische Anerkennung von Homosexualität, die Rechte von Minderheiten oder die Frage, welche Rolle religiöse Werte im öffentlichen Leben spielen sollen.

#### Waffenrecht
Die meisten Bundesstaaten verfügen über Waffengesetze, die im internationalen Vergleich extrem liberal sind. Das Recht auf den Besitz von Waffen wird in den Vereinigten Staaten traditionell hochgeschätzt, da es durch den zweiten Zusatzartikel der Verfassung („[…] right to bear arms […]“) geschützt ist. Privatpersonen können daher ohne größere Schwierigkeiten Schusswaffen und Munition erwerben und die Waffen offen tragen. Insgesamt gibt es in den Vereinigten Staaten mehr als 200 Millionen Pistolen und Gewehre in Privatbesitz.
Die bestehende Gesetzeslage ist in den Vereinigten Staaten umstritten. Ihre Kritiker sehen darin eine Ursache für die hohe Anzahl von jährlich 350.000 bewaffneten Verbrechen und 11.000 Mordopfern sowie insbesondere den zahlreichen Amokläufen vornehmlich in Schulen und Hochschulen, da Verbrecher sich leichter bewaffnen könnten. Die Befürworter liberaler Waffengesetze wie die National Rifle Association (NRA) bestreiten diesen Zusammenhang und verweisen auf niedrige Mordraten in Ländern wie der Schweiz, Kanada oder Neuseeland, in denen ebenfalls überproportional viele Waffen in Privatbesitz sind. Des Weiteren argumentieren sie, dass Kriminelle überwiegend illegal in den Besitz von Waffen gelangen würden, weshalb Privatpersonen wenigstens die Möglichkeit zur Verteidigung gegeben werden solle.

#### Gesundheitspolitik
| Zeitraum  | Lebens- erwartung in Jahren | Zeitraum  | Lebens- erwartung in Jahren |
| --------- | --------------------------- | --------- | --------------------------- |
| 1950–1954 | 68,6                        | 1985–1989 | 74,8                        |
| 1955–1959 | 69,6                        | 1990–1994 | 75,6                        |
| 1960–1964 | 70,1                        | 1995–1999 | 76,4                        |
| 1965–1969 | 70,3                        | 2000–2004 | 77,1                        |
| 1970–1974 | 71,3                        | 2005–2009 | 78,1                        |
| 1975–1979 | 73,2                        | 2010–2014 | 78,9                        |
| 1980–1984 | 74,3                        | 2015–2019 | 78,9                        |

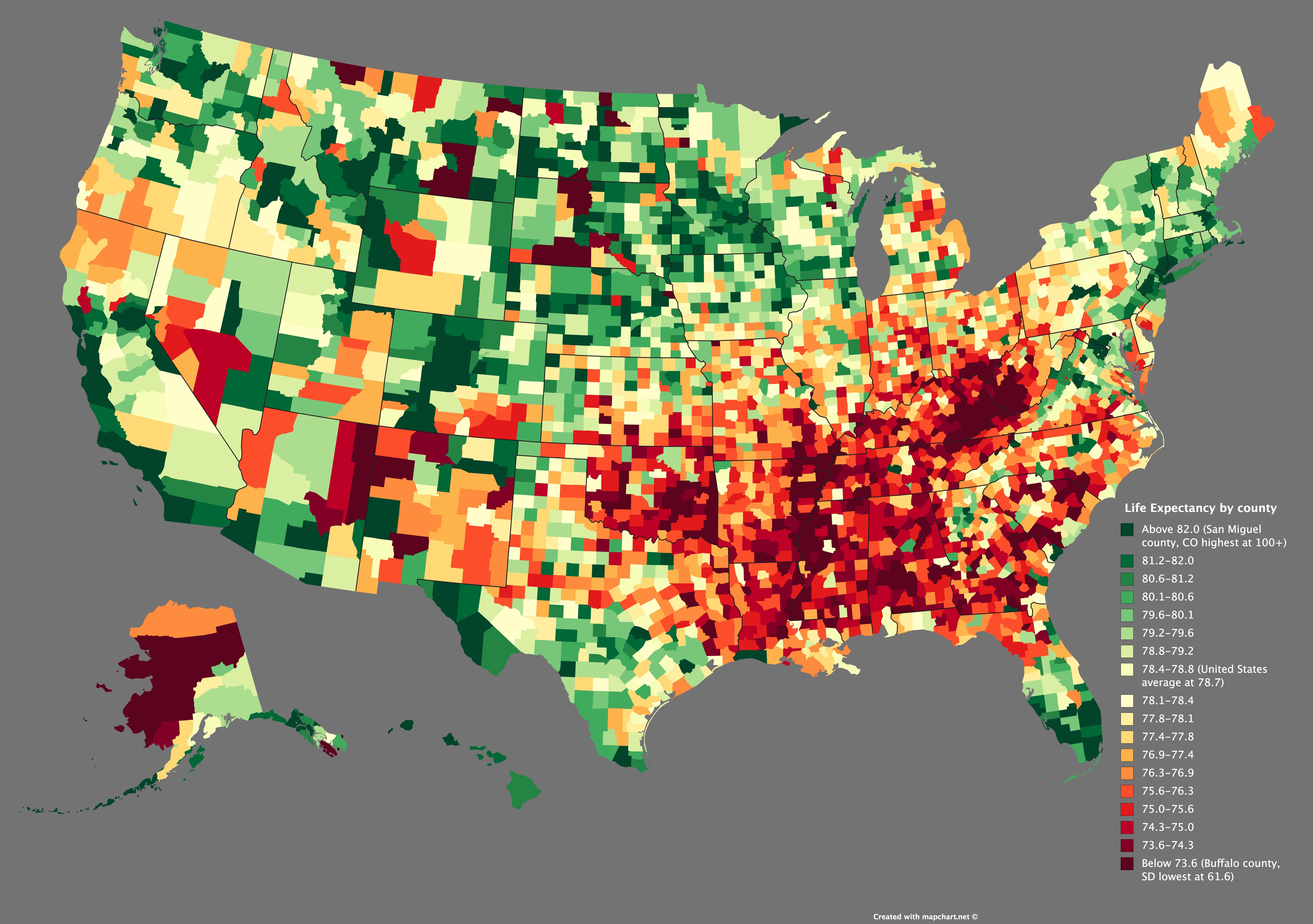
Lebenserwartung nach County (2018)

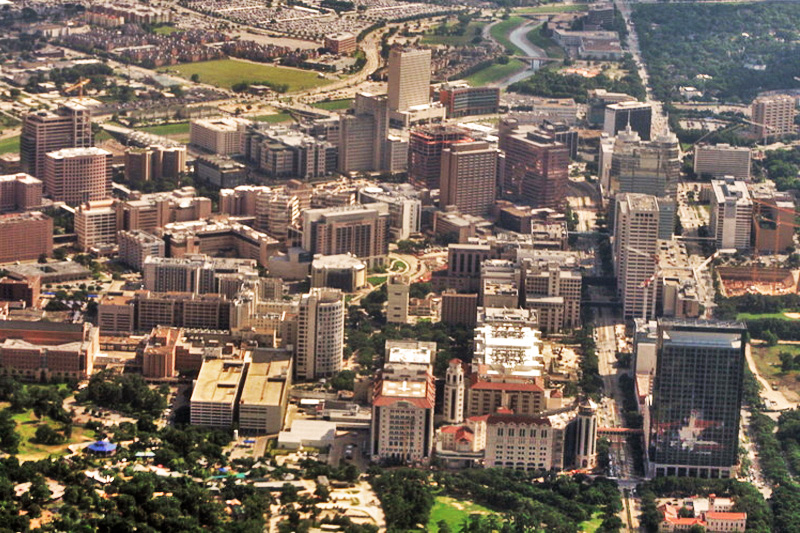
Das Texas Medical Center, der größte medizinische Gebäudekomplex der Erde

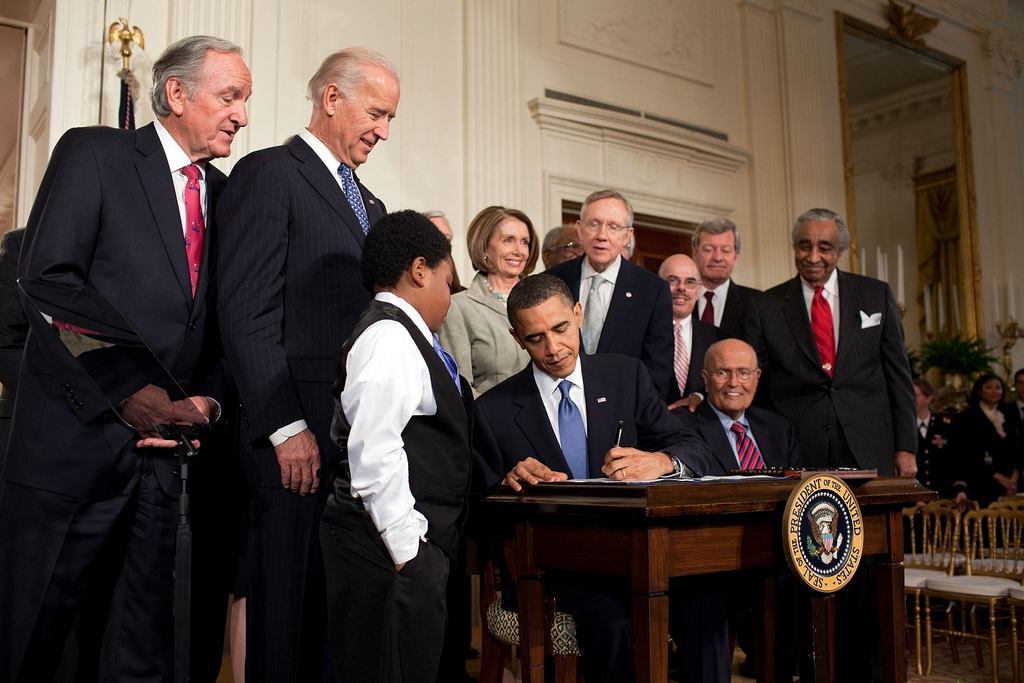
Unterzeichnung des Patient Protection and Affordable Care Act

Das Gesundheitssystem der Vereinigten Staaten ist – besonders in der Forschung – teilweise Weltspitze, auf anderen Gebieten hingegen – vor allem in der allgemeinen Patienten- und Versicherungsversorgung – zum Teil in einem desolaten Zustand. Jährlich werden etwa 1,8 Billionen US-Dollar für das Gesundheitssystem aufgewendet. Dies sind etwa 17 Prozent der gesamten US-amerikanischen Wirtschaftsleistung. Das ist im Vergleich zu Deutschland nahezu das Doppelte pro Kopf. Rund 47 Millionen Amerikaner, etwa 16 % der Gesamtbevölkerung, sind nicht krankenversichert – das jedoch nicht ausschließlich aus Einkommensgründen (rund ein Drittel der Nicht-Versicherten verfügt über ein Haushaltseinkommen von 50.000 Dollar und mehr) beziehungsweise wegen zu hohen Alters und des damit verbundenen Krankheitsrisikos (rund 40 Prozent der Nicht-Versicherten sind zwischen 18 und 35 Jahre alt). Hinzu kommt eine hohe Dunkelziffer an illegalen Einwanderern, die ebenfalls keine Krankenversicherung haben. Viele derjenigen, die versichert sind, müssen bei sämtlichen ärztlichen Leistungen zuzahlen, andere, die in einer Krankenversicherung (HMO) sind, müssen bürokratische Papierkriege und lange Wartezeiten bei Einschränkung der Arztauswahl erdulden. 1993 scheiterte Präsident Clinton mit dem Versuch der Einführung einer einheitlichen gesetzlichen Krankenpflichtversicherung. Im Jahr 2010 wurden unter Präsident Obama Gesetze verabschiedet, durch die das Gesundheitssystem bis 2018 nach und nach reformiert werden soll. Der Ende 2016 gewählte neue Präsident Donald Trump kündigte an, die Gesundheitsreform wieder vollständig oder teilweise abzuschaffen und zu ersetzen.
Das hohe Ausmaß von Übergewicht hat im 21. Jahrhundert den Charakter einer nationalen Gesundheitskrise angenommen. Laut Daten der Weltgesundheitsorganisation waren 2014 67,8 Prozent der volljährigen Amerikaner übergewichtig und 33,7 % der über 300 Millionen Einwohner sogar stark übergewichtig. Dies ist eine der höchsten Quoten weltweit und verursacht jährlich Kosten von hunderten Milliarden Dollar.
Die Lebenserwartung lag 2022 in den Vereinigten Staaten laut The World Factbook bei 80,6 Jahren und damit weltweit auf Platz 46, Das ist im Vergleich zu 1984 eine Verschlechterung um 23 Plätze und einer der schlechtesten Werte in der entwickelten Welt. Als Gründe werden fehlende Krankenversicherungen und Adipositas genannt. Die Lebenserwartung der schwarzen Bevölkerung liegt bei 73,3 Jahren. Hinzu kommen die Risiken der Armut. So waren im Dezember 2009 38,97 Millionen Menschen auf Lebensmittelmarken angewiesen. 2013 waren es 47 Millionen Menschen in 23 Millionen Haushalten, das sind 20 % aller US-Haushalte.

#### Sozialpolitik
Die Vereinigten Staaten sind ein Sozialstaat, in dem Transferleistungen häufig von Bundesregierung und Bundesstaaten gemeinsam finanziert und organisiert werden. Gesetzliche Regelungen der Bundesstaaten können erheblichen Einfluss auf die Sozialpolitik ausüben. Eine grundlegende soziale Absicherung im Alter erbringt auf Bundesebene die öffentliche Rentenversicherung Social Security.

#### Energie- und Umweltpolitik

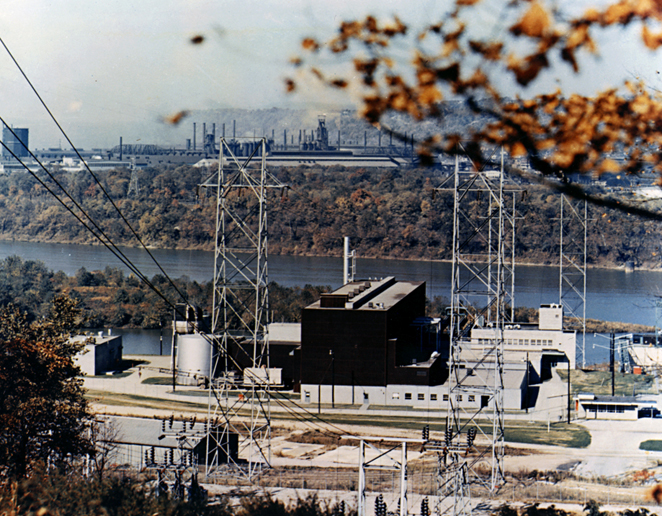
Das erste kommerzielle Kernkraftwerk in Shippingport

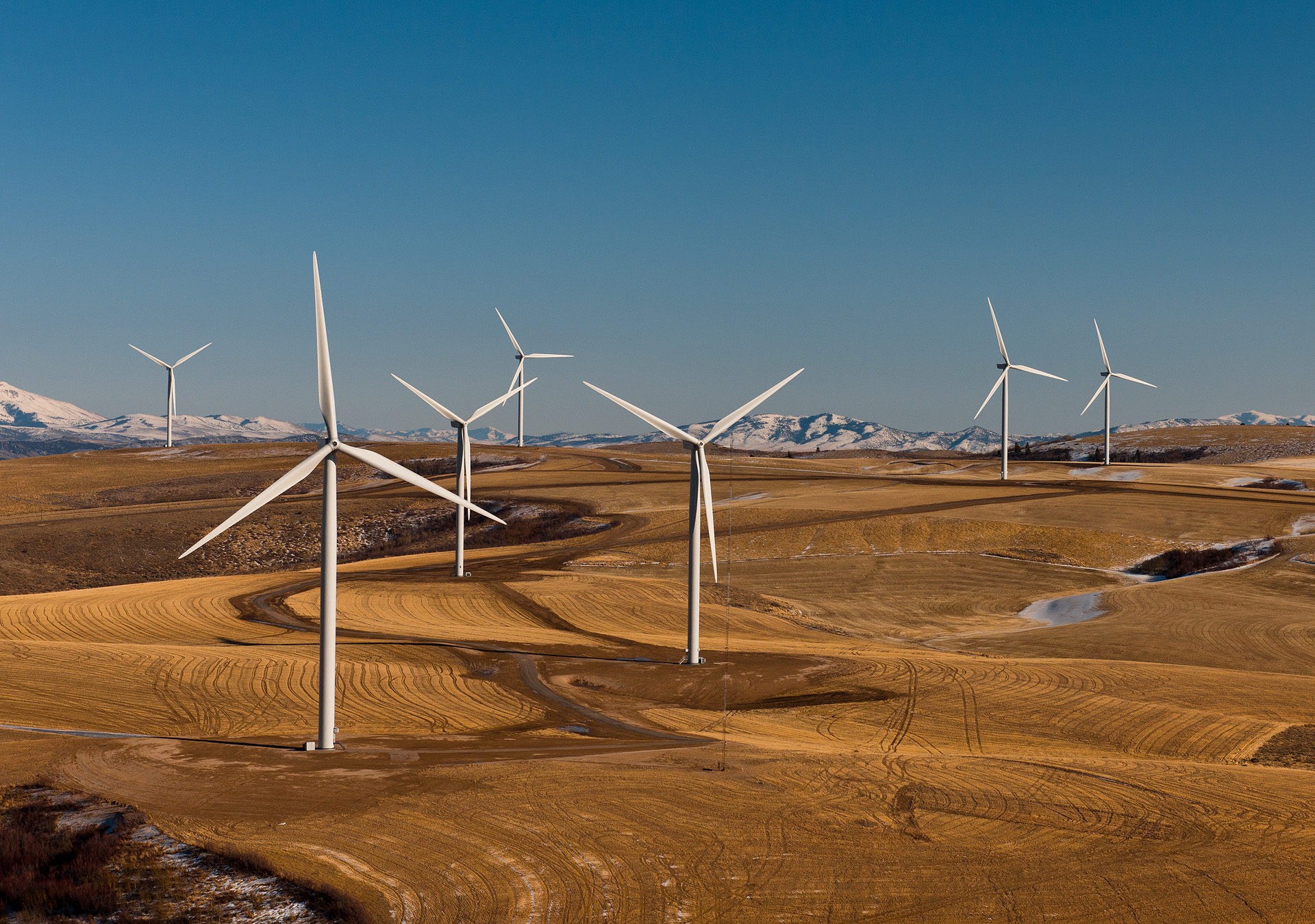
Power County Windpark in Idaho

Die Vereinigten Staaten haben nach China den zweitgrößten CO2-Ausstoß der Welt. Der Anteil an den weltweiten CO2-Emissionen beträgt 17,7 Prozent (Jahr 2011).
Beim Klimaschutz-Index 2020 (Stand Dezember 2019) lagen die USA auf Platz 61 und damit auf dem letzten Platz aller untersuchten Staaten. Sie schnitten in allen bewerteten Kategorien sehr schlecht ab. Insbesondere wurde der Mangel an einer nationalen Klimaschutzstrategie sowie der unter Präsident Trump vollzogene Ausstieg aus dem internationalen Klimaschutzabkommen kritisiert.
In den Vereinigten Staaten steigt der Anteil der erneuerbaren Energien leicht an. 2017 erreichten sie beim Energieverbrauch einen Anteil von 11 Prozent, bei der Energieproduktion 17 Prozent.
2002 veröffentlichte die Regierung eine Strategie, die Treibhausgase der US-Wirtschaft um 18 Prozent zu vermindern (bis 2012). Das sollte zu einer Senkung der CO2-Emissionen von 160 Millionen Tonnen führen. International werden die Maßnahmen als völlig unzureichend kritisiert. Bill Clinton ließ gegen Ende seiner Amtszeit zwar das Kyoto-Protokoll unterzeichnen, was wegen fehlender Ratifizierung durch den Kongress nicht verbindlich ist. Die Schwellenländer seien im Vertragswerk nicht zur Reduzierung der Treibhausgas-Emissionen verpflichtet worden, zudem spielt ein starkes Souveränitätsbewusstsein, vor allem im Senat, eine wichtige Rolle.
Umweltkatastrophen und Aktionen von Umweltschützern, unter ihnen der ehemalige Präsidentschaftskandidat Al Gore, haben einen Bewusstseinswandel eingeleitet. Barack Obama leitete einen Kurswechsel in der Klimapolitik ein. Im Dezember 2012 erklärte er den Kampf gegen den Klimawandel zu einem der drei wichtigsten Themen für die neue Amtszeit. In seiner Rede zur Amtseinführung im Januar 2013 hob er den Kampf gegen den Klimawandel und den Ausbau erneuerbarer Energien als Priorität für die kommenden Jahre heraus und kündigte einen Fokus auf erneuerbaren Energien an, in denen die USA führend werden sollten, statt die weltweite Entwicklung zu ignorieren.
In den Vereinigten Staaten werden Klimawandel und Importabhängigkeit von Öl vor allem auch unter Aspekten der internationalen Sicherheit diskutiert.
Die Klimaschutzpolitik setzte bisher vorrangig auf freiwillige Maßnahmen und Forschungsförderung. Einige Bundesstaaten (insbesondere Kalifornien) setzten strengere Regeln durch. Die wichtigste Umweltbehörde auf Bundesebene ist die Environmental Protection Agency (EPA), die Umweltschützer für ihre geringe Aktivität kritisieren.

### Außen- und Sicherheitspolitik

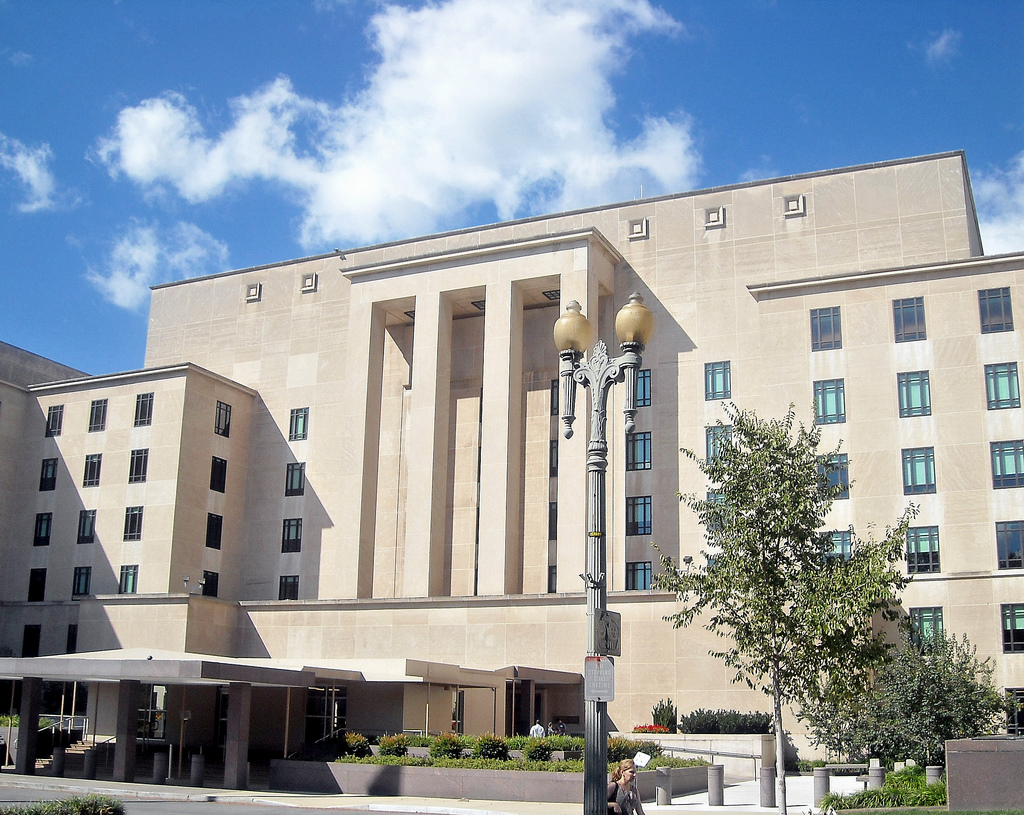
Das Harry S. Truman Building beheimatet das Außenministerium der Vereinigten Staaten

Der Außenpolitik der Vereinigten Staaten liegt eine Haltung zugrunde, die große Übereinstimmungen mit dem politischen Realismus aufweist. Diesem steht ein seit der Unabhängigkeitsbewegung ungebrochener und ungewöhnlich starker Idealismus gegenüber, deren Ursprung in den antieuropäischen Affekten der Revolution liegt und in einigen außenpolitischen Denkschulen den Glauben an einen historisch einmaligen Auftrag der Vereinigten Staaten begründet (American Exceptionalism, zu Deutsch „amerikanische Einzigartigkeit“). Trotz häufiger Spannungen zwischen Anspruch und Praxis besteht diese Bipolarität der amerikanischen Außenpolitik wegen vieler Übereinstimmungen fort. Beispielsweise konvergiert das Ideal der größtmöglichen Vertragsfreiheit in einer liberalen Gesellschafts- und Weltordnung mit der wirtschaftlichen Abhängigkeit der Vereinigten Staaten vom Überseehandel im Eintreten für den Freihandel.

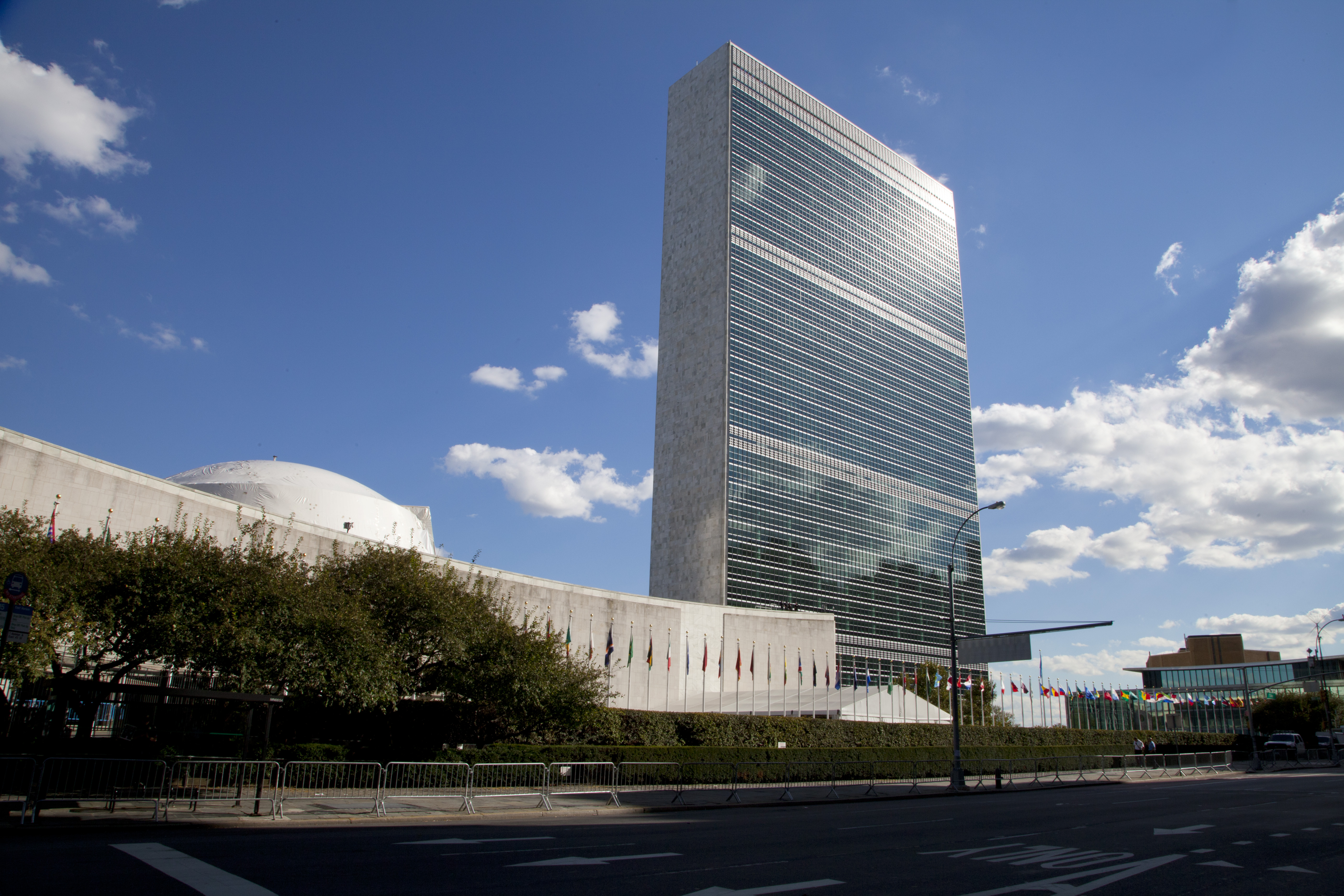
Der Hauptsitz der Vereinten Nationen in New York City

Zu den realpolitischen Interessen, für welche die offizielle Außenpolitik der Vereinigten Staaten eintritt, zählt neben der Garantie weltweiter Sicherheit ihrer Staatsbürger und derer Angehöriger die Sicherung der Vereinigten Staaten vor Angriffen von außen und die ständige Verfügbarkeit von Ressourcen, die für die Wirtschaft des Landes von zentraler Bedeutung sind. Die ideellen Interessen, die das langfristige Handeln der Vereinigten Staaten leiten und rechtfertigen sollen, bestehen im Eintreten für die Menschenrechte, in der demokratisch-plebiszitären politischen Gestaltung souveräner Staaten durch deren Staatsvölker und ein globales marktwirtschaftliches System.
In ihrer konkreten Umsetzung hat sich die Außenpolitik zunehmend von einer passiven zu einer gestaltenden Rolle hin entwickelt. Von ihrer Gründung bis in den Zweiten Weltkrieg hinein überwog der Isolationismus, also die bewusste Vernachlässigung der Außenpolitik zugunsten der inneren Entwicklung und Kultivierung. Drückte sich diese Haltung in der Konsolidierungsphase des Landes durch die Monroe-Doktrin am stärksten aus, lockerte sie sich im Zeitalter des Imperialismus bis zum Ersten Weltkrieg zunehmend, um durch den Angriff auf Pearl Harbor völlig diskreditiert zu werden. Sogleich gewann der Internationalismus amerikanischer Prägung durch die Konfrontation mit der Sowjetunion im Kalten Krieg schlagartig an Bedeutung. Gestützt wurde dieser von einer institutionalistischen Praxis, also der Gründung transnationaler Gremien zur langfristigen Kooperation mit Staaten. Das geschah entweder im Verbund mit Staaten, die ähnliche Interessen vertraten, um diese zu stärken, oder zur Überbrückung politischer Differenzen mit Staaten, die gegensätzliche Interessen hatten. Die Vereinigten Staaten sind daher Initiatoren und Mitbegründer zahlreicher multinationaler Gremien und Organisationen, wie den Vereinten Nationen, der Welthandelsorganisation (ehemals GATT), der Weltbank und der NATO oder der KSZE. Zugleich verwahrt sich die Politik der Vereinigten Staaten seit ihrem Bestehen gegen eine mögliche Beschneidung der eigenen Souveränität durch internationale Abkommen. So lehnen die Vereinigten Staaten etwa die Unterzeichnung internationaler Klimaschutzabkommen wie des Kyoto-Protokolls, die Unterstützung des Internationalen Strafgerichtshofes und der Ottawa-Konvention gegen die Verbreitung von Antipersonenminen ab. Bilaterale Handels- und Verteidigungsabkommen spielen daher trotz ihres Universalanspruches eine wesentlich größere Rolle als beispielsweise bei den meisten Mitgliedern der Europäischen Union.

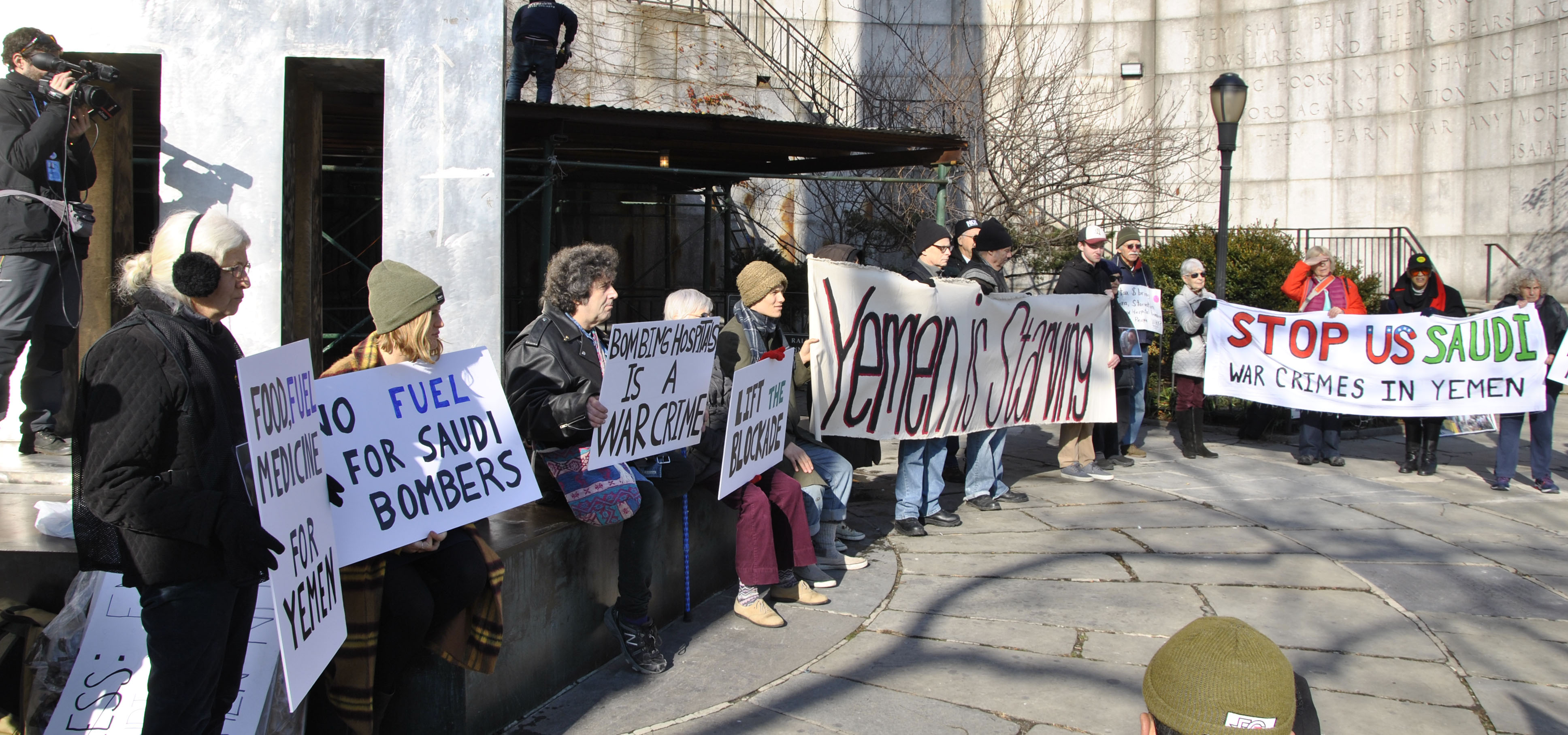
Protest gegen den Krieg im Jemen, New York City (2017)

Abhängig vom innenpolitischen weltweiten Fokus räumen die Vereinigten Staaten einzelnen außenpolitischen Anstrengungen Priorität ein und summieren diese zu moralisch verstärkten Begrifflichkeiten. Dazu zählen der „Krieg gegen den Terror“ (War on Terrorism), der Krieg gegen Drogen (War on Drugs) und der Kampf gegen Armut (War on Poverty).
Durch die überragende politische, wirtschaftliche wie auch militärische Position der Vereinigten Staaten und ihre zunehmend offensive Einflussnahme auf Politik und Wirtschaft der gesamten Staatengemeinschaft polarisiert die Außenpolitik des Landes wie sonst kaum eine andere. Kritisiert werden vor allem die zahlreichen militärische Interventionen im Ausland, die durch die Globalisierung verursachten weltweiten sozialen Umwälzungen, Menschenrechtsverletzungen im Umgang mit mutmaßlichen Terroristen und Kriegsgefangenen, die weltweite automatisierte Massenüberwachung sowie die teils unrechtmäßige Einflussnahme bzw. Operationen der CIA im Ausland. Der Umfang der Tätigkeiten der US-Geheimdienste übersteigt diejenigen anderer demokratischer Staaten bei weitem.
Verbündete der Vereinigten Staaten finden sich unter anderem in der NATO. Darüber hinaus unterhalten sie enge diplomatische und strategische Beziehungen zu Nationen außerhalb der NATO (siehe Major non-NATO ally). Teils handelt es sich dabei um demokratisch und marktwirtschaftlich orientierte Länder, die sich von benachbarten politischen Akteuren existenziell bedroht sehen, wie zum Beispiel Israel, Südkorea oder Taiwan, teils um durch historische Vorgänge eng verbündete Staaten wie Japan, die Philippinen und Australien und teils um vor allem strategisch wichtige Partner wie Pakistan, Jordanien und Kuwait. Die mit Abstand stärksten Beziehungen unterhalten die Vereinigten Staaten mit dem Vereinigten Königreich, das einzige Land, mit dem sie selbst in so sensiblen Bereichen wie der Nukleartechnologie zusammenarbeiten. Die Vereinigten Staaten betreiben weltweit nach eigenen Angaben 766 Militärstützpunkte unterschiedlicher Größe in 40 Ländern (davon 293 in Deutschland, 111 in Japan und 105 in Südkorea; Stand von 2006).

### Militär

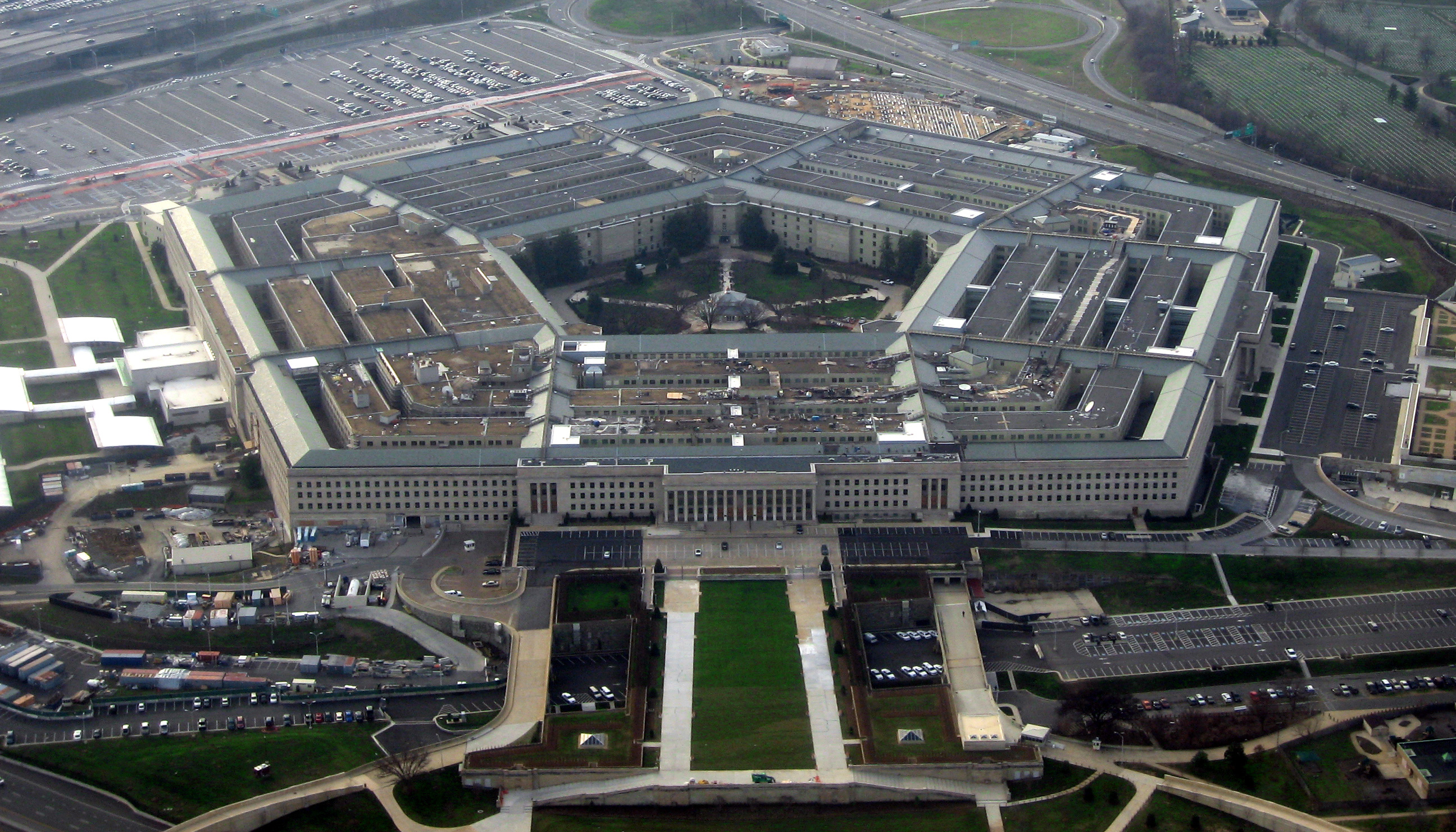
Das Pentagon bei Washington ist der Hauptsitz des amerikanischen Verteidigungsministeriums

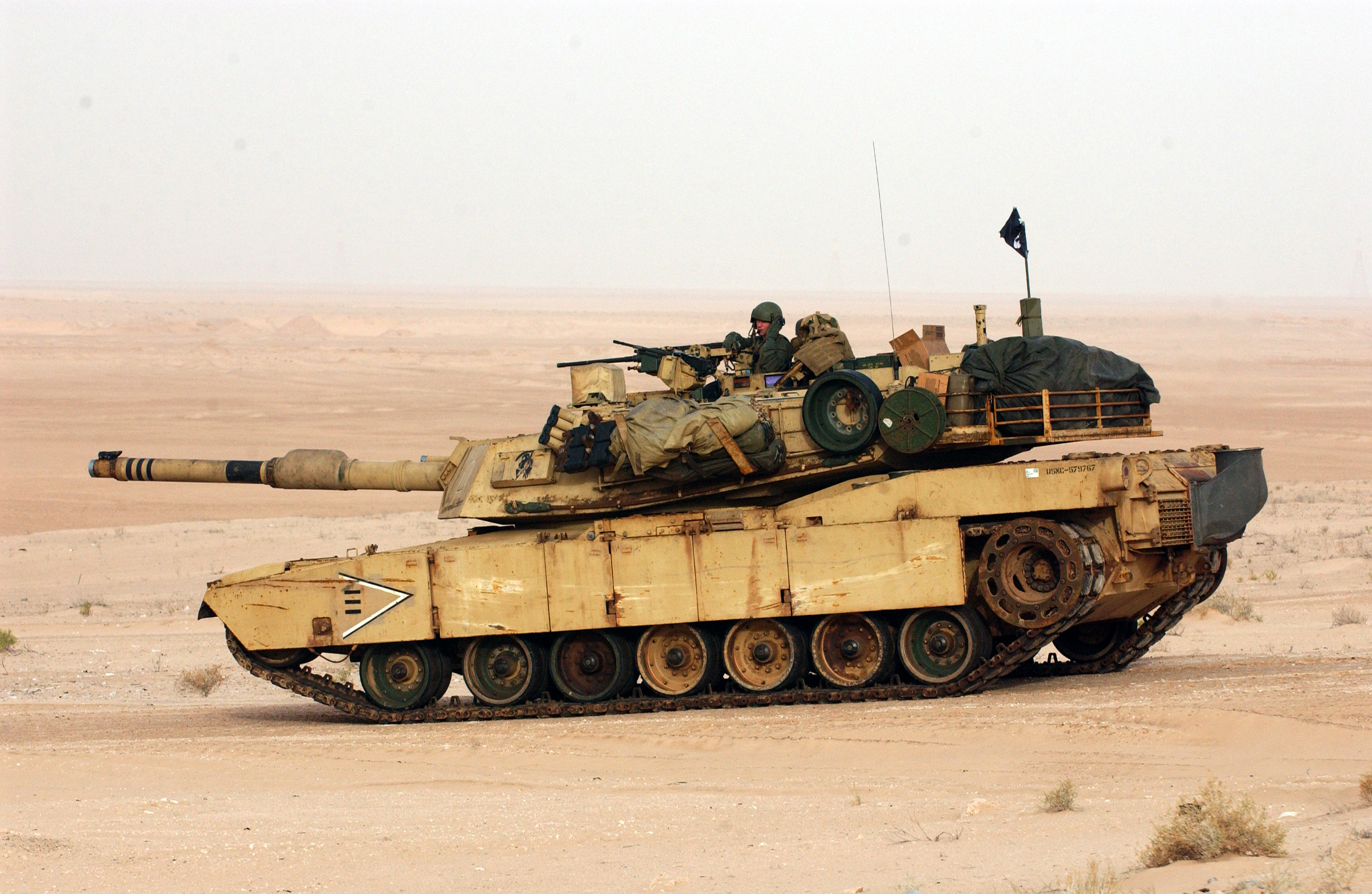
Die U.S. Army und das US Marine Corps verfügen zusammen über 5970 M1 Abrams-Kampfpanzer

Weltweite militärische Beziehungen und Präsenz der Vereinigten Staaten

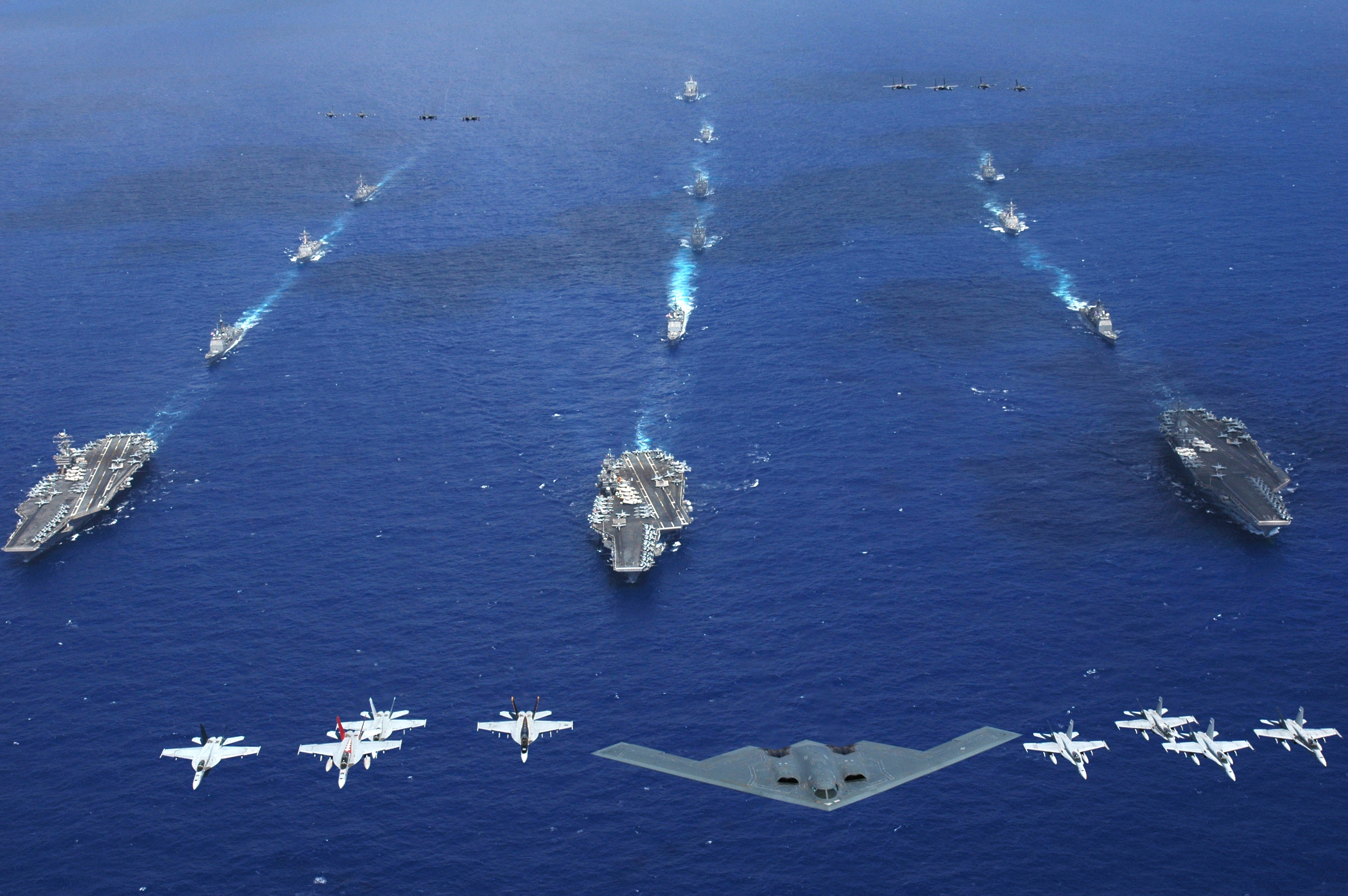
Die Flugzeugträger-Kampfverbände der Kitty Hawk, Ronald Reagan und Abraham Lincoln mit Kampfflugzeugen des Marine Corps, der Navy und der Air Force

Die Streitkräfte der Vereinigten Staaten sind das kostenintensivste und in Zahlen nach der chinesischen Volksbefreiungsarmee zweitgrößte Militär der Welt. Sie sind global aufgestellt; die geltende Armeedoktrin sieht vor, dass die Vereinigten Staaten in der Lage sein müssen, weltweit gleichzeitig zwei regionale Kriege siegreich führen zu können. Die Streitkräfte sehen sich zunehmend der asymmetrischen Kriegführung ausgesetzt. Diese Entwicklung ist in ihrer Geschichte vor allem ab dem Vietnamkrieg eingetreten.
In den Vereinigten Staaten ist der Präsident der Oberbefehlshaber der nationalen Streitkräfte und beruft deren Vorsitzende, den Verteidigungsminister und die Joint Chiefs of Staff. Das Verteidigungsministerium verwaltet die bewaffneten Streitkräfte, die unterteilt sind in Heer (Army; etwa 561.000 Soldaten), Luftwaffe (Air Force; etwa 336.000 Soldaten), Marine (Navy; etwa 330.000 Soldaten) und Marineinfanterie (Marine Corps; etwa 202.000 Soldaten), gesamt ca. 1.430.000 Soldaten per 30. April 2011.
Die Küstenwache (Coast Guard; rund 44.000 Mann) ist eine zivile Einrichtung, die im Frieden dem Ministerium für Innere Sicherheit unterstellt ist und im Kriegsfall dem United States Department of the Navy unterstellt werden kann. Es verfügt nur über relativ begrenzte militärische Kapazitäten. Darüber hinaus unterhält jeder Bundesstaat Einheiten der Nationalgarde (National Guard). Das sind Milizverbände, die normalerweise dem Gouverneur des jeweiligen Bundesstaates unterstellt sind, aber auf Weisung des Präsidenten als Teil der Armee im Ausland eingesetzt werden können. Der Militärdienst ist freiwillig, obwohl die Einberufung in Kriegszeiten durch das Selective Service System ergehen kann.
Des Weiteren sind die Bundesstaaten befugt, eigene Militäreinheiten einzurichten, die sogenannten Staatsgarden, je nach Staat als State Guard, State Military, State Defence Force, State Militia oder State Military Reserve bezeichnet. Diese unterscheiden sich von den Nationalgarden darin, dass sie nicht unter den Befehl des Bundes gestellt werden können und die Bundesstaaten nicht verpflichtet sind, sie einzurichten. Daher unterhalten derzeit nur 22 Bundesstaaten und das Territorium Puerto Rico solche Militäreinheiten.
Die Vereinigten Staaten waren die erste Atommacht der Welt und haben mit den Atombombenabwürfen auf Hiroshima und Nagasaki als bislang einziger Staat in einem Krieg Kernwaffen eingesetzt. Amerikanische Rüstungsunternehmen sind vor allem in der Luftfahrt weltweit führend. Hinsichtlich Heereswaffen verlieren die US-Rüstungsunternehmen an Bedeutung. Die Militärausgaben der Vereinigten Staaten beliefen sich 2023 auf rund 916 Milliarden US-Dollar. Seit Beginn der Aufzeichnungen der World Bank 1990 sind die Vereinigten Staaten ununterbrochen das Land mit den weltweit höchsten jährlichen Militärausgaben. Die Militärausgaben der Vereinigten Staaten waren 2023 höher als die von China, Russland, Indien, Saudi-Arabien, dem Vereinigten Königreich, Deutschland, der Ukraine, Frankreich und Japan – die neun Ländern mit den nächsthöchsten Militärausgaben – zusammen.
Militärische Entwicklungen, gerade technologischer Art, sind vor allem für die Verbündeten der Vereinigten Staaten in der NATO wegweisend. Die staatskritische Tendenz, die dazu führte, dass das Militär der Vereinigten Staaten in seiner Geschichte bis zum Eintritt der Vereinigten Staaten in den Zweiten Weltkrieg eine geringe Größe hatte, wurde im Kalten Krieg zunehmend von der Angst vieler Amerikaner vor dem Kommunismus überlagert. Dadurch ist die ursprüngliche Idee, dass das Militär als äußerstes Instrument staatlicher Gewalt eine Gefahr für die Bürger darstellt, im Schwinden begriffen.
Seit dem Zweiten Weltkrieg hat sich für die Vereinigten Staaten die Unterstützung befreundeter Nationen durch größere Waffenlieferungen als probates Mittel zur passiven Unterstützung in Krisenzeiten bewährt. Im Zweiten Weltkrieg ermöglichte das Leih- und Pachtgesetz die Lieferung von schwerem Gerät zuerst an Großbritannien und den Commonwealth, später auch an die Sowjetunion, was das militärische Gleichgewicht stark zu Ungunsten der Achsenmächte verschob. Nach dem Zweiten Weltkrieg wurde etwa Persien durch Lieferung von modernen Flugzeugen, Panzern und Raketen zur Vormachtstellung im Nahen Osten verholfen. Als sich durch Umsturz des Schahregimes die Freundschaft zu den Vereinigten Staaten in Feindschaft umkehrte, gingen die Vereinigten Staaten in den 1980er Jahren zur Belieferung des Irak unter Saddam Hussein über, der sich dem Westen als Gegner des Iran anbot und den Ersten Golfkrieg gegen den Iran führte.

### Menschenrechte
Die Vereinigten Staaten haben mit der Ratifizierung verschiedener Konventionen bestimmte Pflichten übernommen, die auch die Überprüfung der Situation der Menschenrechte in den Vereinigten Staaten durch den Menschenrechtsrat der UNO beinhalten. Dennoch wird häufig Kritik an der Situation der Menschenrechte in den Vereinigten Staaten, insbesondere von privaten Non-Governmental Organizations wie Amnesty International und Human Rights Watch, geäußert: Human Rights Watch beispielsweise kritisiert insbesondere die bis heute praktizierte Todesstrafe, Misshandlungen durch Polizei, Justiz oder Militär, die überfüllten Gefängnisse und zum Teil menschenunwürdige Haftbedingungen. Diese verstoßen zum Teil gegen die UN-Antifolterkonvention und anderen internationalen Standards humaner Behandlung. So müssen Gefangene zum Beispiel häufig 23 Stunden in Einzelhaft verbringen, das Licht brennt 24 Stunden am Tag, und körperliche Bewegung ist nur an vier Stunden pro Woche in einer kleinen Zelle erlaubt.

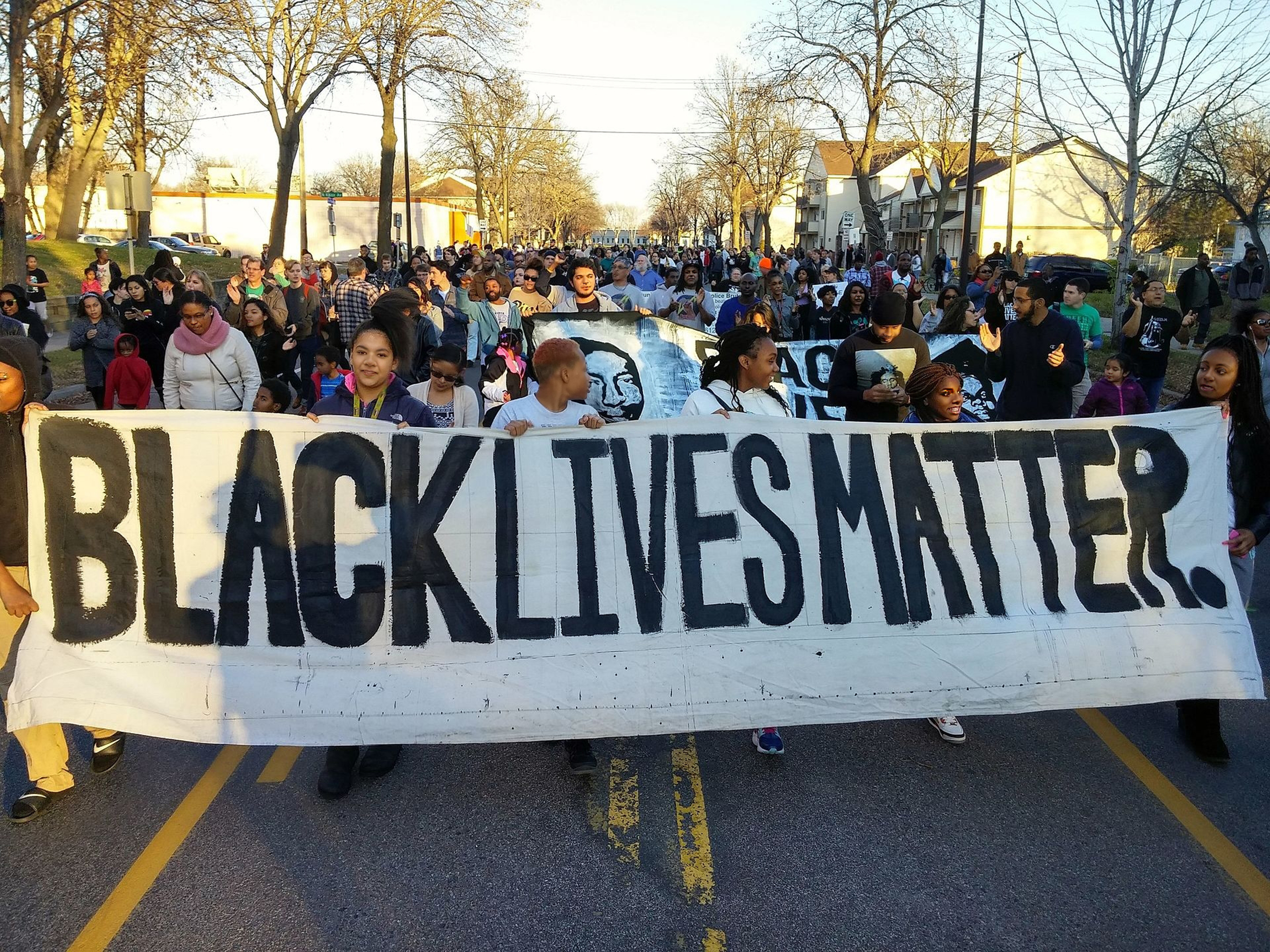
Black Lives Matter protestieren gegen Polizeibrutalität in Minneapolis, Minnesota

An dieser Stelle setzen auch Aspekte der Kritik an der Rassendiskriminierung als Verletzung der Menschenrechte an: Bei einem Bevölkerungsanteil von 13 Prozent ist eine Quote von 43 Prozent Afroamerikanern unter den rechtskräftig Verurteilten sehr hoch. In einigen Staaten der Vereinigten Staaten ist jeder zehnte Afroamerikaner eingesperrt. Die Anzahl der Gefängnisinsassen in den Vereinigten Staaten ist generell hoch: Im Jahr 2001 saßen 2,1 Millionen Amerikaner im Gefängnis, jeder 146. Erwachsene. Bis 2011 stieg diese Zahl weiter auf 2,4 Millionen. Zudem starben im Jahr 2009 mindestens 47 Menschen bei Polizeiangriffen durch den Einsatz von Elektroschockwaffen (vgl. Amnesty International Report 2010, USA).
International haben auch Verhaftungen und polizeiliche oder geheimdienstliche Handlungen im Zusammenhang mit dem 11. September 2001 Aufsehen erregt. Nach dem Anschlag auf das World Trade Center und das Pentagon wurden in den Vereinigten Staaten 1200 Ausländer festgenommen und aus verschiedenen Gründen über längere Zeit in Haft gehalten. Informationen über die Identität der Verhafteten, den Ort ihrer Haft und ob sie anwaltliche Hilfe erhielten, hat das Justizministerium nicht öffentlich gemacht. Das Prinzip der Unschuldsvermutung wurde in diesen Fällen nicht angewandt. Ermöglicht hatte dies der USA PATRIOT Act vom 25. Oktober 2001, der eine Einschränkung der amerikanischen Bürgerrechte in größerem Maße mit sich brachte. Das Gesetz ermöglicht nicht nur der Polizei das Abhören und Überwachen von Personen ohne richterliche Befugnis, auch Hausdurchsuchungen, Abschiebungen und Sammlung von privaten Daten ohne vorliegende Beweise für ein Verbrechen werden damit zugelassen. Die weitreichendste Änderung ist aber die Befugnis des Auslandsgeheimdienstes CIA, von nun an auch im Inland operieren zu dürfen – dies wurde bisher streng getrennt und war vorher lediglich der Bundespolizei FBI erlaubt. Der Military Commissions Act ermöglicht es außerdem, feindlich gesinnte Personen als sogenannte „ungesetzlich feindliche Kombattanten“ zu deklarieren, wodurch diese Personen von Militärgerichten (auch aufgrund von unter Folter erlangten Geständnissen) verurteilt werden können, ohne dass sie die Möglichkeit bekommen, sich auf die für Kombattanten geltenden Genfer Konventionen zu berufen oder gegen ihre Behandlung zu klagen.
Auch die Situation der Gefangenen in dem amerikanischen Gefangenenlager der Guantanamo Bay Naval Base auf Kuba ist von vielen Seiten scharf kritisiert worden. Über 600 Menschen aus 42 Nationen werden dort zumeist rechtswidrig festgehalten, darunter eine Reihe von Kindern unter 16 Jahren. Ihr Status bleibt weiterhin unklar, sie sind weder Kriegsgefangene noch Kriminelle und befinden sich in einem – so die Auffassung der Vereinigten Staaten – rechtsfreien Raum, wodurch die in den Vereinigten Staaten geltenden Gesetze dort nicht anwendbar seien. Dies ist aber international nicht anerkannt und wird als völkerrechtswidrig angesehen. Jedoch ermöglichte dies den Militärs, völkerrechtswidrige Maßnahmen wie Folter oder Gerichtsverhandlungen ohne ein Recht auf Verteidigung durchzuführen. Eine juristische Aufarbeitung der unter der vormaligen Bush-Administration in geheimen Haftzentren der CIA (Black Sites) systematisch ausgeübten Folterpraktiken wie simuliertes Ertrinken („Waterboarding“) an zum Teil rechtswidrig aus anderen Ländern entführten Menschen ist bislang unterblieben. Die Haftbedingungen in solchen militärischen Gefangenenlagern sind häufig menschenunwürdig: Es wird berichtet von körperlichen Misshandlungen, Anwendung von Gewalt und Folter (z. B. Verrenken von Gliedmaßen, Schläge auf die Hoden, oder totaler Schlaf- und Nahrungsentzug) sowie Demütigungen der Würde und Religion der Gefangenen (z. B. durch das Beschmieren der Person mit Exkrementen, oder Koran-Schändung).
Der UN-Sonderberichterstatter über extralegale Hinrichtungen zeigte sich darüber besorgt, dass es zwischen 2003 und Mai 2009 „weit mehr als die offiziell gemeldeten 74 Todesfälle unter Migranten im Gewahrsam der Einwanderungs- und Zollbehörden gegeben hat“.
Im Zuge des Irakkrieges verübten amerikanische Soldaten eine Reihe von Massakern an Zivilisten. Bekannte Beispiele sind das Massaker von Haditha, das Massaker von Maqarr adh-Dhib, die Luftangriffe in Bagdad vom 12. Juli 2007, das Massaker von Mahmudiyya und der Abu-Ghuraib-Folterskandal. Auch in Afghanistan kam es seit 2001 wiederholt zu Massakern an Zivilisten durch Angehörige der US-Streitkräfte (unter anderem die Kill-Team-Morde in Afghanistan). In ihren Krieg gegen den Terror setzen die Vereinigten Staaten zunehmend auf Einsätze von Kampfdrohnen in anderen Ländern (zum Beispiel Jemen, Pakistan) und verletzen dadurch das Völkerrecht und das Menschenrecht auf Unversehrtheit. Zwischen 2004 und 2009 registrierte das „Bureau for Investigative Journalism“ 52 Drohnenattacken. Seit dem Amtsantritt Präsident Obamas sind es 264. Nach den Recherchen des „Bureau for Investigative Journalism“ gab es seit Beginn der Angriffe bis Mai 2012 zwischen 2440 und 3113 Tote. Die Zahl der Zivilisten unter ihnen wird mit 479 bis 821 angegeben, davon 174 Kinder. Dazu kommen rund 1200 Verletzte.

## Wirtschaft

### Wirtschaftliche Situation
| Indikator                       | Wert                       | Quelle  |
| ------------------------------- | -------------------------- | ------- |
| Nominales BIP                   | 30,331 Bio. USD (Q2 2025)  | [ 163 ] |
| Reales BIP-Wachstum             | 3,0 % (Q2 2025)            | [ 164 ] |
| Reales BIP-Wachstum             | 2,8 % (2024)               | [ 165 ] |
| Verbraucherpreisindex-Inflation | 3,0 % (Juni 2024)          | [ 166 ] |
| Beschäftigungsquote             | 60,0 % (Juli 2024)         | [ 167 ] |
| Arbeitslosenquote               | 4,3 % (Juli 2024)          | [ 168 ] |
| Erwerbspersonenpotenzial        | 62,7 % (Juli 2024)         | [ 169 ] |
| Armutsquote                     | 11,6 % (2022)              | [ 170 ] |
| Staatsverschuldung              | 36,214 Bio. USD (Q1 2025)  | [ 171 ] |
| Vermögen der privaten Haushalte | 169,307 Bio. USD (Q1 2025) | [ 172 ] |

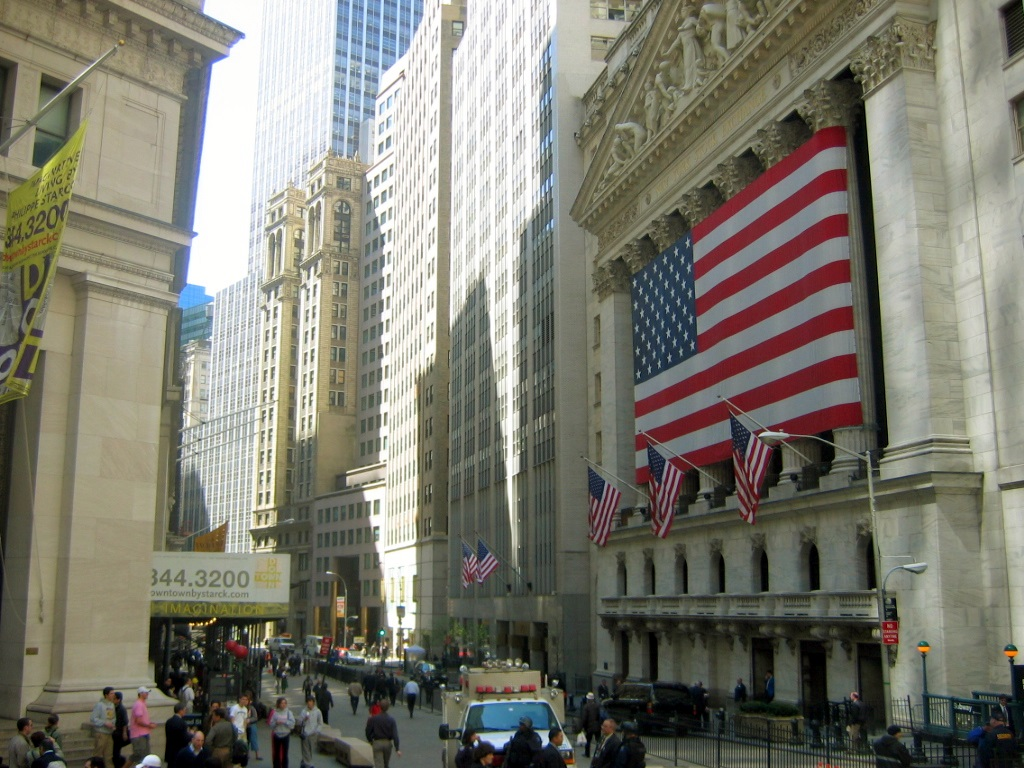
Die New York Stock Exchange an der Wall Street ist die weltgrößte Börse gemessen an der Marktkapitalisierung der an ihr gelisteten Unternehmen

Die Vereinigten Staaten hatten 2024 ein Bruttoinlandsprodukt (BIP) von über 29,1 Billionen US-Dollar und sind damit die größte Volkswirtschaft der Welt. Mit 82.715 US-Dollar (Stand 2023) haben sie das weltweit siebt-höchste BIP pro Kopf. Der Dienstleistungssektor erwirtschaftete 2012 etwa 77,6 % des realen BIP, davon etwa ein Drittel im Banken-, Versicherungs- und Immobiliengeschäft. Das verarbeitende Gewerbe trug rund 20,8 %, die Landwirtschaft 1,6 % bei. Die Struktur der Wirtschaft ist stark auf Konsum und Dienstleistungen ausgerichtet. 2015 wurden knapp ein Drittel der weltweiten Konsumausgaben in den USA gemacht, was es zum Land mit den mit Abstand größten Konsumausgaben macht. Die Konsumlastigkeit führt zu einer niedrigen Sparquote der öffentlichen Haushalte.
Die Wirtschaft wuchs 2023 um 2,9 %, die Inflationsrate betrug 3,6 %. Die Arbeitslosenquote betrug 2010 9,6 % (Höchststand seit 1982) und sank abgesehen von einem Hoch von 8,1 % im Jahr 2020 aufgrund der COVID-19-Pandemie fast linear ab auf 3,6 % im Jahr 2023. Die „versteckte Arbeitslosenquote“, die Arbeitnehmer miteinrechnet, welche die Jobsuche aufgegeben haben oder unterbeschäftigt sind, lag im Juni 2017 bei 8,6 %, auf dem Höhepunkt der Finanzkrise hatte sie bis zu 17 % betragen.
Seit der Präsidentschaft Ronald Reagans sind die Eingriffe des Staates in die Wirtschaftsabläufe drastisch reduziert worden (siehe Reaganomics). Einige Wirtschaftsbereiche unterliegen einer Aufsicht durch eine Regulierungsbehörde; zum Beispiel überwachen die Bundesstaaten die Elektrizitätsversorgung durch eine Public Utility Commission.
Die Steuerung durch das seit 1913 bestehende Federal Reserve System („Fed“), das die Aufgaben einer staatlichen Zentralbank übernahm, hat seit der Finanzkrise ab 2007 erheblich zugenommen. Bis dahin griff sie nur mittels Steuerung der Geldmenge bzw. Höhe der Leitzinsen in das Wirtschaftsgeschehen ein; seitdem tritt sie als Garantiegeber und als Kreditgeber auch außerhalb des Bankensystems auf. Sie kaufte 2014 monatlich im Umfang von 55 Mrd. Dollar Staatspapiere auf und hält 32,5 % aller zehnjährigen US-Staatsanleihen. Langjähriger Vorsitzender der Fed war ab 1987 Alan Greenspan, dem 2006 Ben Bernanke, 2014 Janet Yellen und am 5. Februar 2018 Jerome Powell folgte.
Die USA waren 2023 weltgrößter Absatzmarkt für Importgüter und nach China die zweitgrößte Exportnation der Erde. Die Handelsbilanz der USA wies 2014 ein Defizit in Höhe von 505 Milliarden US-Dollar aus: Das Exportvolumen für Waren und Dienstleistungen betrug 2014 2.345,4 Milliarden US-Dollar, importiert wurden im selben Zeitraum Waren und Dienstleistungen in Höhe von 2.850,5 Milliarden US-Dollar. Sowohl das Export- als auch das Importvolumen wuchsen im Vergleich zum Vorjahr. Hauptabnehmerländer für US-Waren waren im Jahr 2014 Kanada, Mexiko, China, Japan, Großbritannien und Deutschland.

Prozentualer Anteil der Haushalte in den jeweiligen Einkommensgruppen

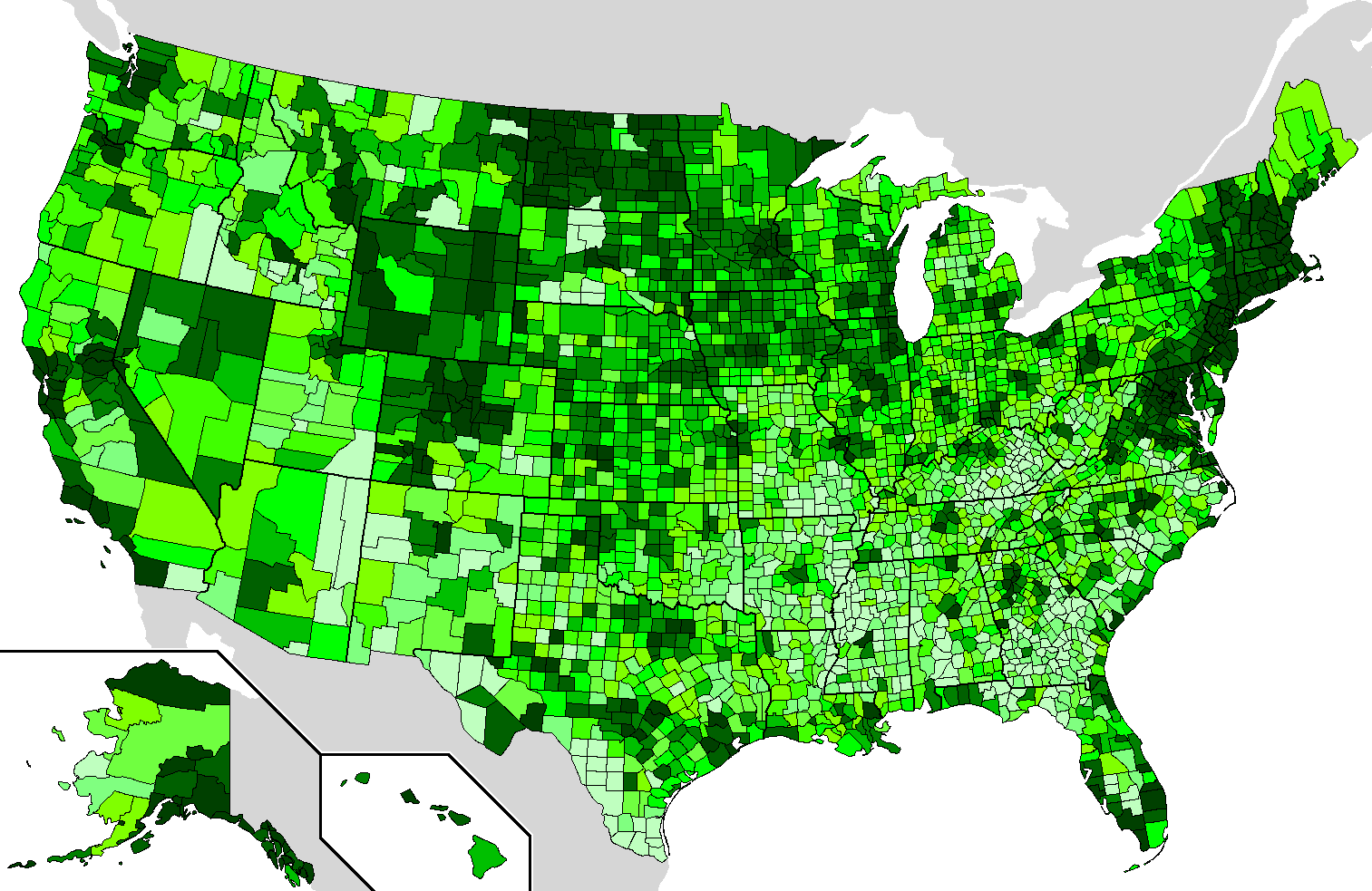
Pro-Kopf-Einkommen nach County (2016)

Der Median für das jährliche Bruttoeinkommen amerikanischer Haushalte lag bei 43.389 US-Dollar; etwa 16 % aller Haushalte hatten ein Bruttoeinkommen von über 100.000 US-Dollar. Dabei verdienten die oberen 20 Prozent aller Haushalte mehr als 88.030 US-Dollar brutto im Jahr, das untere Fünftel weniger als 18.500.
Bildung und ethnische Zugehörigkeit hatten starken Einfluss auf das Einkommen. Während der Median des Bruttohaushaltseinkommens 2006 für asiatische Haushalte bei 57.518 US-Dollar lag, betrug er 30.134 US-Dollar für schwarze. Der gleiche Median lag für eine Person mit Highschool-Abschluss bei 25.900 US-Dollar, bei Personen mit einem akademischen Grad bei 81.400.
Die Armutsschwelle wurde 2006 bei einem Jahreseinkommen von 20.614 US-Dollar (15.860 Euro) für eine vierköpfige Familie und von 10.294 US-Dollar (7920 Euro) für eine alleinstehende Person angesetzt. 36,46 Millionen (≈ 15 % der Bevölkerung) lebten 2005 unterhalb dieser Grenze. 2017 lebten etwa 41 Millionen Menschen in Armut. Die Schere zwischen Arm und Reich in den USA ist groß (siehe den Abschnitt „Gesellschaftsstruktur“).
Der Mindestlohn betrug 7,25 US-Dollar pro Stunde bis 2014 mit zahlreichen Abweichungen in den Bundesstaaten. Präsident Obama hob per Dekret zum 1. Januar 2015 für Beschäftigte, deren Arbeitgeber auf Vertragsbasis für die Regierung tätig sind, den Mindestlohn von 7,25 auf 10,10 US-Dollar an.
Laut einer Studie der Credit Suisse belief sich das gesamte Haushaltsvermögen (Eigentum weniger Schulden) 2017 auf 93,6 Billionen US-Dollar. Amerikanische Haushalte besitzen damit knapp ein Drittel des weltweiten Vermögens. Insgesamt 6,4 % der erwachsenen Amerikaner waren Vermögensmillionäre. Im ersten Quartal 2018 überstieg das Haushaltsvermögen erstmals die Marke von 100 Billionen US-Dollar und 2023 lag es bei knapp 150 Billionen US-Dollar.
Die beiden größten Wertpapierbörsen des Landes sind die New York Stock Exchange und die NASDAQ, letztere mit ihrem gleichnamigen Index und erstere mit den bekanntesten Indizes Dow Jones und S&P 500.

### Kennzahlen
Im Global Competitiveness Index, der die Wettbewerbsfähigkeit eines Landes misst, belegen die USA den zweiten von insgesamt 137 Plätzen (Stand 2017–2018). Im Index für wirtschaftliche Freiheit belegt das Land 2017 Platz 17 von 180 Ländern.
| Jahr                     | 2006 | 2007 | 2008 | 2009 | 2010 | 2011 | 2012 | 2013 | 2014 | 2015 | 2016 | 2017 | 2018 | 2019 | 2020 | 2021 | 2022 | 2023 |
| Veränderung in % gg. Vj. | 2,8  | 1,8  | 0,1  | −2,6 | 2,7  | 1,6  | 2,3  | 2,1  | 2,5  | 2,9  | 1,8  | 2,5  | 3,0  | 2,5  | −2,2 | 5,8  | 1,9  | 2,5  |

| absolut (in Mrd. USD) | absolut (in Mrd. USD) | absolut (in Mrd. USD) | absolut (in Mrd. USD) | absolut (in Mrd. USD) | absolut (in Mrd. USD) | je Einwohner (in Tsd. USD) | je Einwohner (in Tsd. USD) | je Einwohner (in Tsd. USD) | je Einwohner (in Tsd. USD) | je Einwohner (in Tsd. USD) | je Einwohner (in Tsd. USD) |
| --------------------- | --------------------- | --------------------- | --------------------- | --------------------- | --------------------- | -------------------------- | -------------------------- | -------------------------- | -------------------------- | -------------------------- | -------------------------- |
| Jahr                  | 2019                  | 2020                  | 2021                  | 2022                  | 2023                  | Jahr                       | 2019                       | 2020                       | 2021                       | 2022                       | 2023                       |
| BIP in Mrd. $         | 21.521                | 21.323                | 23.594                | 25.744                | 27.361                | BIP je Einw. (in Tsd. $)   | 65,5                       | 64,3                       | 71,1                       | 77,2                       | 81,7                       |

| in Mrd. US-Dollar und seine Veränderung gegenüber dem Vorjahr in Prozent | in Mrd. US-Dollar und seine Veränderung gegenüber dem Vorjahr in Prozent | in Mrd. US-Dollar und seine Veränderung gegenüber dem Vorjahr in Prozent | in Mrd. US-Dollar und seine Veränderung gegenüber dem Vorjahr in Prozent | in Mrd. US-Dollar und seine Veränderung gegenüber dem Vorjahr in Prozent | in Mrd. US-Dollar und seine Veränderung gegenüber dem Vorjahr in Prozent | in Mrd. US-Dollar und seine Veränderung gegenüber dem Vorjahr in Prozent |
| ------------------------------------------------------------------------ | ------------------------------------------------------------------------ | ------------------------------------------------------------------------ | ------------------------------------------------------------------------ | ------------------------------------------------------------------------ | ------------------------------------------------------------------------ | ------------------------------------------------------------------------ |
|                                                                          | 2021                                                                     | 2021                                                                     | 2022                                                                     | 2022                                                                     | 2023                                                                     | 2023                                                                     |
| Mrd. USD                                                                 | % gg. Vj.                                                                | Mrd. USD                                                                 | % gg. Vj.                                                                | Mrd. USD                                                                 | % gg. Vj.                                                                |                                                                          |
| Einfuhr                                                                  | 2.933,0                                                                  | +21,9                                                                    | 3.372,9                                                                  | +15,0                                                                    | 3.168,5                                                                  | −6,1                                                                     |
| Ausfuhr                                                                  | 1.753,1                                                                  | +22,6                                                                    | 2.062,1                                                                  | +17,6                                                                    | 2.018,5                                                                  | −2,1                                                                     |
| Saldo                                                                    | −1.179,8                                                                 |                                                                          | −1.310,8                                                                 |                                                                          | −1.149,9                                                                 |                                                                          |

| Export (in Prozent) nach | Export (in Prozent) nach | Import (in Prozent) von | Import (in Prozent) von |
| ------------------------ | ------------------------ | ----------------------- | ----------------------- |
| Kanada                   | 17,5                     | Mexiko                  | 15,2                    |
| Mexiko                   | 16,0                     | Volksrepublik China     | 14,1                    |
| Volksrepublik China      | 7,3                      | Kanada                  | 13,6                    |
| Niederlande              | 4,1                      | Deutschland             | 5,1                     |
| Deutschland              | 3,8                      | Japan                   | 4,8                     |
| Japan                    | 3,8                      | Südkorea                | 3,8                     |
| Vereinigtes Königreich   | 3,7                      | Vietnam                 | 3,8                     |
| sonstige Länder          | 43,8                     | sonstige Länder         | 39,6                    |

### Staatshaushalt

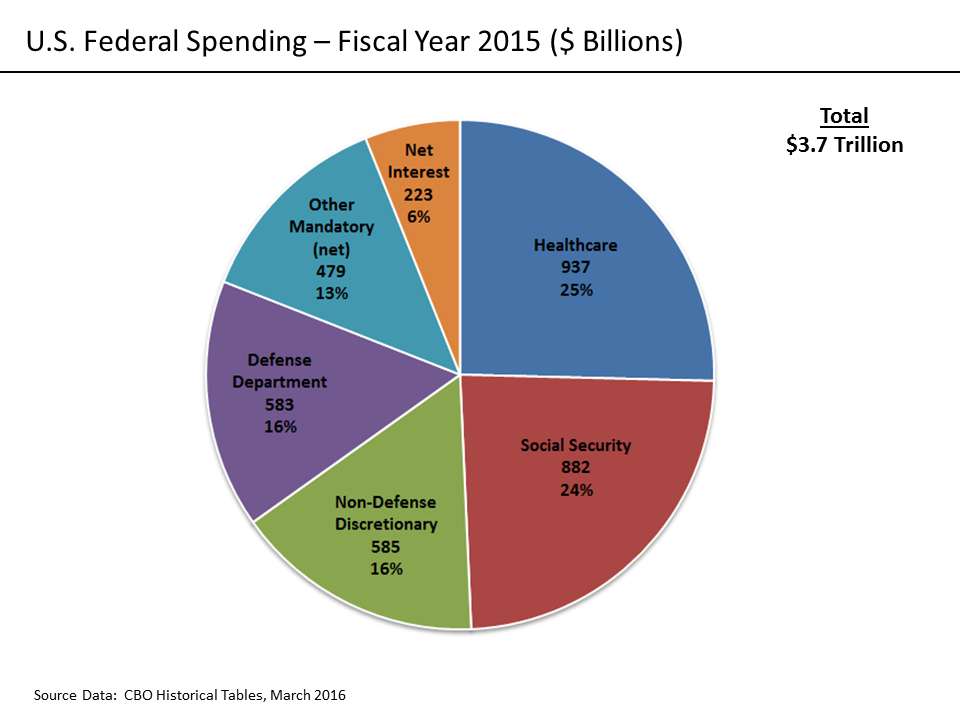
Haushaltsausgaben des Bundes für das Fiskaljahr 2015

Der Staatshaushalt umfasste 2016 Ausgaben von 3,89 Billionen US-Dollar, dem standen Einnahmen von 3,36 Billionen US-Dollar gegenüber. Daraus ergibt sich ein Haushaltsdefizit in Höhe von 2,8 % des BIP. Das Defizit betrug 530 Milliarden Dollar. Die USA konnten in den letzten Jahren somit bei der Haushaltskonsolidierung deutliche Fortschritte erzielen. Für 2017 bis 2019 wird ein jährliches Defizit von um die 2,9 Prozent des BIP erwartet. Im Jahr 2020 lag das Defizit bei 3,1 Billionen US-Dollar und erreichte damit einen neuen Rekord.
Die Staatsverschuldung der Vereinigten Staaten betrug Anfang Januar 2015 18,08 Billionen US-Dollar oder 104 % des BIP. Die lokalen Schulden belaufen sich nach der US Debt Clock im Januar 2015 auf 1,87 Billionen US-Dollar, die Schulden der 50 Bundesstaaten insgesamt auf rund 1,19 Billionen US-Dollar. Im August 2014 waren 34,4 % der Staatsschulden Gläubigern aus dem Ausland zugeteilt, 65,6 % heimischen Gläubigern. Nach Angaben des US-Finanzministeriums besitzt China zum Jahresende 2013 US-Staatsanleihen im Wert von 1,27 Billionen Dollar und ist damit der größte ausländische Gläubiger der Vereinigten Staaten, gefolgt von Japan mit 1,18 Billionen Dollar und Belgien mit 256 Milliarden Dollar.

## Infrastruktur
Im Logistics Performance Index, der von der Weltbank erstellt wird und die Qualität der Infrastruktur misst, belegten die Vereinigten Staaten 2023 den 17. Platz unter 138 Ländern. Die Vereinigten Staaten verfügen damit über eine leistungsfähige und hochmoderne Infrastruktur. In einigen Bereichen besteht inzwischen allerdings erheblicher Investitionsbedarf.

### Energieversorgung
Der Stromverbrauch der Vereinigten Staaten betrug 2014 ca. 3.913 Terawattstunden pro Jahr, mit 12.950 kWh im Jahr hatten die USA den weltweit zehnthöchsten Verbrauch pro Kopf. Im Jahr 2015 wurden 36 % des Energieverbrauchs aus Erdöl, 16 % aus Kohle und 29 % aus Erdgas, 10 % aus erneuerbaren Energiequellen und 9 % aus Kernenergie generiert. Im Jahr 2019 waren es 35 % aus Erdgas, 31 % aus Erdöl, 14 % aus Kohle, 12 % aus erneuerbaren Quellen und 8 % aus Kernkraft. Die Vereinigten Staaten sind schon seit Jahrzehnten und auch 2020 mit Abstand der weltweit größte Verbraucher von Erdöl. 2015 wurden 91 % des Energiebedarfs durch die eigene Produktion gedeckt.
Viele Jahrzehnte waren Öl, Erdgas und Kohle die Hauptenergiequellen in den Vereinigten Staaten. 2008 erreichte die Kohleproduktion einen Höchstwert (Kohlefördermaximum). Seitdem nahm sie wieder ab; 2015 war sie auf dem gleichen Niveau wie 1981. 2015 erreichte die Erdgasförderung einen Höchststand, primär durch Erschließung neuer Fördergebiete und Anwendung von Fracking. Die Erdölförderung nahm seit 1970 stetig ab. Ab 2009 kehrte sich dieser Prozess parallel zur Erdgasförderung um, indem neue Gebiete, zum Beispiel in Texas oder North Dakota, erschlossen und neue Fördermethoden angewendet wurden. 2015 war die Erdölforderung fast wieder auf dem gleichen Stand wie von 1972. Die USA sind größter Erdgasproduzent der Welt und zählen mit Russland und Saudi-Arabien zu den weltgrößten Ölproduzenten. 2016 wurde mit Inbetriebnahme des Terminals Sabine Pass in Louisiana erstmals Flüssiggas (LNG) vom US-Festland exportiert.
Das gesetzliche Exportverbot für Rohöl wurde Ende 2015 aufgehoben.
Die Energieproduktion durch erneuerbare Energien steigt in den USA seit 2001 deutlich an. Die installierte Gesamtleistung der Photovoltaikanlagen erreichte im 2. Quartal 2020 42,3 GW, die der Windkraftanlagen 109,6 GW. Bis Ende 2020 stieg die installierte Windleistung auf 122,3 GW, 16 % der Gesamtleistung der Windkraftanlagen der Welt.
Auch die Arbeitsplatzbilanz hat sich stark in Richtung erneuerbare Energien verschoben. Beispielsweise waren 2016 in der Kohlewirtschaft ungefähr 53.000 Menschen beschäftigt, während es in der US-amerikanischen Solar- und Windenergiebranche rund 475.000 Arbeitsplätze gab.

### Wasserversorgung
Im globalen Vergleich haben die USA ein relativ gut ausgebautes und sicheres Wasser- und Trinkwassersystem. Der überwiegende Großteil der amerikanischen Haushalte bezieht das Trinkwasser aus den Versorgungssystemen der Gemeinden. Die Wasserversorgungssysteme können in öffentlicher sowie in privater Hand sein. Es gibt etwa 155.000 eigenständige Wasserversorger. Obgleich die meisten der Wasserversorgungssysteme Grundwasser beziehen, werden 68 % der Bevölkerung mit Oberflächenwasser versorgt, insbesondere in den Großstädten.
Seit einigen Jahren ergeben Studien, dass Engpässe bei der Versorgung mit Trinkwasser wegen verschiedener Faktoren, wie eines sich verändernden Klimas und steigender Einwohnerzahlen, zunehmen könnten. Gleichzeitig ermitteln Behörden und Institute der einzelnen Staaten und des Bundes Möglichkeiten, die Wasserversorgung und die Bewirtschaftung zu verbessern. Während Israel 86 Prozent seines Abwassers klärt und in der Landwirtschaft einsetzt, bereiten die USA nur 8 Prozent ihres Abwassers auf.

### Kommunikation
Die Vereinigten Staaten weisen ein ausgebautes und technologisch fortgeschrittenes Kommunikationssystem auf. Es gab 2015 etwa 122 Millionen private Festnetzanschlüsse und 328 Millionen Mobilfunkanschlüsse. Das Mobilfunknetz wird stetig ausgebaut. Das Internet, das in den USA seinen Ursprung hatte, hat sich zu einem bedeutenden Kommunikationsmittel entwickelt. Im Jahr 2019 nutzten 89 Prozent der Einwohner der Vereinigten Staaten das Internet. Jedoch haben Stand 2021 mehr als 35 Prozent der amerikanischen Haushalte, die auf dem Lande leben, nach Regierungsinformationen, wenn überhaupt, nur einen minimalen Breitbandanschluss.

### Feuerwehr
In der Feuerwehr in den Vereinigten Staaten waren im Jahr 2019 landesweit 370.000 Berufs- und 745.000 freiwillige Feuerwehrleute organisiert. Der Frauenanteil beträgt acht Prozent. Die amerikanischen Feuerwehren wurden im selben Jahr zu 37.272.000 Einsätzen alarmiert, dabei waren 1.291.500 Brände zu löschen. Hierbei wurden 3.704 Tote von den Feuerwehren bei Bränden geborgen und 16.600 Verletzte gerettet. Der nationale Feuerwehrverband National Fire Protection Association (NFPA) repräsentiert die amerikanische Feuerwehr mit ihren Feuerwehrangehörigen im Weltfeuerwehrverband CTIF.

### Verkehr

Das Interstate Highway System, das sich über 75.440 km erstreckt

Das Verkehrsnetz ist polyzentrisch aufgebaut: Straßen, Schienen und Flugverbindungen laufen vor allem sternförmig auf die Ballungsräume New York, Philadelphia, Atlanta, Chicago, Houston, Charlotte, Dallas, Denver, Los Angeles und Seattle zu. Mit einer Gesamtlänge von 6.586.610 Kilometern haben die Vereinigten Staaten das längste Straßensystem der Welt (Stand: 2012).
Der Güterverkehr wird vor allem von Eisenbahn und LKWs geleistet. Der Personentransport findet mit Ausnahme des im Fernverkehr dominierenden Flugverkehrs fast ausschließlich auf der Straße (Individualverkehr oder Überlandbusse) statt. Die Bahn übernimmt nur noch einen Bruchteil des Personenverkehrs. 87,2 % (-1,7 % gegenüber 2000) der Personenverkehrsleistung wurde 2010 mit Kraftfahrzeugen abgewickelt, 11,6 % (+1,5 %) der Personenkilometer wurden mit Flugzeugen zurückgelegt. Lediglich 0,9 % (+0,2 %) wurden im Linienverkehr und 0,4 % (+0,1 %) mit der Eisenbahn erbracht.
Insbesondere für den Verkehr innerhalb der Bundesstaaten, teilweise aber auch für Langstrecken, hat der Überlandbusverkehr große Bedeutung.

#### Straßenverkehr
Die Vereinigten Staaten verfügen über ein ausgebautes Straßennetz. Für den Lang- und Mittelstreckenverkehr existiert ein Netz von inner- und zwischenstaatlichen Fernstraßen. Jedoch sind Stand April 2021 fast 300.000 Kilometer Straßen und 45.000 Brücken nach Angaben des Weißen Hauses »in miserablem Zustand«.
Die Interstate Highways sind mehrspurige Autobahnen, die zwischen den einzelnen Bundesstaaten liegen und die Ost- und Westküste miteinander verbinden. Das ab den 1950er Jahren errichtete Interstate Highway System ist über 75.000 km lang und wickelt ein Fünftel des motorisierten Verkehrs ab. Finanziert wird der Neubau und die Instandhaltung hauptsächlich durch den Bund. Die United States Highways und States Highways sind Bundesstraßen, die ebenfalls zwischen den verschiedenen Staaten liegen. Viele U.S. Highways führen jedoch auch als Ortsdurchfahrten durch Groß- und Kleinstädte und haben in der Regel weniger Fahrspuren als die Interstates. Die United States Highways werden durch den jeweiligen Bundesstaat finanziert. Die State Routes, auch State oder Provincial Highways genannt, sind untergeordnete Haupt- und Nebenstraßen. Jeder Bundesstaat hat dabei ein eigenes System der Straßennummerierung und Bezeichnung sowie eigene Schilder. Der Zustand und Ausbau bei den State Routes kann je nach Staat und Streckenabschnitt variieren. In einigen Staaten können auf bestimmte Straßenabschnitte aller Straßenarten, Brücken oder Tunnel Mautgebühren anfallen.
Im Straßenverkehr passierten mehr tödliche Unfälle als in den meisten anderen entwickelten Ländern. 2013 kamen in den Vereinigten Staaten insgesamt 10,6 Verkehrstote auf 100.000 Einwohner. Zum Vergleich: In Deutschland waren es im selben Jahr 4,3 Tote. Insgesamt kamen damit 34.000 Personen im Straßenverkehr ums Leben. Allerdings muss dabei die sehr hohe Motorisierungsrate des Landes beachtet werden: 2017 kamen in den USA 910 Kraftfahrzeuge auf 1000 Einwohner. In Deutschland waren es nur 562 Fahrzeuge. Mit über 255 Millionen Einheiten verfügen die USA über den größten Fuhrpark aller Staaten.

#### Eisenbahn

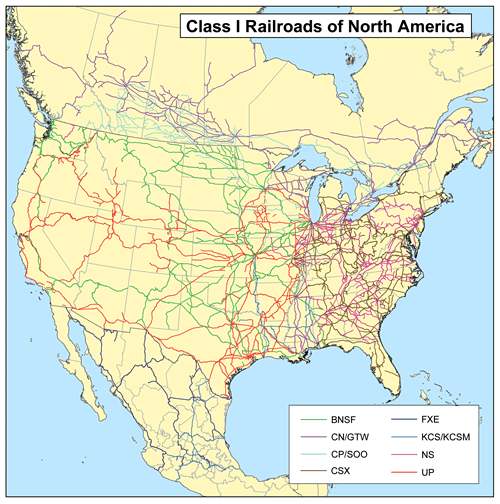
Streckennetz der sieben größten Bahngesellschaften

Für den Güterverkehr über lange Strecken spielt die von verschiedenen privaten Gesellschaften betriebene Eisenbahn noch heute eine große Rolle. Mit einer Gesamtlänge von 293.564 Kilometern im Jahre 2014 haben die Vereinigten Staaten das längste Eisenbahnnetz der Welt. Den Markt dominieren sieben große überregionale Bahngesellschaften. Daneben gibt es noch mehrere Hunderte weitere kleinere Gesellschaften. Die Bedeutung des Schienenverkehrs ist nicht mehr mit den Jahrzehnten seit der Verkehrserschließung durch die transkontinentalen Eisenbahnen bis zur Mitte des 20. Jahrhunderts zu vergleichen. Nichtsdestoweniger steigt sie seit einigen Jahren wieder; zwischen 2000 und 2012 hat sich die Zahl der beförderten Personen von Amtrak fast verdoppelt. Weite Teile des Streckennetzes sind nicht elektrifiziert und werden mit Diesellokomotiven bedient. Viele Strecken sind gering ausgebaut und in einem sanierungsbedürftigen Zustand. Der Güterverkehr hat im Vergleich zu anderen Ländern eine wesentlich höhere Produktivität, das Haupttransportgut auf der Schiene ist Kohle (45 % des Gütervolumens).
In den städtischen Ballungsgebieten der Ostküste, Kaliforniens und im Raum Chicago hat der Personenverkehr auf der Schiene eine gewisse Rolle behalten, die er teilweise sogar wieder ausbauen konnte, beispielsweise mit dem Acela Express zwischen Washington D.C. und Boston, der eine Durchschnittsgeschwindigkeit von 140 km/h erreicht. Die weiten Strecken zwischen den städtischen Agglomerationen werden fahrplanmäßig bedient, jedoch liegt die Hauptbedeutung hier eher im touristischen Bereich – vergleichbar den Schienenkreuzfahrten in Europa, auch aufgrund meist sehr langer Fahrzeiten und geringer Geschwindigkeiten. Insgesamt hat der Schienenverkehr nur einen sehr geringen Anteil am gesamten Personenverkehr in den Vereinigten Staaten, bei weitem geringer als in anderen Staaten. Der Personenverkehr wird hauptsächlich von der Gesellschaft Amtrak betrieben.
Die US-Regierung plante den Aufbau eines Hochgeschwindigkeitsnetzes auf zehn Korridoren zwischen verschiedenen großen Ballungsräumen, u. a. an der Westküste in Kalifornien und an der Ostküste, verteilt bis 2017. Vor allem aufgrund des überlasteten Straßen- bzw. Flugverkehrs sei dies langfristig sinnvoll. Insgesamt sollte das Projekt 53 Milliarden US-Dollar (ca. 39 Milliarden Euro) kosten, hauptsächlich finanziert aus dem Konjunkturpaket der Vereinigten Staaten. Der Obama-Administration ist es jedoch nicht gelungen, die notwendigen Mittel im Haushalt durch den Kongress genehmigen zu lassen.

#### Flugverkehr

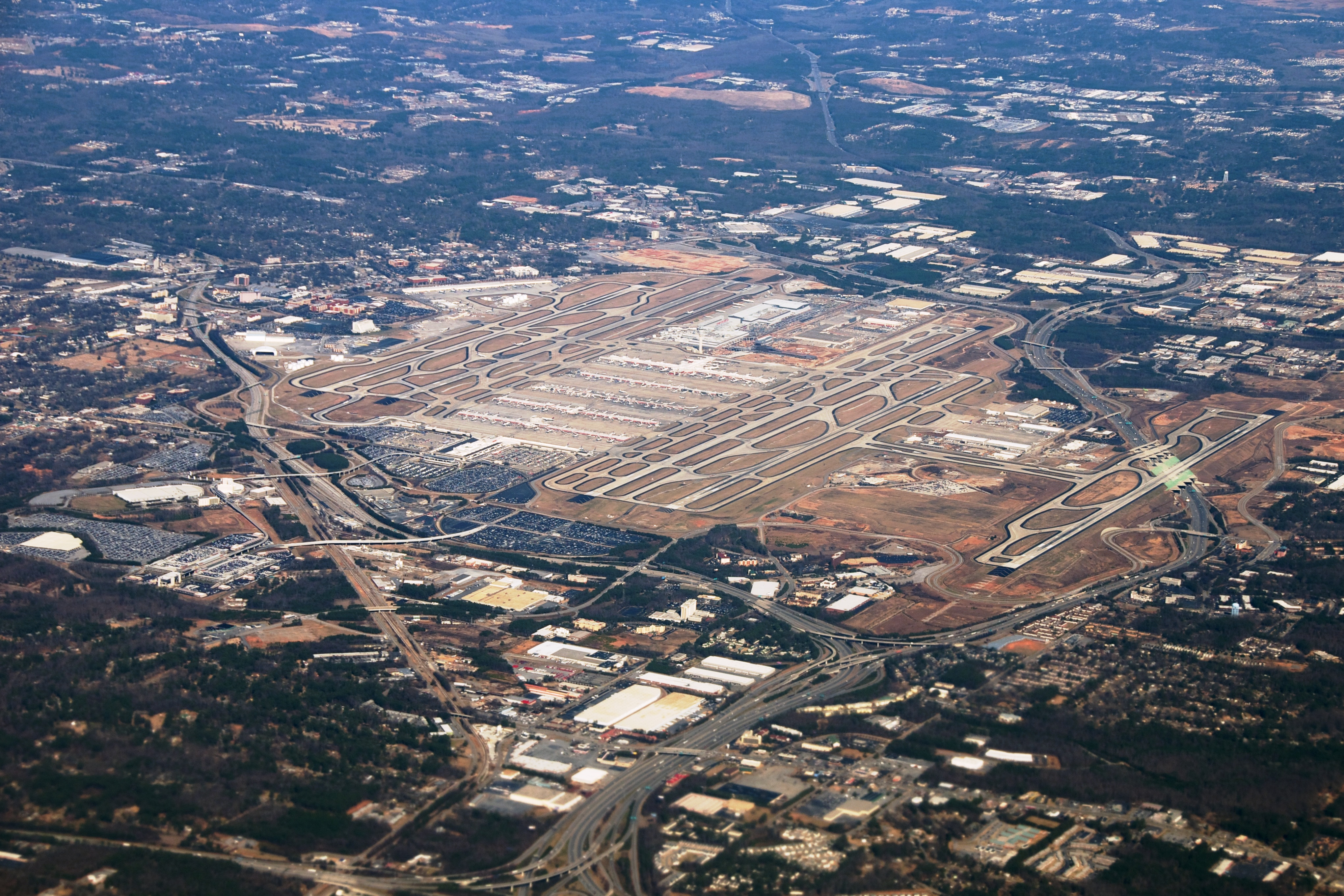
Der Atlanta Hartsfield-Jackson Flughafen; nach Passagieraufkommen ist er der größte internationale Flughafen weltweit.

Wichtiger Verkehrsträger im Personenverkehr für Lang-, Mittel- und auch Kurzstrecken ist der Flugverkehr.
Die Vereinigten Staaten weisen das größte und ausgebauteste Zivilluftfahrtssystem der Welt auf. Es gibt insgesamt 19.000 Start-und-Lande-Bahnen verschiedenster Kategorien, davon 389 größere. 88 % aller Passagiere starten von den 62 größten Flughäfen im Land. Die größten amerikanischen Fluggesellschaften sind American Airlines, Delta Air Lines, Southwest Airlines und United Airlines. Unter den hinsichtlich der Passagierzahlen zehn größten Fluggesellschaften der Welt sind fünf amerikanische vertreten. 2017 wurden insgesamt über 849 Millionen Personen von im Land registrierten Airlines transportiert.
Der nach Passagieraufkommen größte Flughafen der Welt befindet sich in Atlanta. Weitere wichtige Drehkreuze sind in Los Angeles, Chicago, Dallas-Fort Worth, New York, Denver, San Francisco, Charlotte, Las Vegas und Miami. Kleine Flughäfen mit planmäßigem Betrieb gibt es in nahezu jeder Kleinstadt.

#### Seeschifffahrt
Schifffahrtswege werden primär für den Fracht- und Gütertransport genutzt. Im Inland umfasst das Netz von Wasserwegen 40.000 Kilometer, davon ist die Hälfte für alle größeren Schiffe befahrbar. Es gibt etwa 230 Anlegeplätze. Insgesamt sind 41 der 50 Bundesstaaten miteinander über den Wasserweg verbunden. Wichtige Wasserwege im Inland sind u. a. der Mississippi, der sich von New Orleans bis nach Minneapolis erstreckt, sowie das Ohio Fluss-Becken. 2014 wurden etwa 600 Millionen Tonnen Güter durch Binnenschiffe transportiert, das machte 5 % des kommerziellen Güterverkehrs aus. An den Küsten sind der Gulf Intracoastal Waterway und die Kanäle an der Pazifikküste von Bedeutung. Die größten Frachthäfen befinden sich unter anderem in Boston, Chicago (über den Sankt-Lorenz-Großschifffahrtsweg), New York, Houston, Los Angeles sowie in Louisiana.
Große Bedeutung hat die Kreuzschifffahrt; die Hälfte des weltweiten Passagieraufkommens für Kreuzfahrten kommt aus den Vereinigten Staaten, die mit Abstand wichtigste Destination ist dabei die Karibik.

## Kultur

Das Hollywood Sign über den Hollywood Hills steht als Sinnbild für die amerikanische Filmindustrie, eine der größten und ältesten der Welt

Die amerikanische Kultur ist geprägt von der Vielfalt der ethnischen Einflüsse und Traditionen, die zahlreiche Einwanderergruppen mitbrachten. Erst in den 1930er Jahren bildete sich durch die Massenmedien eine einheitliche amerikanische Populärkultur heraus. Verschiedene Kulturwissenschaftler haben sich mit der typisch amerikanischen Mentalität befasst, Selbstbild und Fremdbilder verglichen und daraus sogenannte Kulturstandards des Verhaltens formuliert.
Die frühe Kulturproduktion in den Vereinigten Staaten war vor allem durch die englische „Leitkultur“ geprägt, die aber aufgrund der neuen, einzigartigen Verhältnisse schnell an Eigenständigkeit gewann. Den afrikanischen Sklaven wurde eine Ausübung ihrer kulturellen Traditionen und eine eigene Kulturproduktion verboten, so dass sie sich stark an europäischen Mustern orientieren mussten. Jedoch konnten Elemente ihrer Ursprungskulturen im Geheimen aufrechterhalten werden.
Im 20. Jahrhundert lösten sich amerikanische Künstler von den Vorbildern der Alten Welt. Die unterschiedlichen kulturellen Disziplinen wurden in neue Richtungen erweitert.
Zur zeitgenössischen Kunst- und Unterhaltungsszene in den Vereinigten Staaten gehörten die Verjüngung der Musik, Neuentwicklungen im Modernen Tanz, die Verwendung ureigener amerikanischer Themen im Theater, die Filmproduktion in ihrer ganzen Bandbreite und die Globalisierung der Bildenden Künste.

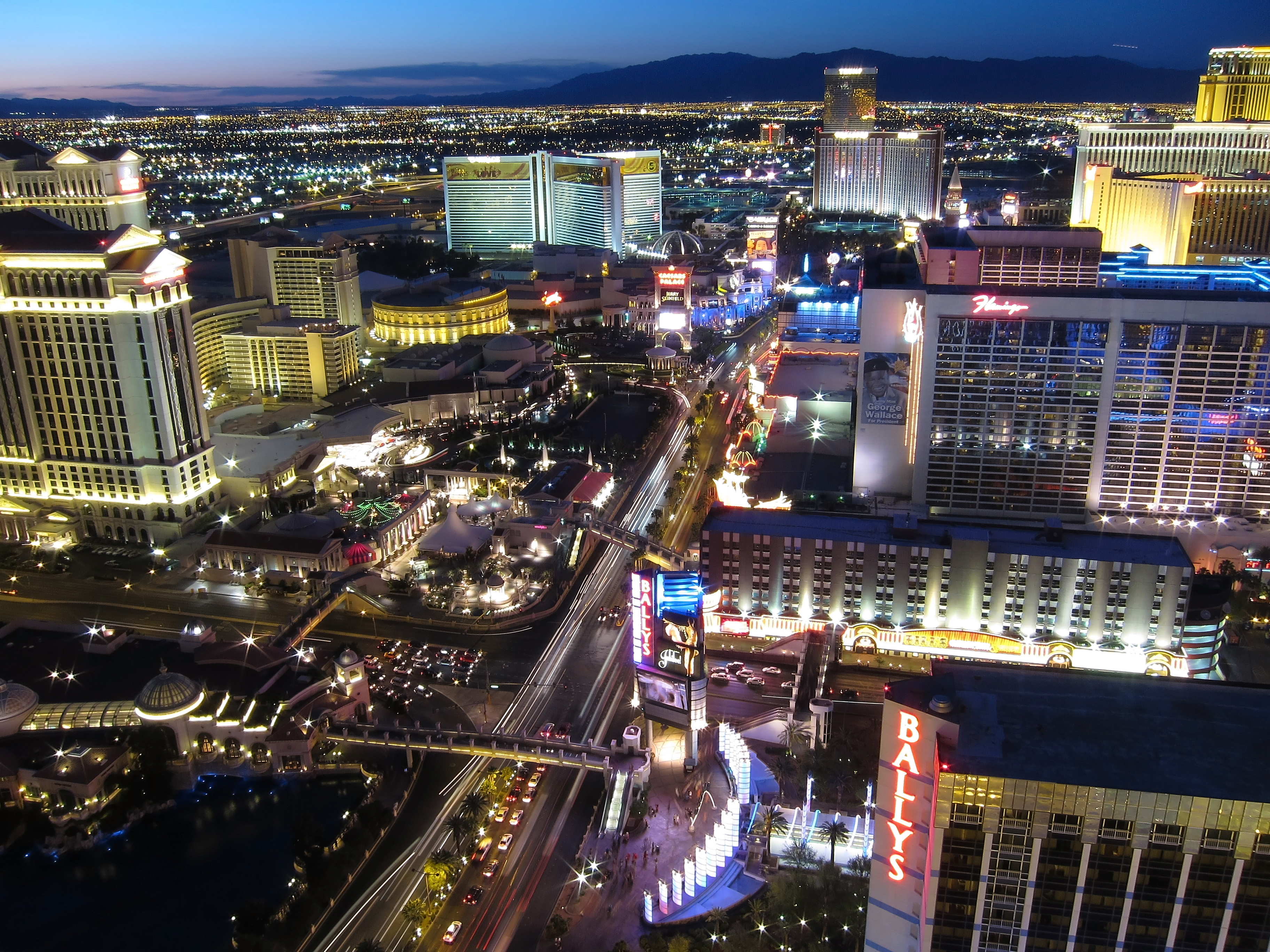
Sicht über einen Teil des Las Vegas Strips bei Nacht

In den Vereinigten Staaten gibt es – ähnlich wie in Deutschland, aber anders als in Frankreich – kein zentrales Kulturministerium, das eine landesweite Kulturpolitik steuert. In dieser Tatsache spiegelt sich die Überzeugung wider, dass es Bereiche im gesellschaftlichen Leben gibt, in denen die Regierung nur eine kleine oder gar keine Rolle spielen sollte. Die zwei nationalen Stiftungen für Kunst und Geisteswissenschaften – „National Endowment for the Arts“ (NEA) und „National Endowment for the Humanities“ (NEH) – unterstützen mit Zuschüssen sowohl einzelne Künstler und Wissenschaftler als auch Institutionen, die im Bereich der Kunst und Geisteswissenschaften tätig sind. Seit der „Republican Revolution“ 1994, bei der die Republikaner im Kongress die Mehrheit errangen, wurden beide Stiftungen sowie auch die öffentlichen Rundfunkanstalten PBS und NPR immer wieder durch Mittelkürzungen bedroht, oft begleitet von dem Vorwurf, sie betrieben eine „linke“ Politik zugunsten einer „Elite“. Insbesondere Kunst, die von christlich-fundamentalistischen oder stark römisch-katholischen Kreisen kritisch betrachtet wird, wird ein Zielpunkt dieser Drohungen.
Während das Budget der NEA, das sich 2003 auf 115 Millionen US-Dollar belief, verglichen mit der Kulturförderung anderer Länder bescheiden war, so machten von jeher private Spenden den Großteil der Kulturförderung aus. Diese privaten Spenden wurden für das Jahr 2002 auf ungefähr 12,1 Milliarden US-Dollar geschätzt.

### Indigene Kultur
Die Kulturformen der rund 350 als Stämme (tribes) betrachteten Indianergruppen, deren Angehörige sich als American Indians oder Native Americans bezeichnen und im Hauptteil der Vereinigten Staaten leben, sind nicht einheitlich, auch die in Alaska lebenden 225 anerkannten Stämme der Alaska Natives unterscheiden sich erheblich, erst recht die Gruppen auf Hawaii. Innerhalb des Landes, zwischen Stadt und Land sowie zwischen den ethnischen Gruppen sind die Unterschiede denkbar groß. Sie entwickelten eigene Identitäten und kulturelle Strukturen, die sich Kulturarealen zuordnen lassen, die Zahl der Sprachen war sehr hoch, jedoch sind viele von ihnen vom Aussterben bedroht. Die größte Sprache mit rund 150.000 Sprechern ist das Navajo.
An der Pazifikküste war die Kultur von Fischfang dominiert, oder vom Walfang, wie bei den Makah im Nordwesten Washingtons. Dort finden sich gewaltige Totempfähle, deren größter in Washington steht. Im Binnenland dominierten berittene Jagd, Sammeln und Flussfischerei. In den großen Ebenen, den Plains, stand die Bisonjagd im Mittelpunkt, in anderen der Elch. Durch die Ankunft des Pferdes entwickelte sich ab dem 17. Jahrhundert ein Reiternomadismus, der weiträumige Völkerbewegungen in Gang setzte. Der Osten hingegen wurde ab 1830 weitgehend entvölkert (Pfad der Tränen), so dass der indianische Kultureinfluss hier lange weniger zu spüren war.
Ähnlich wie die Literatur verfolgt die indianische Kunstszene nicht nur traditionelle Elemente, sondern verbindet sie mit von Europa inspirierten Mitteln der amerikanischen Kultur. Andere Indianerkünstler produzieren losgelöst von diesen Traditionen in deren Genres und mit deren Mitteln. Meist stehen in der Literatur ökologische Probleme, Armut und Gewalt, entmenschte Technik oder Spiritualität im Vordergrund. Dabei reicht die schriftliche Tradition bis in das frühe 19. Jahrhundert zurück, riss jedoch immer wieder ab: William Apes: The Experience of William Apes, a Native of the Forest (1831), ein Pequot, George Copway, ein Anishinabe und Elias Johnson, ein Tuscarora sind frühe Beispiele. Die Novelle Laughing Boy von Oliver La Farge (1929) wurde erst in den 1960er Jahren wieder aufgenommen. Der Kiowa N. Scott Momaday erhielt 1969 den Pulitzer-Preis für House Made of Dawn, Vine Deloria publizierte Custer Died For Your Sins. An Indian Manifesto. Den nationalen Rahmen sprengte Dee Browns Bury My Heart At Wounded Knee von 1970.

### Musik

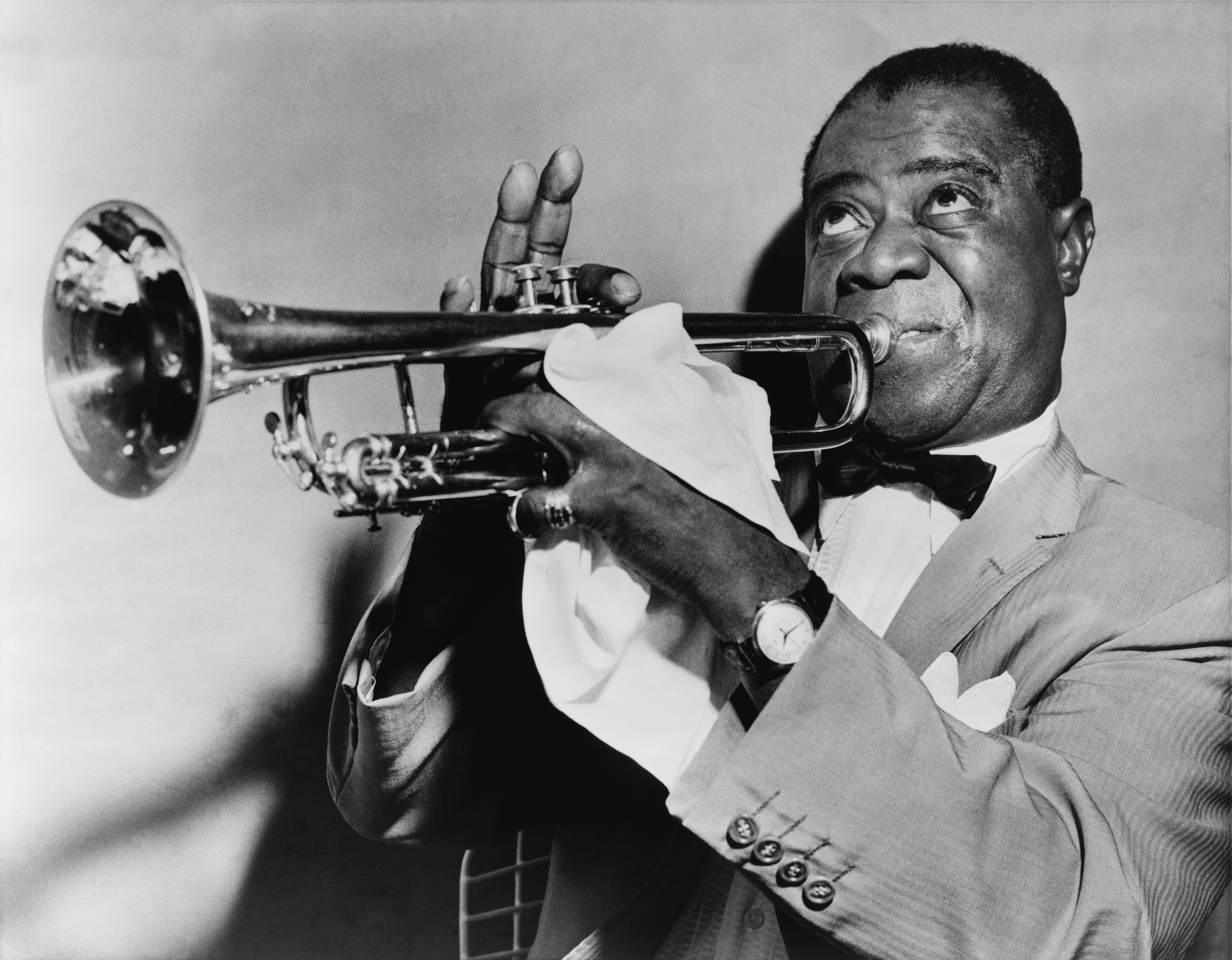
Louis Armstrong, einer der bedeutendsten Musiker des Hot Jazz mit großem Einfluss auf die weitere Entwicklung des Jazz

Ein wesentlicher Beitrag der Vereinigten Staaten zur Weltkultur ist die Entwicklung des Jazz, der als erste eigenständige Musikform der Vereinigten Staaten gilt, sowie des Blues und des Country, aus deren Zusammenführung in den 1950er Jahren der Rock ’n’ Roll entstand. Diese Musikkultur ist einzigartig durch den Zusammenfluss afroamerikanischer mit europäischer Folklore und bildet heute eine zentrale Grundlage der populären Kultur der westlichen Welt.
Seit 1959 werden die Grammy Awards von der Recording Academy in Los Angeles jährlich in derzeit 78 Kategorien an Künstler wie Sänger, Komponisten, Musiker sowie Produktionsleiter und die Tontechnik verliehen. Der Grammy gilt als die höchste internationale Auszeichnung für Künstler und Aufnahmeteams.

### Theater

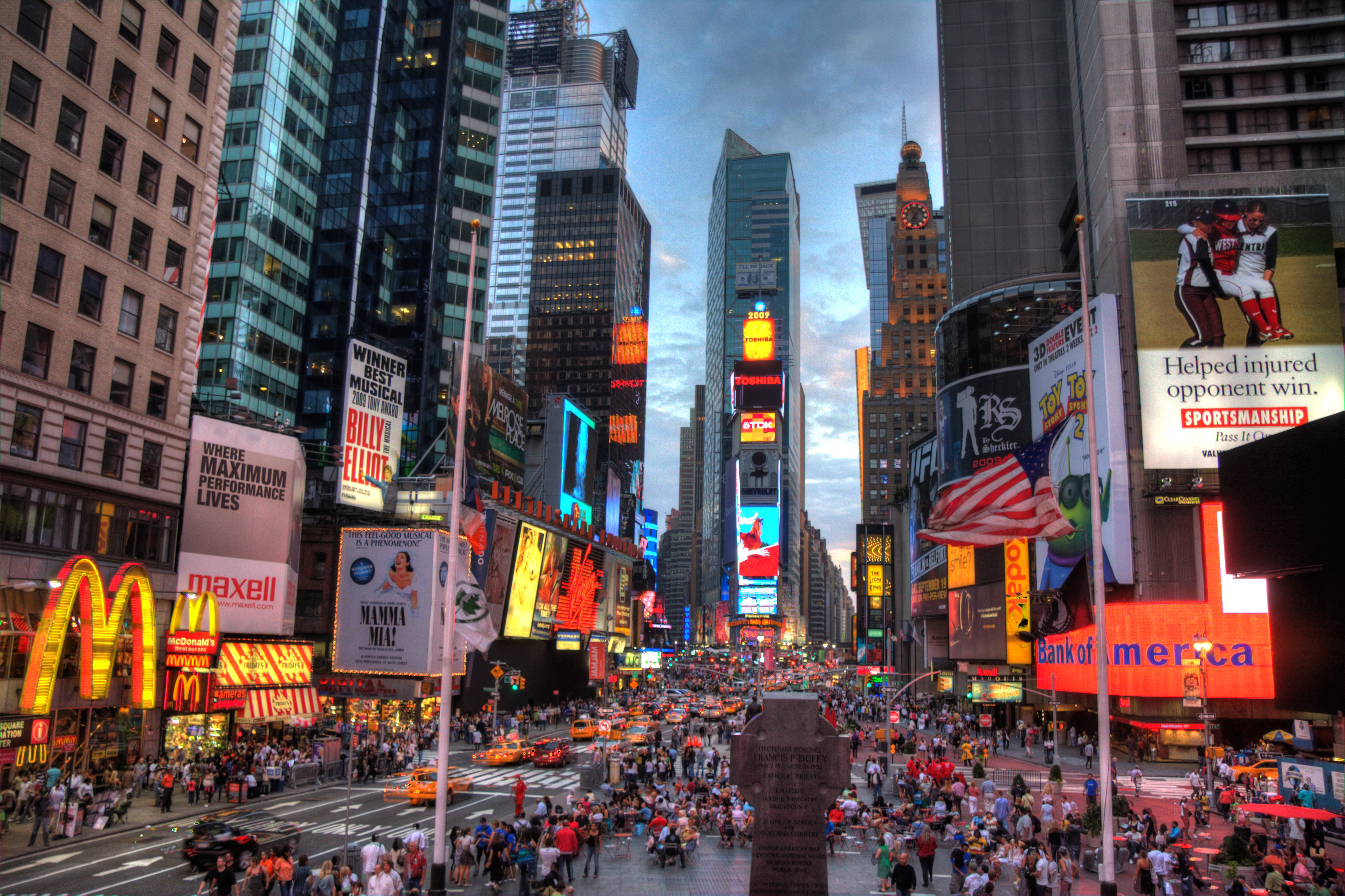
Der Times Square, das Zentrum des Broadway Theaterviertels

Schon vor der Gründung der ersten englischen Kolonie in Amerika im Jahr 1607 gab es spanische Dramen und indianische Stämme, die Theaterstücke aufführten.
Das 1809 vom Zirkus von Pepin und Breschard gegründete Walnut Street Theatre ist das älteste bis heute aktiv operierende Theater in Amerika.
Obwohl zahlreiche früher populäre Theaterformen wie Minstrel Shows und Vaudeville Acts von der amerikanischen Bühnenlandschaft im Laufe der Zeit nach und nach verschwunden sind, bleibt das Theater eine beliebte zeitgenössische Kunstform in den Vereinigten Staaten.
Zu den bedeutendsten amerikanischen Dramatikern und Bühnenautoren der Neuzeit gehören u. a. Edward Albee, August Wilson, Tony Kushner, David Henry Hwang, John Guare und Wendy Wasserstein.

### Literatur

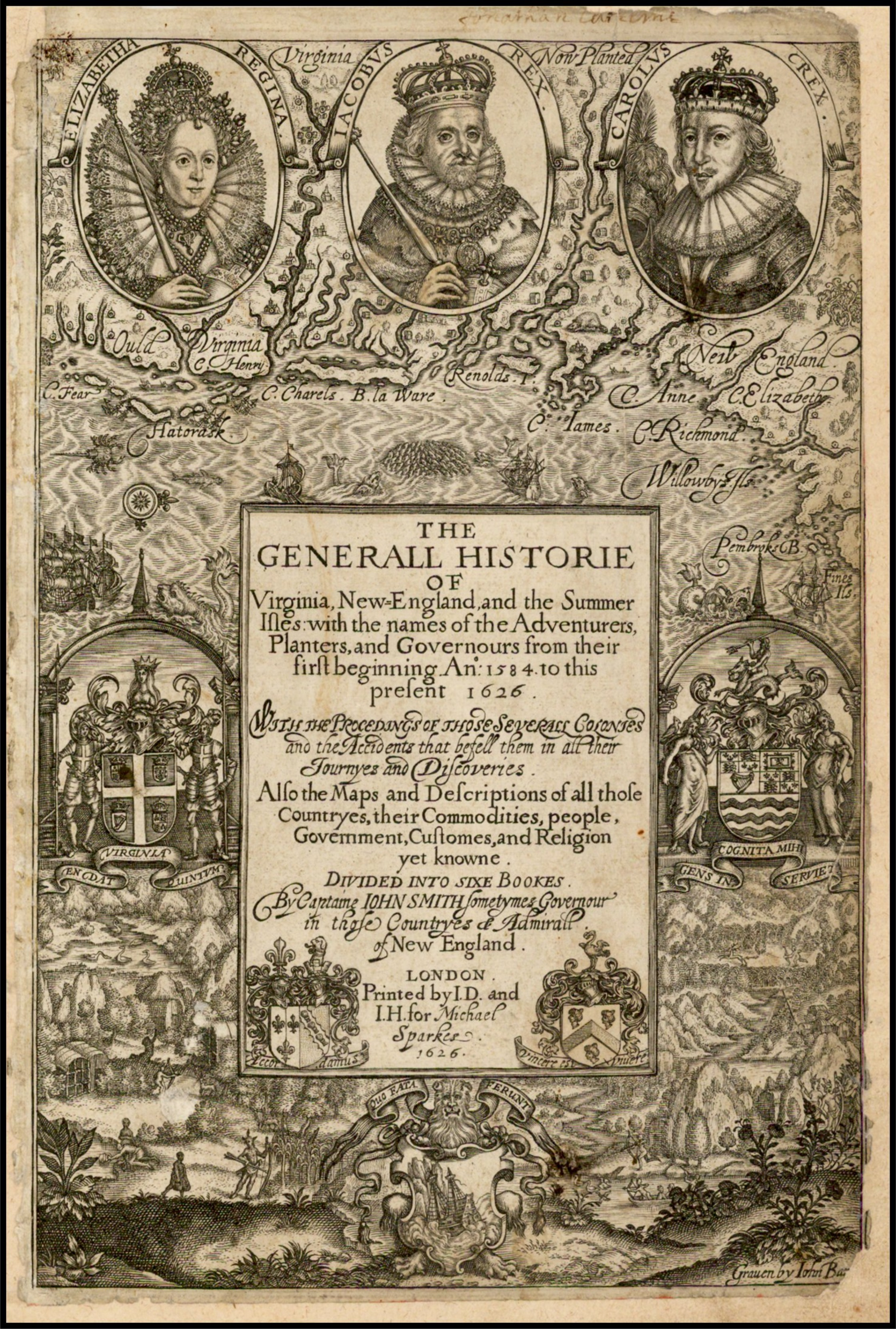
John Smiths Generall Historie of Virginia (1624)

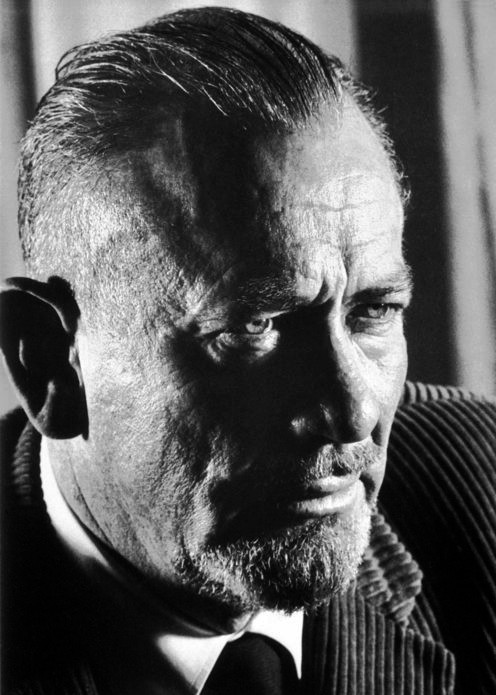
Einer der wichtigsten amerikanischen Autoren des 20. Jahrhunderts war John Steinbeck (Foto von 1962)

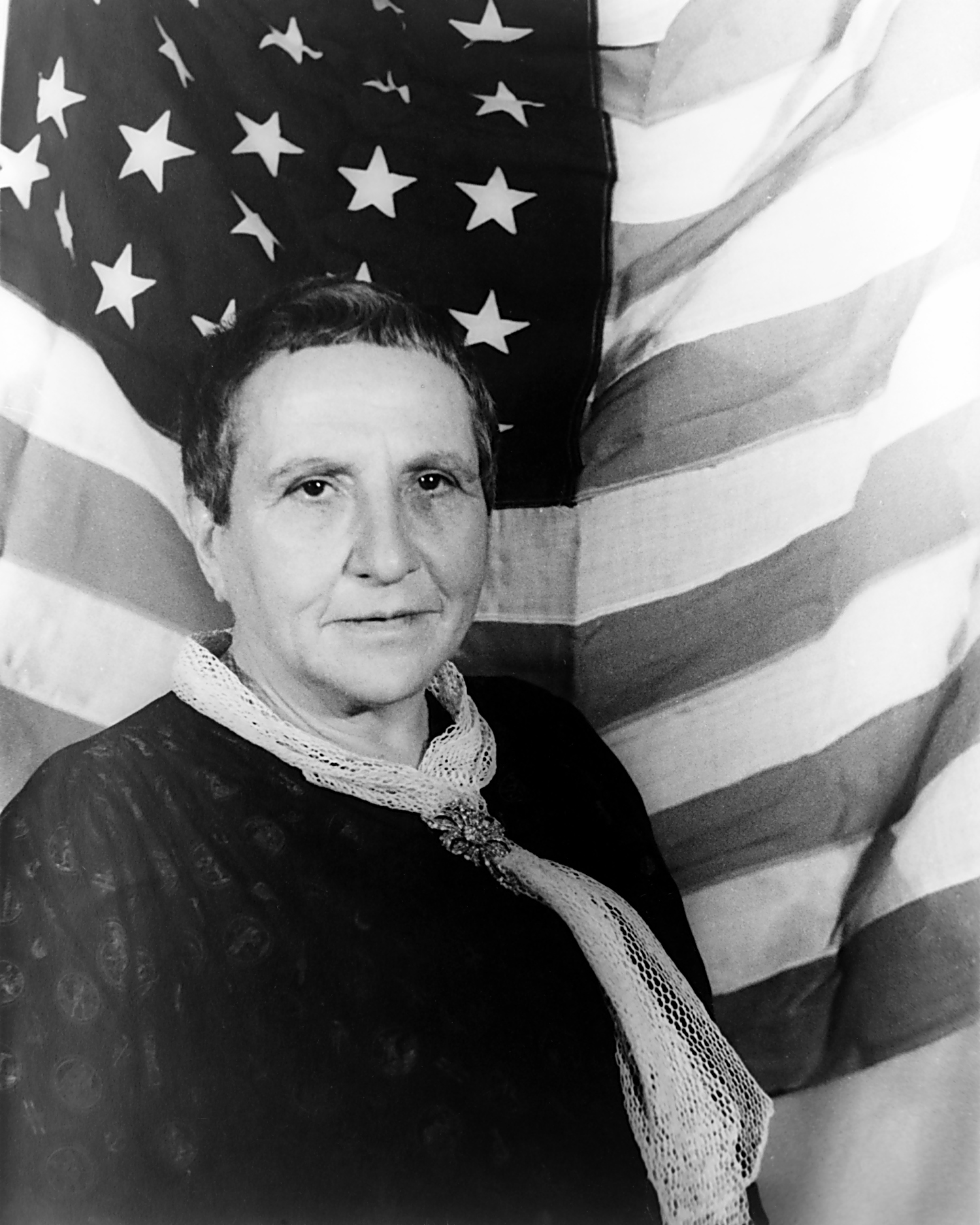
Gertrude Stein, eine der wichtigsten Literatinnen der amerikanischen Moderne;
Fotografie von Carl van Vechten (1935)

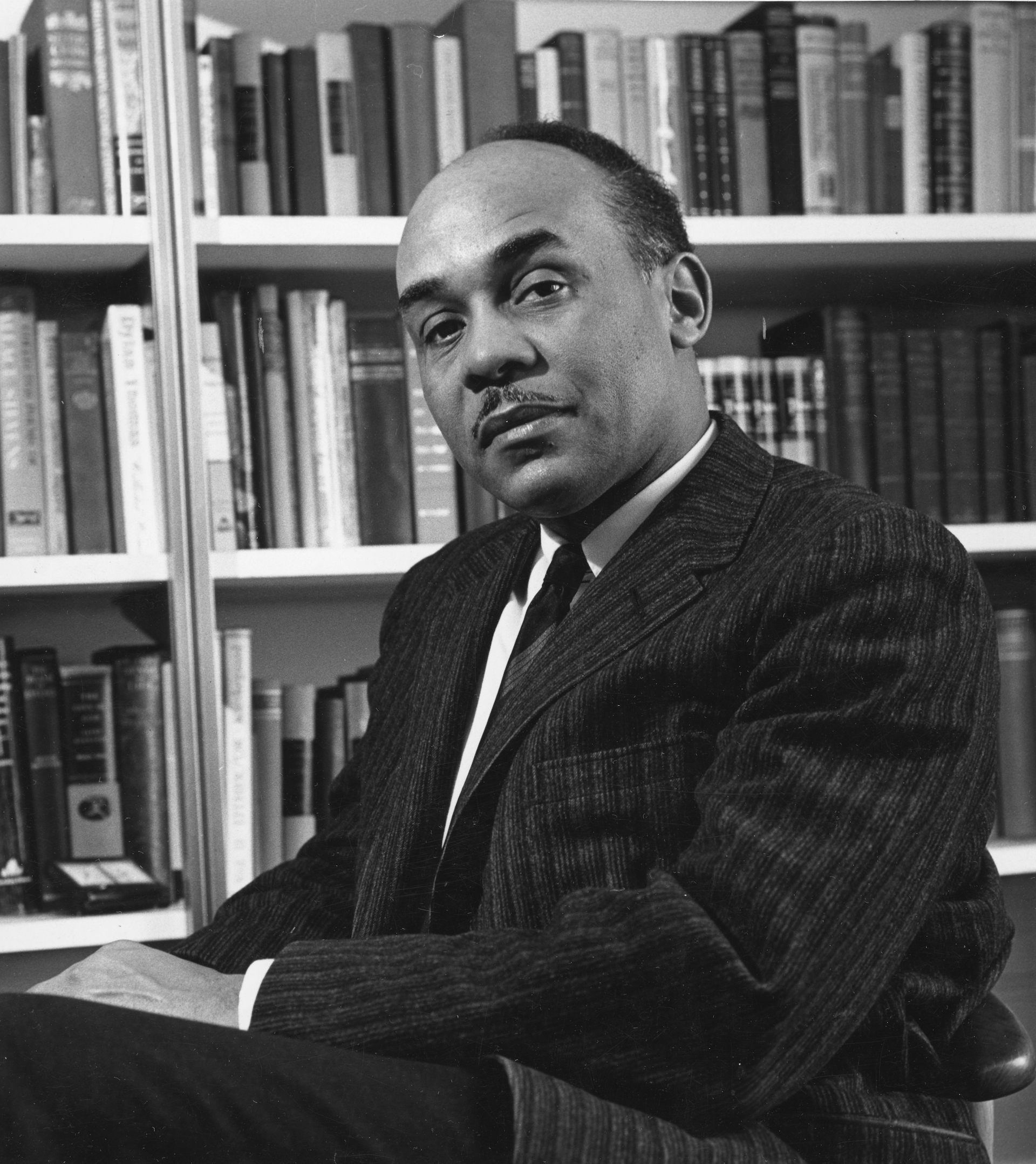
Ralph Ellison (Foto 1961) war ein amerikanischer Autor und Literaturkritiker. Er erhielt 1953 den National Book Award.

### Massenmedien
In dem im 20. Jahrhundert stattfindenden Prozess der Durchdringung aller Bereiche des täglichen Lebens durch Medien haben die Vereinigten Staaten immer eine Vorreiterrolle gespielt. Schon in der ersten Hälfte des 19. Jahrhunderts ist die Entstehung einer Boulevardpresse zu beobachten. Auch die massenhafte Verbreitung von Radio, Fernsehen, Computer und Internet begann hier früher als im Rest der Welt. Im Jahr 2000 besaßen bereits über 50 % der amerikanischen Haushalte mindestens einen Personal Computer, und mehr als 40 % nutzten das Internet.

#### Geschichte und Verfassungsverständnis
Schon in den Gründerkolonien entwickelte sich rasch ein Zeitungswesen. Die erste von den Briten allerdings gleich wieder verbotene Zeitung namens Publick occurences, Both Foreign and Domestik erschien bereits 1690. Zu Beginn des 18. Jahrhunderts wurden bereits regelmäßig Zeitungen veröffentlicht, darunter viele deutschsprachige. Die erste deutschsprachige Zeitung im Gebiet der heutigen Vereinigten Staaten war die 1732 von Benjamin Franklin gegründete Philadelphische Zeitung. In den Revolutionsjahren nahm die Publikationsfreude der vor allem englisch- und deutschstämmigen Einwanderer stark zu. Als die Unabhängigkeitserklärung 1776 verabschiedet wurde, erschien sie zunächst im deutschsprachigen Pennsylvanischen Staatsboten. Eine Veröffentlichung der Erklärung in der englischsprachigen Presse erfolgte erst später.
Der Pressefreiheit wurde im ersten Verfassungszusatz 1791 ein prominenter Platz eingeräumt. In den Vereinigten Staaten herrschte schon früh die Überzeugung, dass das allgemeine Wohl am besten durch einen, wie es Oliver W. Holmes 1919 formulierte, „freien Austausch/Handel von Ideen und Vorstellungen“ („free trade of ideas“) erreicht werde. Diese Funktion des ersten Zusatzartikels bestätigte der Supreme Court im Jahr 1969: „Das Recht der Zuschauer und Zuhörer steht an erster Stelle, nicht das Recht der Sender. Der Zweck des Ersten Verfassungszusatzes besteht darin, einen ungehinderten Markt der Ideen zu erhalten, auf dem sich letztlich die Wahrheit durchsetzt, und nicht darin, eine Monopolisierung dieses Marktes zu unterstützen.“ (Im Original: „It is the right of the viewers and listeners, not the right of the broadcasters, which is paramount. It is the purpose of the First Amendment to preserve an uninhibited marketplace of ideas in which truth will ultimately prevail, rather than to countenance monopolization of that market.“)
Reporter ohne Grenzen beurteilt die Lage für die Pressefreiheit als zufriedenstellend. Seit dem Amtsantritt von Präsident Biden habe sich die Zuverlässigkeit und Transparenz der Regierungskommunikation verbessert. Laut der Nichtregierungsorganisation bestünden aber strukturelle Schwächen fort, wie das Verschwinden lokaler Medien und ein weitverbreitetes Misstrauen gegen sogenannte „Mainstream-Medien“.

#### Medienkonzerne
Time Warner ist ein Medienunternehmen mit zahlreichen Geschäftsfeldern. Zu Time Warner gehören unter anderem das Film- und Fernsehstudio Warner Bros., der Pay-TV-Sender Home Box Office (HBO) und die Time Inc. Buch- und Zeitschriftenverlage. Viacom ist ein US-amerikanischer Medienkonzern mit Beteiligungen an MTV Networks und Paramount Pictures. NBC Universal ist das drittgrößte Medienunternehmen der Welt, nach Time Warner und Viacom. Zu NBC Universal gehören die US-amerikanischen Sender National Broadcasting Company (NBC), USA Network und MSNBC sowie das Filmunternehmen Universal Studios. Die News Corporation ist ein Medienkonzern des Hauptaktionärs Rupert Murdoch. Die News Corporation hat zahlreiche Beteiligungen an Film- und Fernsehunternehmen, Zeitungs- und Buchverlagen. Zu den Beteiligungen gehören u. a. die Unternehmen 20th Century Fox, Fox Broadcasting Company, New York Post und Dow Jones (Wall Street Journal).

### Wissenschaft

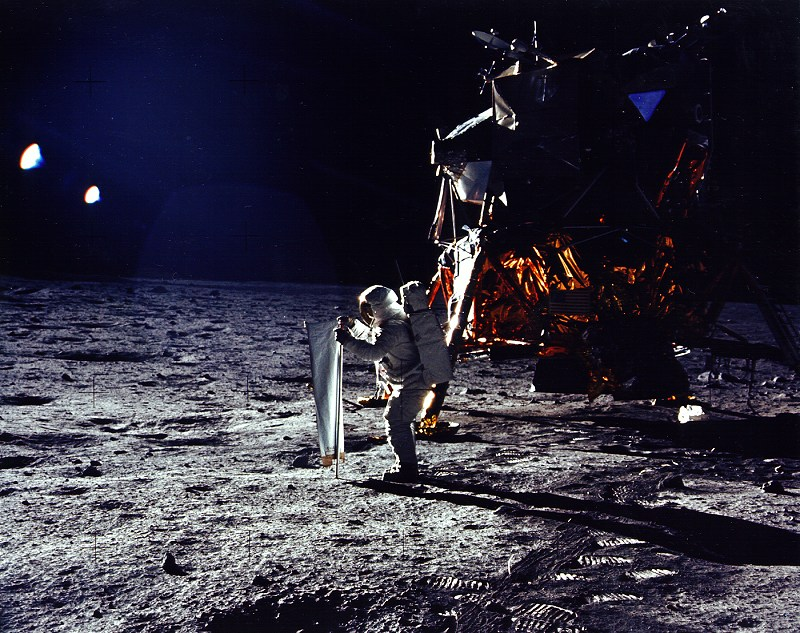
Buzz Aldrin auf dem Mond mit der Apollo-11-Mission. Die USA sind bis heute das einzige Land, das Menschen zum Mond geschickt hat.

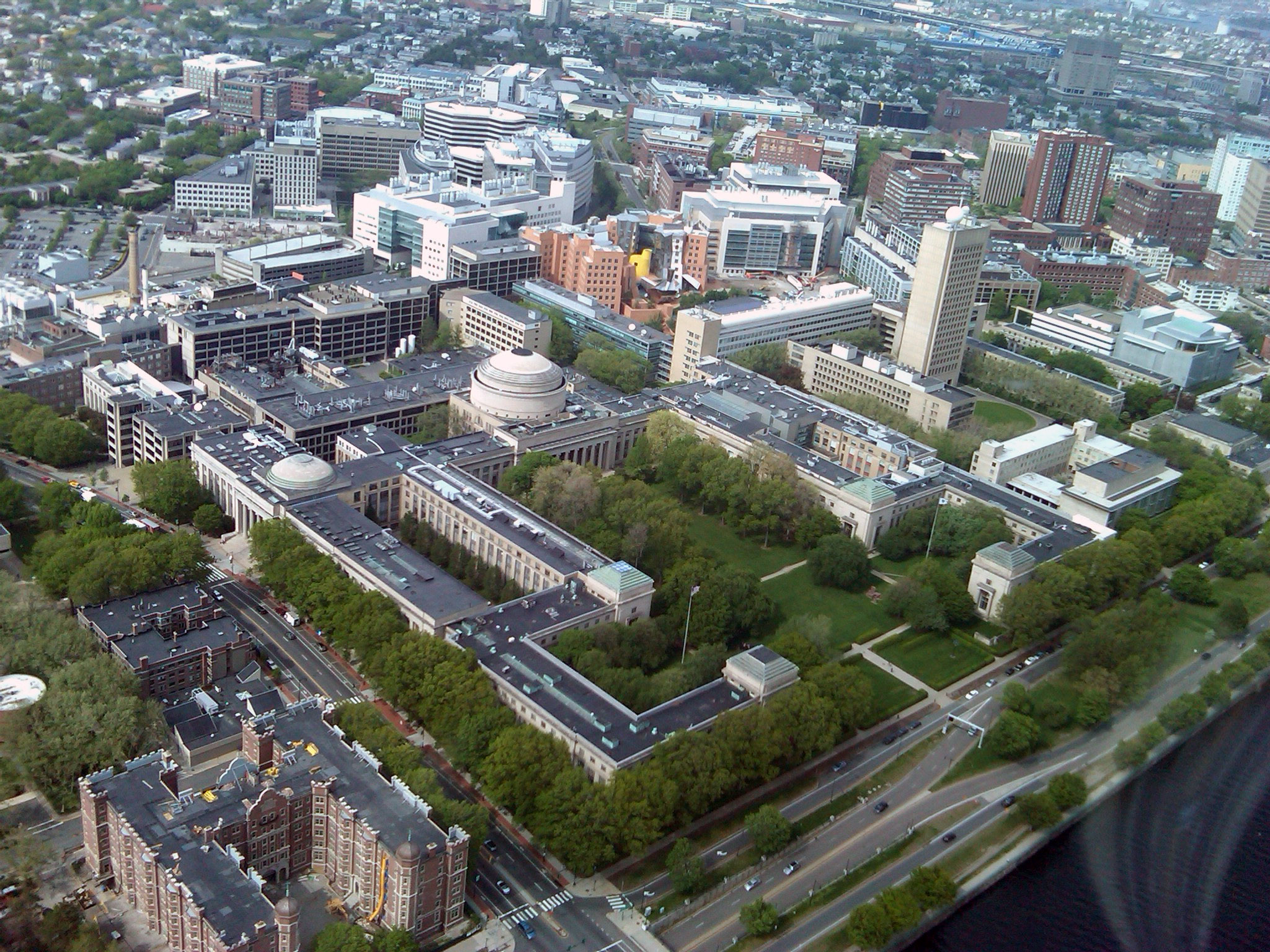
Der zentrale Teil des Massachusetts Institute of Technology, eine der renommiertesten Universitäten der Welt

Seit den Anfängen als unabhängige Nation haben die Vereinigten Staaten durch Ermöglichung des freien Austausches von Ideen, der Verbreitung von Wissen und durch die Aufnahme kreativer Menschen aus aller Welt Wissenschaft und Erfindungen gefördert. Die Verfassung spiegelt den Wunsch nach wissenschaftlicher Aktivität wider. Sie gibt dem Kongress die Befugnis, „[…] den Fortschritt der Wissenschaft und nützlicher Künste zu fördern, indem Urhebern und Erfindern für eine begrenzte Zeit das Exklusivrecht auf ihre jeweiligen Schriften und Entdeckungen zugesichert wird […]“. Diese Bestimmung ist Grundlage für das Patent- und Warenzeichensystem der Vereinigten Staaten.
Zwei der Gründerväter der Vereinigten Staaten waren selbst namhafte Wissenschaftler. Benjamin Franklin führte mit einer Reihe von Experimenten den Nachweis, dass der Blitz eine Art von Elektrizität ist, und erfand den Blitzableiter. Thomas Jefferson studierte Landwirtschaft und führte neue Reis-, Olivenbaum- und Grassorten in die Neue Welt ein.
Im 19. Jahrhundert stammten die führenden neuen Ideen in Naturwissenschaft und Mathematik aus Großbritannien, Frankreich und Deutschland, doch wurden sie vielfach nicht rezipiert. Aufgrund der weiten Entfernung zwischen den Vereinigten Staaten und den Ursprungsländern der westlichen Wissenschaft und Produktion war es oft notwendig, eigene Vorgehensweisen zu entwickeln. Forscher und Erfinder aus den Vereinigten Staaten lagen zwar bei der Entwicklung von Theorien im Rückstand, aber sie brillierten in den angewandten Naturwissenschaften. Vor diesem Hintergrund kam es zu einer Vielzahl wichtiger Erfindungen. Große amerikanische Erfinder sind Robert Fulton (Dampfschiff), Samuel F. B. Morse (Telegraf), Eli Whitney (Egreniermaschine zur Baumwollentkörnung), Cyrus McCormick (Mäher), die Brüder Wright (Motorflugzeug) und Thomas Alva Edison, der mit mehr als eintausend Erfindungen produktivste Erfinder.
In der zweiten Hälfte des 20. Jahrhunderts wurden amerikanische Wissenschaftler zunehmend für ihre Beiträge zur Wissenschaft, der Formulierung von Konzepten und Theorien, anerkannt. Diese Veränderung zeigt sich auch bei den Gewinnern der Nobelpreise in Physik und Chemie. Unter den Nobelpreisgewinnern in der ersten Hälfte des Jahrhunderts – 1901 bis 1950 – stellten Amerikaner in den Naturwissenschaften nur eine kleine Minderheit. Seit 1950 haben in den Vereinigten Staaten tätige Wissenschaftler etwa die Hälfte der in den Naturwissenschaften verliehenen Nobelpreise erhalten. Die Verarbeitung nicht-angelsächsischer Forschung unterlag von Anfang an starker Beschränkung durch die Tatsache, dass die einzig gängige Sprache das Englische war.
Wurde in den Nachkriegsjahren höhere Bildung als öffentliches Gut betrachtet und Forschung als eine nationale Ressource, so änderte sich dies in den 1980er Jahren. Bildung verlor an intrinsischem Wert, sie unterlag zunehmend den kapitalistischen Marktregeln, wurde eher als persönliche Investition betrachtet und damit zum privaten Gut und zum Mittel des Markterfolgs. Während bis weit in die 1970er Jahre ein gehobener akademischer Abschluss mit gesellschaftlichem Erfolg gleichgesetzt wurde, erzeugte die veränderte Mentalität ein Überangebot an Promovierten, und, angesichts der zunehmenden Kosten, eine sinkende Bereitschaft, sich in Gesellschafts- und Geisteswissenschaften zu engagieren.
Die Vereinigten Staaten betreiben seit 1958 ein aktives Raumfahrtprogramm, die NASA.

### Küche

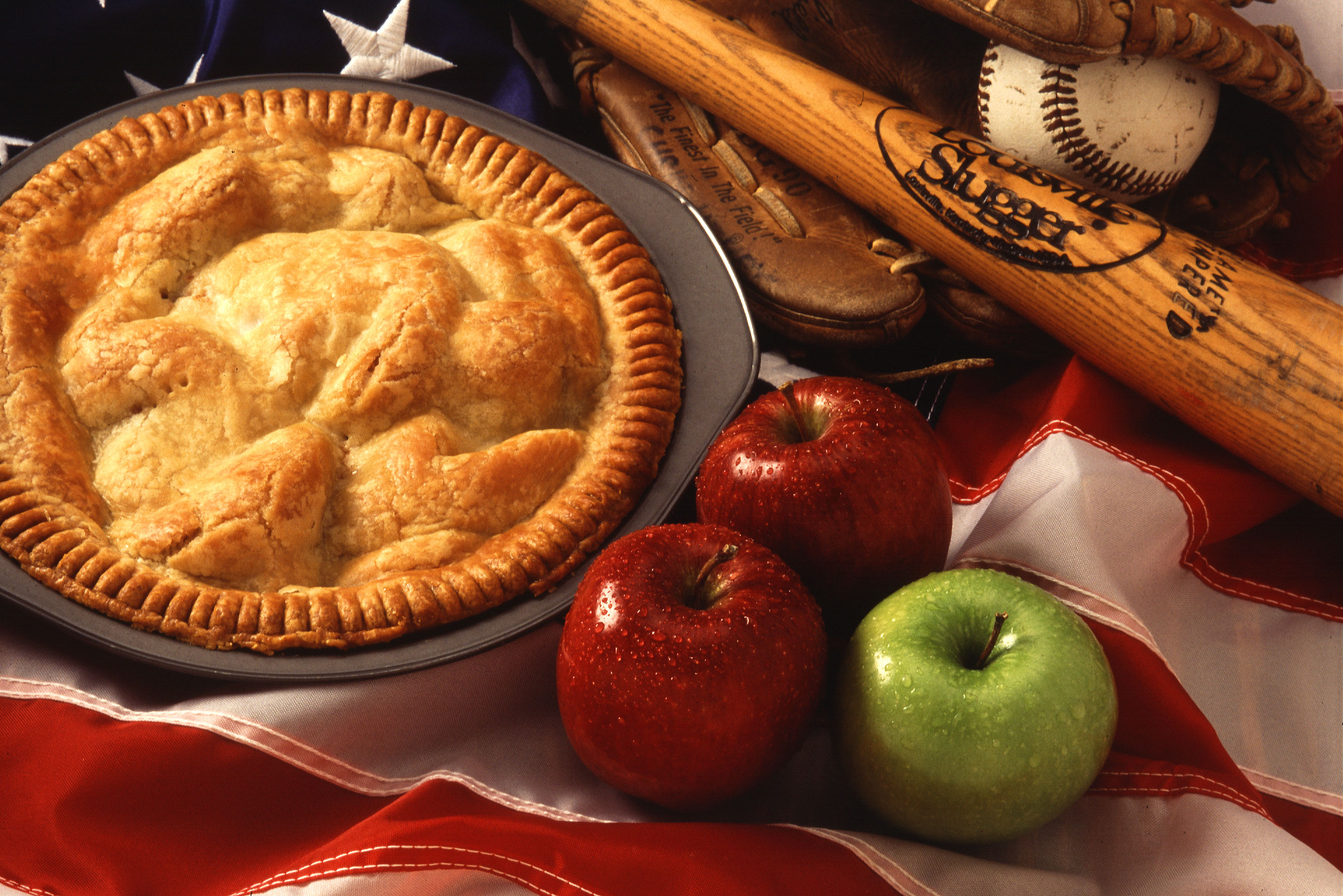
Amerikanischer Apfelkuchen

Die traditionelle amerikanische Küche verwendet einheimische Zutaten wie Truthahn, Wildbret, Kartoffeln, Süßkartoffeln, Mais, Kürbis und Ahornsirup, die von den amerikanischen Ureinwohnern und den ersten europäischen Siedlern genutzt wurden. Weizen ist die meistgenutzte Getreidesorte.
Soul Food, die Küche der früheren afrikanischen Sklaven, ist besonders im Süden der Vereinigten Staaten und bei Afroamerikanern beliebt. Synkretische Küchen wie die kreolische, Cajun und Tex-Mex sind ebenfalls beliebt. Gerichte wie Apple Pie, frittiertes Hühnchen, Hamburger und Hotdogs stammen von Rezepten verschiedener Immigranten. Pommes frites, mexikanische Gerichte wie Burritos und Tacos sowie Pizza und Nudelgerichte, die aus der italienischen Küche übernommen wurden, sind verbreitet. Amerikaner bevorzugen meist Kaffee gegenüber Tee. Des Weiteren werden Orangensaft und milchhaltige Frühstücksgetränke konsumiert.
Die Fast-Food-Industrie führte in den 1930er Jahren als erste die Drive-in-Bedienung ein. Während der 1980er und 1990er Jahre nahm die Zufuhr von Nahrungsenergie der Amerikaner um 24 % zu. Häufiges Essen in Fast-Food-Restaurants wird mit dem in den Vereinigten Staaten verbreiteten Übergewicht in Verbindung gebracht. Gesüßte Soft Drinks sind beliebt und machen neun Prozent der Zufuhr an Nahrungsenergie der Amerikaner aus.

### Sport

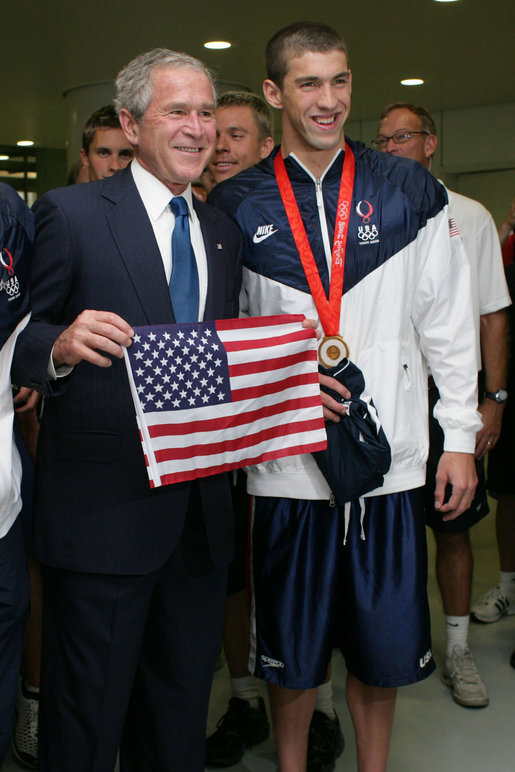
Michael Phelps (hier mit dem früheren US-Präsidenten George W. Bush) hat mehr olympische Medaillen, darunter 23 Goldmedaillen, gewonnen als jeder andere Sportler

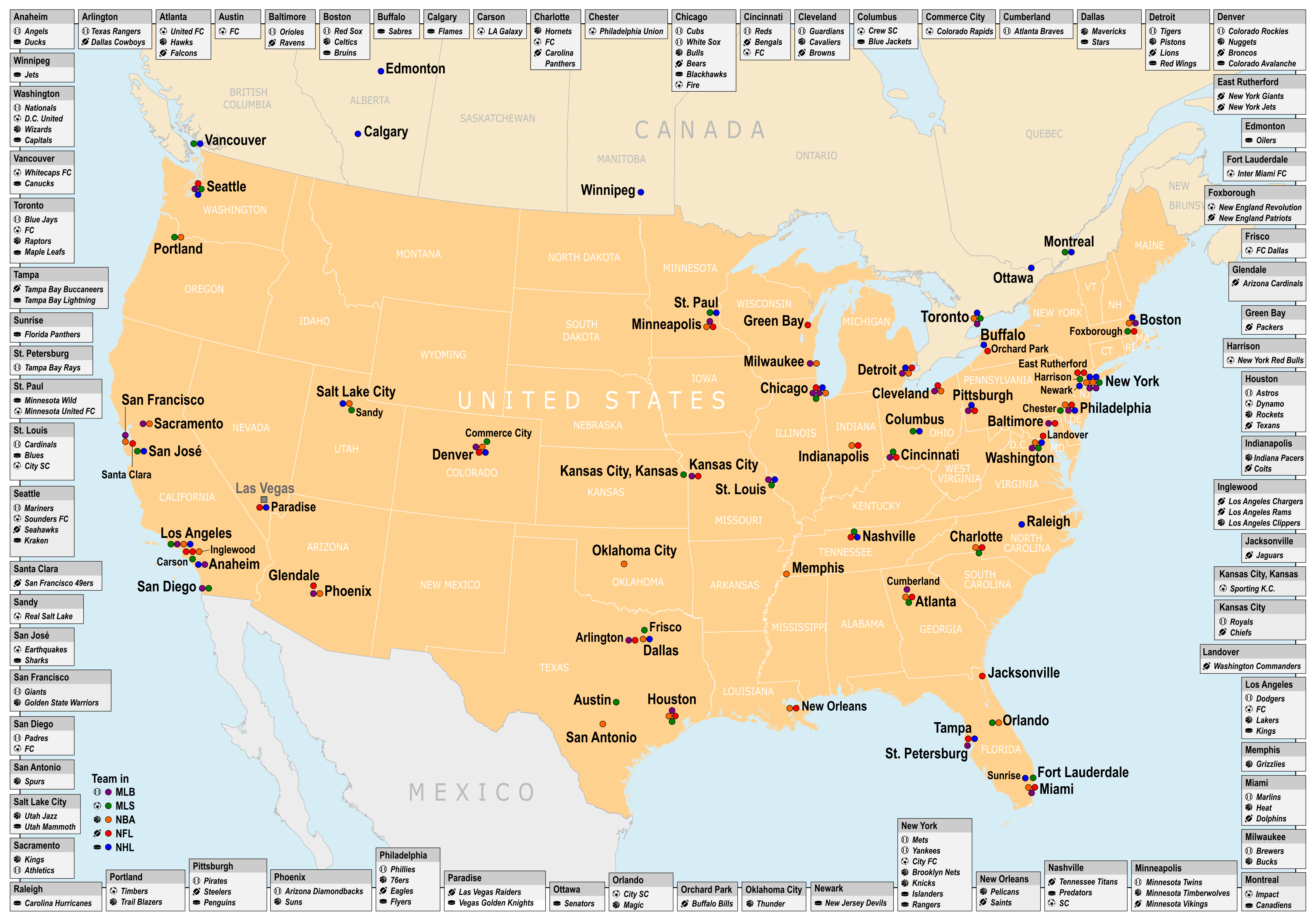
Alle Städte der USA und Kanada mit mindestens einem Team in der MLB, MLS, NBA, NFL oder NHL, 2018

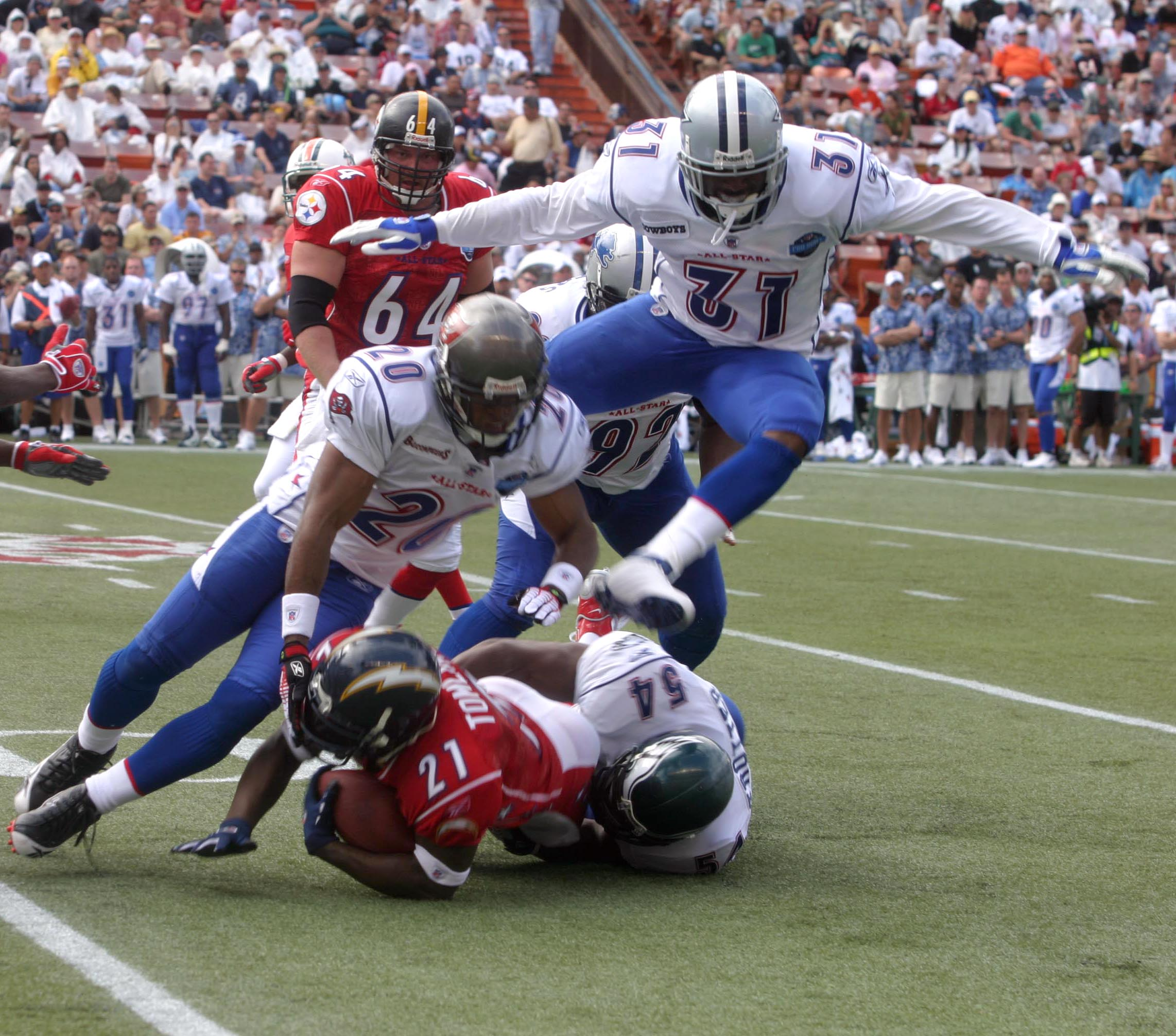
American Football

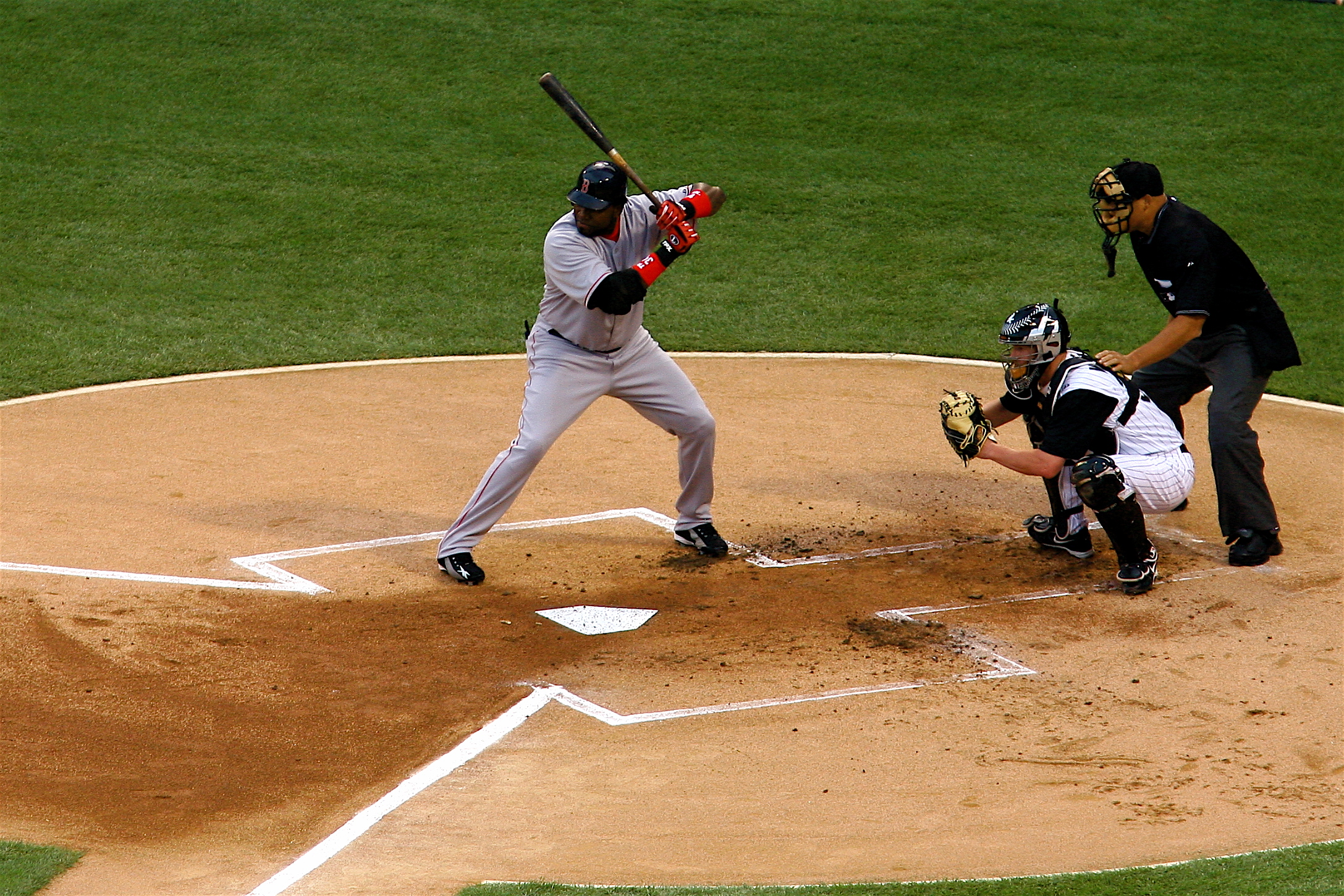
Baseball: hier Chicago White Sox vs. Boston Red Sox im Jahr 2006

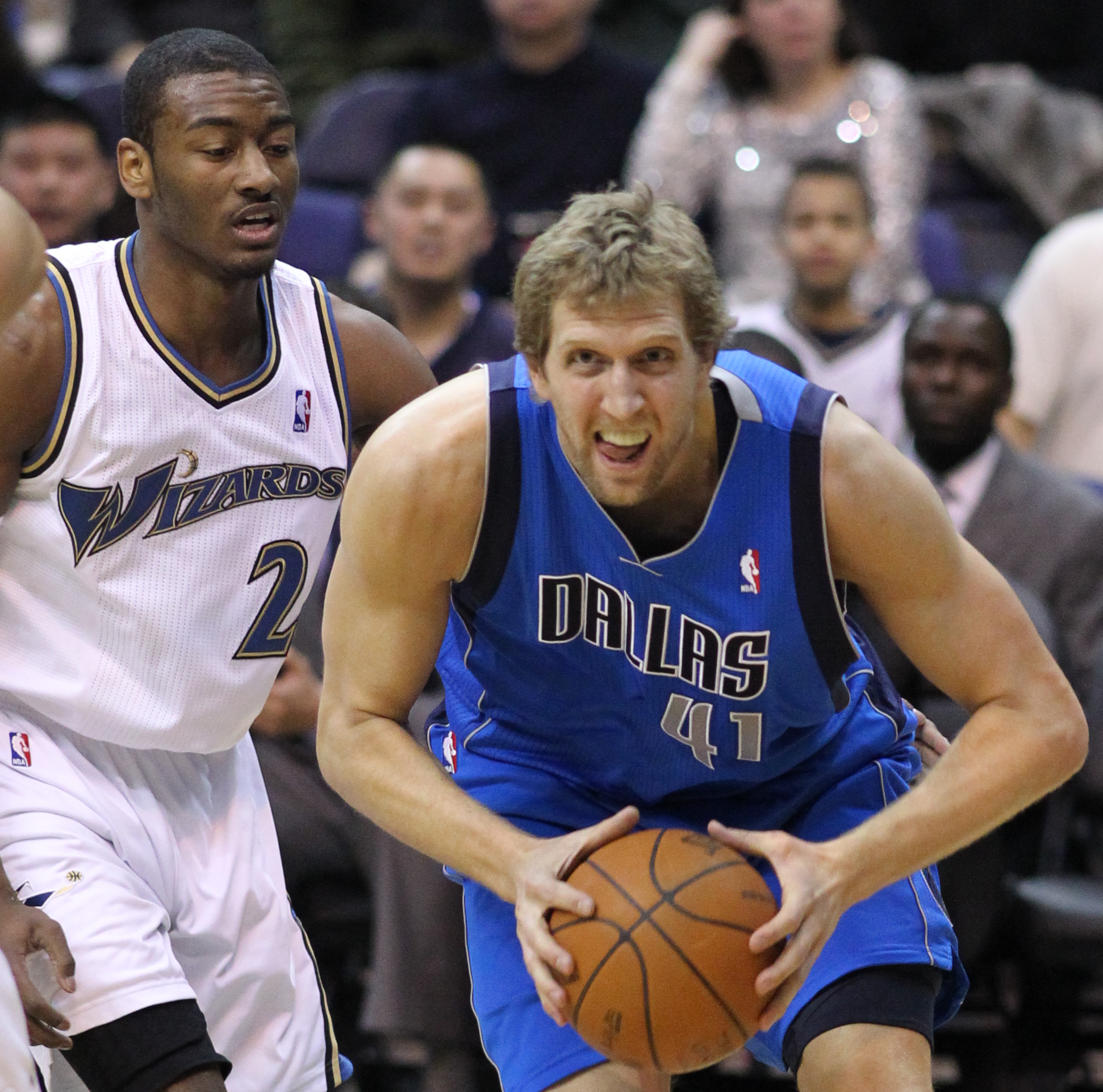
Basketball: hier Dirk Nowitzki und John Wall 2011 im Spiel

Die Vereinigten Staaten haben eine ausgeprägte Sportkultur in den De-facto-Nationalsportarten American Football, Baseball und Basketball. Profi-Ligen, in denen auf internationalem Niveau gespielt wird, sind die NFL (American Football), die MLB (Baseball), die NBA (Basketball) und die NHL (Eishockey). Der amerikanische Sport steht im Wechselspiel zwischen Isolationismus und Internationalismus.
Bisher fanden acht Mal Olympische Spiele in den Vereinigten Staaten statt. Das Land belegt mit insgesamt 2803 Medaillen (davon 1119 goldene) (Stand: 6. März 2017) den ersten Platz im ewigen Medaillenspiegel der Olympischen Spiele.
1968 wurde Special Olympics von Eunice Kennedy-Shriver gegründet. Special Olympics Vereinigte Staaten nahm mehrmals an Special Olympics Weltspielen teil.
Eine Aufteilung in Leistungs- und Breitensport existiert nicht wie im deutschen Verständnis. Vielmehr hat sich eine Riege bestimmter Sekundärsportarten entwickelt, deren Bedeutung nicht an der (im Übrigen eher geringen) Kommerzialisierung und Verarbeitung in den landesweiten Medien, sondern an der Verbreitung an Schulen sowie an der Masse der regionalen Auseinandersetzungen gemessen wird. Zu diesen Sportarten zählt neben dem Fußball (amerikanisches Englisch: soccer) das weitverbreitete Lacrosse.
Typisch für das amerikanische Sportgeschehen ist eine hohe Betonung des Unterhaltungseffekts sowie des integrativen Charakters des Sports. Kennzeichnend für die große Nachfrage nach dem Unterhaltungswert des Sports ist neben dem durchgehend aufwendigen Einsatz von Show- und choreografischen Elementen (Beleuchtung, Cheerleader) in manchen Sportarten eine meist ungefährliche Inszenierung von Action und Gewalt, beispielsweise beim Wrestling.
Die Vereinigten Staaten sind darüber hinaus Initiatoren einer weiteren subjektiven Einteilung diverser Sportarten, die bei bewusster Schaffung eines Lebensgefühls vor allem als legere Freizeitgestaltung betrieben werden. Dazu gehören neben Tennis und Bodybuilding diverse Trendsportarten.
Die großen Hoffnungen, welche die Gesellschaft der Vereinigten Staaten in den integrierenden Effekt des Sports legt, werden angesichts der Aufstiegsmöglichkeiten darin deutlich. Ein bedeutender Teil der Stipendien für die Universitäten wird an sportliche Talente vergeben. Der dabei im In- und Ausland oft geäußerte Vorwurf, dass solche Stipendiaten ohne ihre athletischen Fähigkeiten intellektuell an einer Hochschule nicht bestehen würden, trifft selten zu, da auf schulische Leistungen großer Wert gelegt wird und bei mangelhaften schulischen Leistungen die Sportausübung beschnitten wird. In einem für die Nationalsportarten im Laufe der Zeit entwickelten Modus, dem sogenannten Drafting System, werden unter Einstreuung gewisser Zufälligkeiten die Erstzugriffsrechte auf die besten Talente eines Jahrgangs an die schwächsten Vereine vergeben.
Im Gegensatz zum Lacrosse versucht die Führung des Fußballsports in den Vereinigten Staaten, Anschluss an die wesentlich verbreiteteren Sportarten American Football, Baseball, Basketball und Eishockey zu finden. Dabei versucht die höchste Spielklasse, die Major League Soccer, Differenzen zwischen dem nordamerikanischen und dem europäischen Sportverständnis zu überbrücken. In den 1970er Jahren wechselten internationale Spitzenspieler zu amerikanischen Vereinen. So verpflichtete zum Beispiel New York Cosmos 1975 Pelé und 1977 Franz Beckenbauer. Außerdem verpflichtete Los Angeles Galaxy im Jahr 2007 David Beckham und 2010 wurde Thierry Henry von den New York Red Bulls unter Vertrag genommen. Von 2011 bis 2016 war Jürgen Klinsmann Cheftrainer der US-amerikanischen Fußballnationalmannschaft. Der Frauenfußball der Vereinigten Staaten ist international wesentlich erfolgreicher als der Männerfußball.
Auch der Motorsport hat in den Vereinigten Staaten großen Publikumszuspruch. Die populärsten Rennserien sind NASCAR und INDYCAR. Berühmt sind die 500 Meilen von Indianapolis und die Speedweek in Daytona Beach. Alljährlich sind auch die Formel 1 und die Motorrad-Weltmeisterschaften der MotoGP in den Vereinigten Staaten zu Gast. Im Motorradsport großer Beliebtheit erfreuen sich auch die Dirt-Track-Rennen mit den Grand-National-Championships. In Kalifornien hat sich seit den frühen 1970er Jahren eine erfolgreiche Speedway-Szene etabliert und den Vereinigten Staaten mit seinen Speedway-Profis Bruce Penhall, Shawn Moran, Sam Ermolenko, Billy Hamill und Greg Hancock, die zusammen sechs Speedway-Einzelweltmeisterschaften gewonnen haben, fünf Weltmeister beschert. Shawn Moran wurde 1983 Langbahn-Weltmeister.

### Feiertage
Auch hinsichtlich der Feiertage besteht in den Vereinigten Staaten ein anderes Verständnis als in Europa. Prinzipiell gelten von der Regierung eingerichtete Feiertage nur für ihre Beamten und Angestellten, einschließlich der Mitarbeiter der Post. Allerdings sind viele Feiertage wegen ihrer kulturellen Verankerung auch in der Wirtschaft Usus geworden. Die Feiertage in den Vereinigten Staaten sind mit Ausnahme des Weihnachts- und des Neujahresfestes aufgrund der strikten Trennung von Staat und Kirche nichtreligiöser, also vor allem patriotischer Natur.